# Geschichte der Stadt Zürich

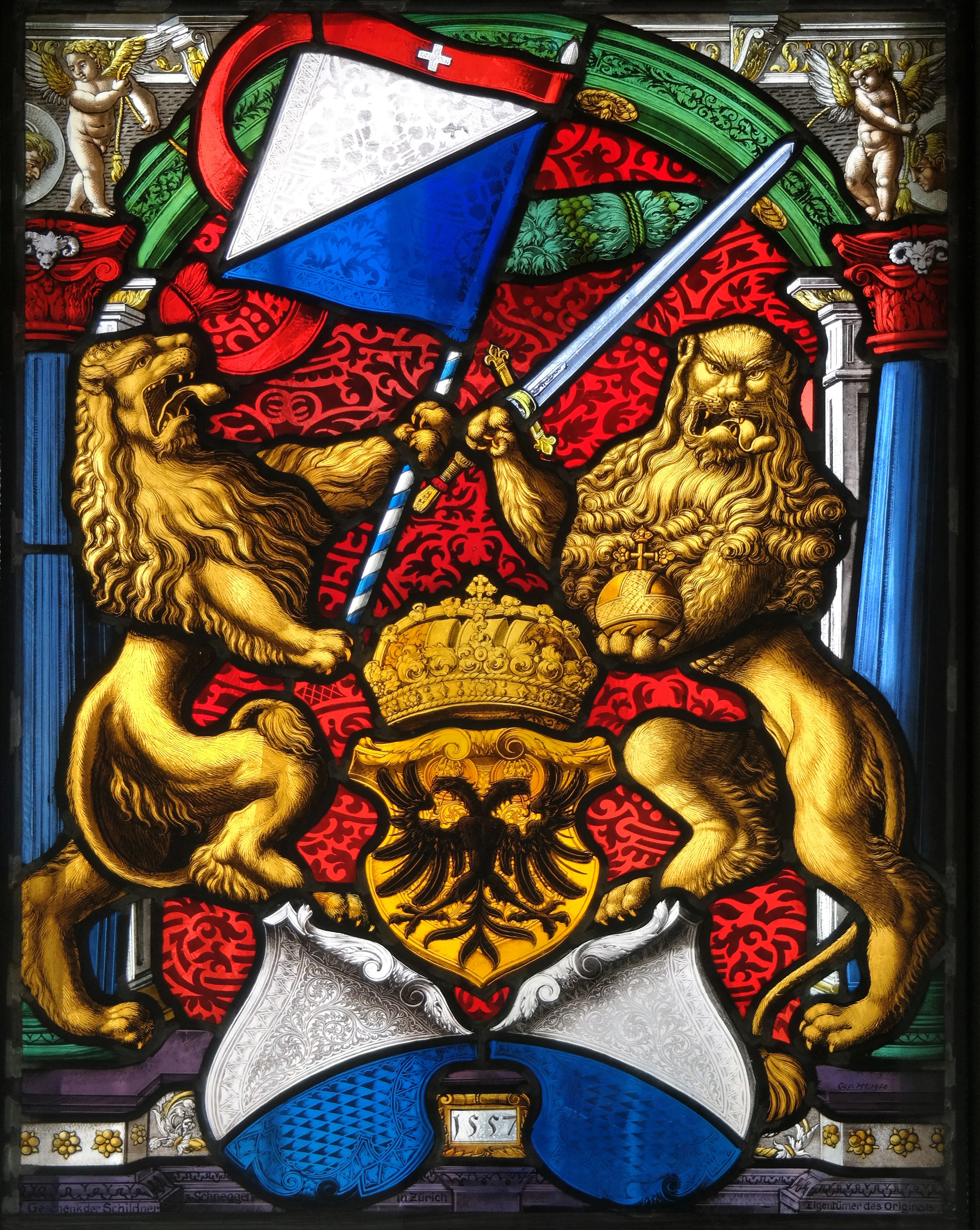
Standesscheibe der Stadt Zürich, Detail aus dem 1557 von Zürich gestifteten Glasfenster im Kreuzgang des Klosters Muri

Die Stadt Zürich bestand als Turicum schon zu römischer Zeit, stieg aber erst im Mittelalter in die Reihe der grösseren Schweizer Städte auf. Die Herrscher des Heiligen Römischen Reiches erwählten die Stadt an der Limmat als Standort für zwei bedeutende geistliche Stiftungen um die Kultstätten der Stadtpatrone Felix und Regula, die Zürich prägten: Das Grossmünster- und das Fraumünsterstift.
1262 sicherte das Privileg der Reichsunmittelbarkeit die nicht fühlbare Herrschaft eines fernen deutschen Königs. Zürichs Beitritt in verschiedenste Bünde – unter anderem in die entstehende Eidgenossenschaft 1351 und den Konstanzer Bund 1385 – schützte die Stadt längerfristig vor den Expansionsgelüsten lokaler Adelsgeschlechter, allen voran der Habsburger. Zusammen mit Bern bestimmte Zürich zeitweise als Vorort die Politik des aufstrebenden Staatenbundes der Eidgenossenschaft.
Seit der Reformation Ulrich Zwinglis gehört Zürich zu den geistigen Zentren des reformierten Bekenntnisses. Dem Status des «Rom an der Limmat» kam es zu, dass sich Zürich seit 1648 im gleichen Rang wie Venedig als souveräne Stadtrepublik betrachtete. Im 18. Jahrhundert galt Zürich hingegen eher als «Athen an der Limmat», dank vieler Gelehrter wie etwa Johann Heinrich Pestalozzi, Johann Kaspar Lavater und Johann Jakob Bodmer sowie seiner wichtigen Position als Handelsstadt.
Erst nach massivem äusseren Druck erlangte die beherrschte Landschaft mit der Gründung des Kantons Zürich schrittweise Gleichberechtigung. Seit dem 19. Jahrhundert ist Zürich das Wirtschafts- und Finanzzentrum der Schweiz.

## Name, Wappen und Siegel
Hauptartikel: Wappen des Kantons und der Stadt Zürich

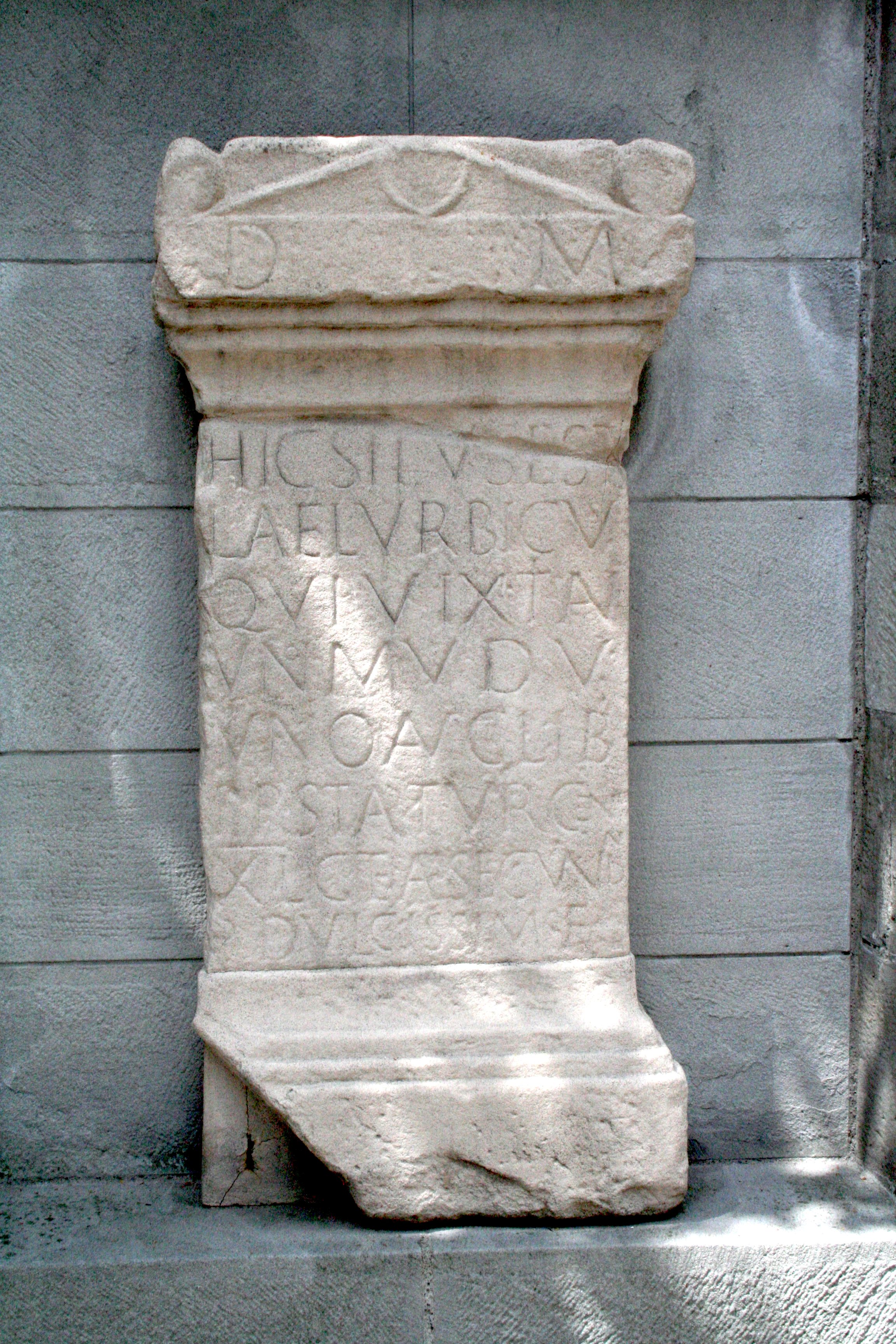
Der Grabstein mit der ältesten Nennung Zürichs, 2. Jh. n. Chr. (Kopie)

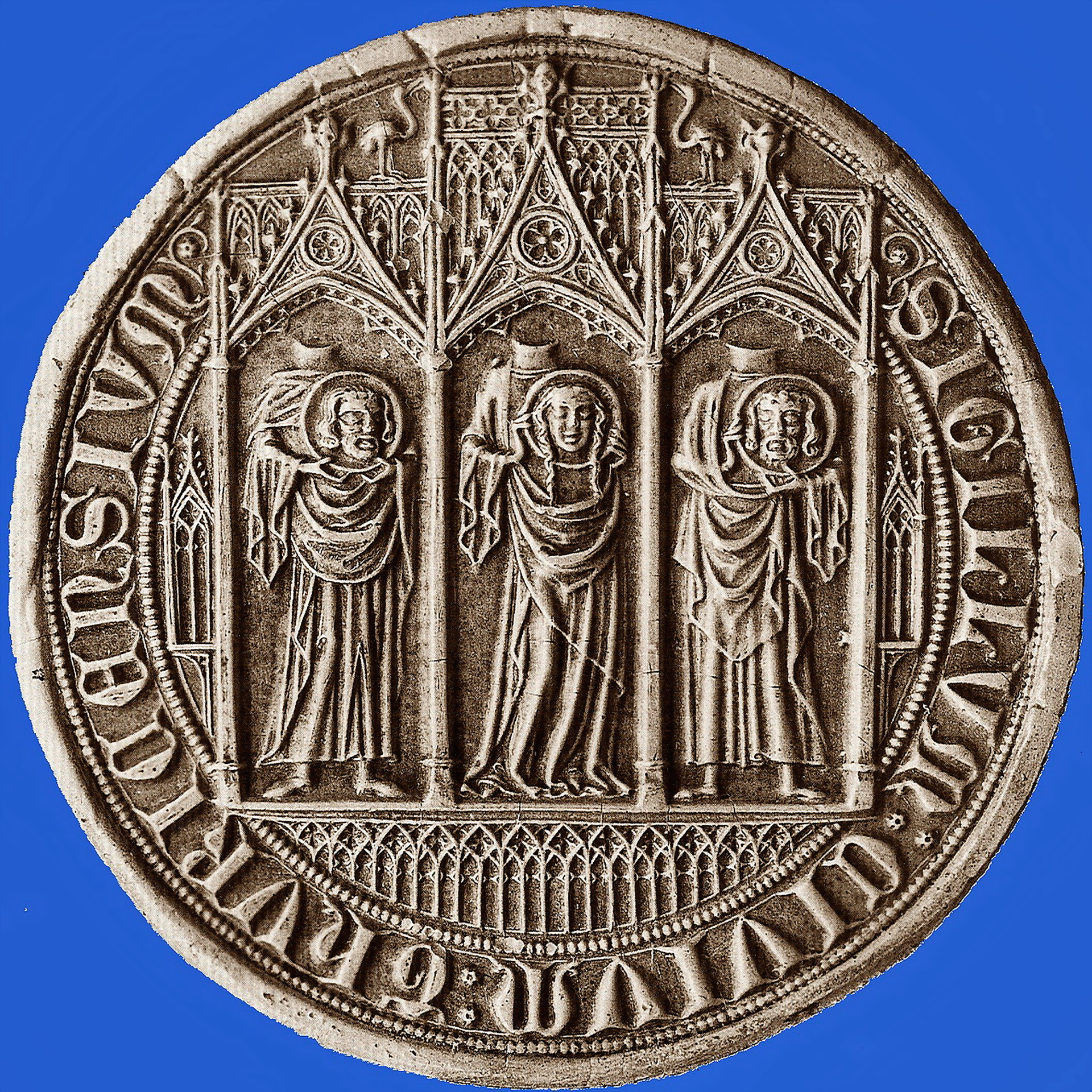
Die heute übliche Siegelform geht zurück auf das seit 1347 verwendete sogenannte Sekretsiegel des Rates von Zürich. Umschrift: SECRETVM CIVIVM THVRICENSIVM.

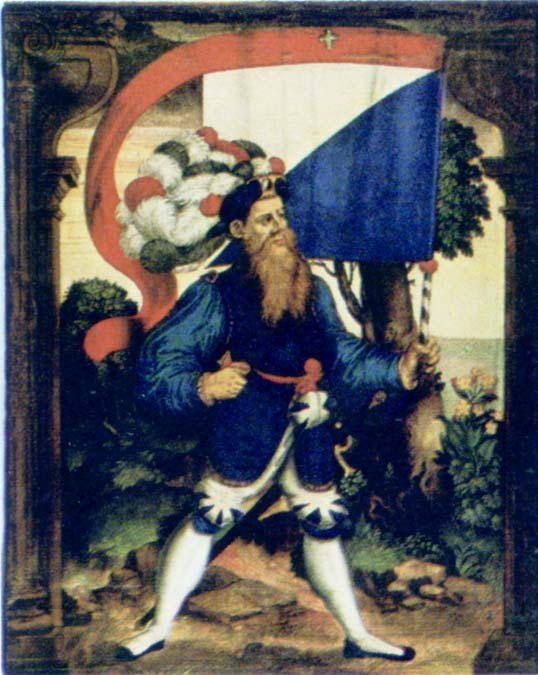
Der Bannerträger des Standes Zürich auf einem Gemälde aus dem Rathaus Bern, 1585

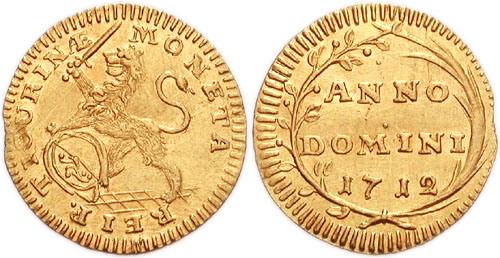
Wappen der Republik Zürich mit einem Löwen als Schildhalter auf einem Zürcher Vierteldukat von 1712

Das moderne Wappen der Stadt Zürich

Das älteste Indiz für den Namen Zürich in seiner lateinischen Form stammt aus dem 2. Jahrhundert n. Chr. und ist auf dem Grabstein des Lucius Aelius Urbicus zu lesen, der 1747 auf dem Lindenhof in Zürich gefunden wurde. Auf diesem Stein wird mit der Bezeichnung STA{TIONIS} TURICEN{SIS} auf eine römische Zollstation Turicum hingewiesen. Die Herkunft des Namens ist nicht endgültig geklärt, er ist aber auf alle Fälle vorlateinisch. Am wahrscheinlichsten ist eine Ableitung *Turīcon zum keltischen Personennamen Tūros.
Die bekannten frühmittelalterlichen lateinischen Namensformen für Zürich sind Turigum (807), T(h)uregum und Thuricum (898). Der erste Beleg für eine deutsche Namensform, nämlich Ziurichi, erscheint im 7. Jahrhundert beim Geographen von Ravenna; später finden sich Schreibungen wie Zurih (857) und Zurich (924). Im zürichdeutschen Dialekt heisst die Stadt Züri [ˈt͡sʏrɪ]. Der neulateinische Name Tigurum, der ab dem frühen 16. Jahrhundert bis gegen Ende des 18. Jahrhunderts verwendet wurde, war eine zeitgenössische Neuschöpfung und sollte auf die Tiguriner verweisen, einen Teilstamm der Helvetier.
Die ersten bekannten Siegel des Stadtrates von Zürich hängen an zwei Urkunden von 1225 und 1230. Sie tragen die Umschrift sigillum consilii thuricensium und führen die beiden Stadtheiligen Felix und Regula aus der Thebäischen Legion. In den Händen tragen sie ihre Köpfe, die von einem Nimbus umgeben sind. Sicher ab 1348 tritt noch Exuperantius, der Diener von Felix und Regula, zum Stadtsiegel hinzu. Die definitive Umschrift dieses Siegels lautet sigillum civium thuricensium. Die Stadtgemeinde Zürich führt seit 1798 in ihrem Siegel den schräg geteilten Schild, überhöht von einer Mauerkrone, mit einem oder zwei Löwen als Schildhalter.
Das Stadtwappen, der von Silber und Blau schräg geteilte Schild, ist zum ersten Mal auf einem Siegel des Hofgerichts Zürich von 1389 nachgewiesen. Sicher belegt ist die bis heute gebräuchliche Fahne erst seit 1434. Auf den Münzen und Stadtansichten von Zürich war der Wappenschild der Stadt ursprünglich vom Reichswappen und der Reichskrone bekrönt. Der Wappenschild wird seit dem 15. Jahrhundert von zwei Löwen gehalten. Zuweilen halten die Löwen je ein blau-weisses Banner, wobei eines die drei Stadtheiligen zeigt. Gegen 1700 fallen Reichswappen- und krone weg, während die Löwen als Schildhalter bleiben. Der Löwe wurde als «Zürileu» zum Zürcher Wappentier. Das aktuelle Wappen der Stadt zeigt den schräg geteilten Schild, überhöht von einer Mauerkrone, mit zwei Löwen als Schildhalter.
Die Stadt Zürich war sowohl königliche wie herzogliche Münzstätte. Die älteste urkundliche Erwähnung der Münzstätte stammt aus dem Jahr 972, die älteste Münze ist ein karolingischer Denar mit der Aufschrift LUDOVICUS REX, RS. HADTUREGUM. König Heinrich III. verlieh im 11. Jahrhundert auch der Fraumünsterabtei das Münzrecht. Ihr Münzbann umfasste den Zürichgau und das Gebiet um den Walensee bis Sargans, die Innerschweiz bis zum Gotthard, den Aargau bis Huttwil und den Thurgau bis zur Mur. Die Münzen, die in Zürich geprägt wurden, weisen verschiedene Symbole und Beschriftungen auf. Die Fraumünsterabtei prägte nur Pfennige, die zuerst viereckig, dann nach 1400 rund waren. 1524 ging das Münzrecht der Abtei an die Stadt über. Dieser hatte König Sigmund 1425 bereits das Münzrecht bestätigt. Ab dem 16. Jahrhundert erschien das Wappen der Stadt mit dem Reichswappen auf den Münzen, etwa auf dem Zürcher Taler und dem Dukat, teilweise bereits mit den beiden Löwen als Schildhalter. Die Umschrift lautete MONETA TURICENSIS CIVITATIS IMPERIALIS. Später verschwand das Reichswappen und die Umschrift änderte in MONETA REIPUBLICÆ TIGURINÆ. Der Zürcher Schild wurde nun von einem oder zwei Löwen gehalten, der einzelne Löwe hielt entweder ein Schwert oder eine Reichsapfel. Auf der Kopfseite wurden meist entweder Ansichten von Zürich oder Sprüche aufgeprägt, etwa DOMINE CONSERVA NOS IN PACE, IUSTITIA ET CONCORDIA oder PRO DEO ET PATRIA. Die selbständige Münzprägung der Stadt Zürich endete 1798.

## Altertum

Zürich zur Zeit der römischen Besiedlung. Stich von Johann Balthasar Bullinger.

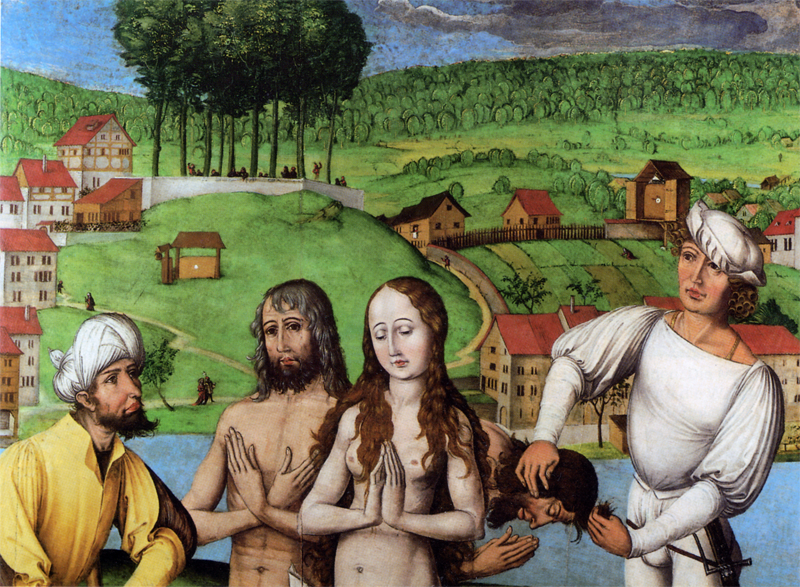
Das Martyrium von Felix, Regula und Exuperantius. Ausschnitt aus dem ehemaligen Altarbild von Hans Leu dem Älteren in der Zwölfbotenkapelle im Grossmünster. Laut der Heiligenlegende starben sie zur Zeit der diokletianischen Christenverfolgung in Zürich

Die frühesten Spuren menschlicher Siedlungstätigkeit im Bereich der heutigen Stadt Zürich sind Reste von Feuchtbodensiedlungen der Egolzwiler Kultur (4430–4230 v. Chr.), die sich im Gebiet des westlichen Seebeckens nachweisen lassen. Die Fundplätze, die auch während der späteren Jungsteinzeit, während der Bronzezeit und der frühen Eisenzeit bis 700 v. Chr. besiedelt waren, erstrecken sich vom Uferbereich teilweise bis 500 m in den heutigen See hinaus. Siedlungsstellen konnten archäologisch nachgewiesen werden am linken Seeufer beim Alpenquai, Bauschänzli, der Breitingerstrasse und in Wollishofen (Haumesser, Bad) sowie am rechten Seeufer beim Kleinen und Grossen Hafner, am Utoquai und an der Seehofstrasse. Zwischen Rentenanstalt und Mythenschloss am linken Seeende wurden 1994 gut erhaltene neolithische Kulturschichten von drei ehemaligen Seeufersiedlungen archäologisch untersucht. Sie konnten der Pfyner Kultur (3800–3600 v. Chr.), der Horgener Kultur (3150 v. Chr.) und der Schnurkeramischen Epoche (2680–2548 v. Chr.) zugeordnet werden. Von 250 Holzproben für die dendrochronologische Datierung sind deren 128 so genau, dass sie Schlagdaten der Eichenpfähle zwischen 2972 und 2681 v. Chr. sichern. Viele angekohlte, liegende Hölzer und fundreiche Holzkohleschichten belegten eine Brandkatastrophe auf dem ganzen Siedlungsareal, das sich über 240 m erstreckte. Die «Pfahlbaudörfer» bestanden aus zweischiffigen, 5 × 3 m messenden Hütten, wie sie noch 100 Jahre später am gegenüber liegenden Ufer an der Mozartstrasse nach dem gleichen Bauschema gebaut wurden. Der grösste Teil dieser Ufersiedlungen versank in der Spätbronzezeit im See, als der Pegel von ca. 404 auf ca. 407 m ü. M. anstieg, wahrscheinlich weil der Schuttkegel der Sihl im Bereich des Hauptbahnhofs den See aufstaute.
In der Eisenzeit verlagerte sich im Raum Zürich die Siedlungstätigkeit auf Terrassen entlang der Flüsse und des Sees. Aus der Hallstattzeit (8. bis 5. Jh.) sind Funde und Grabhügel in Riesbach (Burghölzli), und Witikon (Egglen), Höngg (Heiziholz), Altstetten (Hard), Affoltern-Seebach (Jungholz) dokumentiert. Aus der Latènezeit (5. bis 1. Jh.) sind Funde und Gräber in Aussersihl (Bäckerstrasse), Enge (Gablerschulhaus), Altstetten (Hard) und Witikon nachgewiesen. Aus dem 1. Jh. stammen Einzel- und Münzfunde aus dem Bereich der Altstadt. Im Kanton Zürich ist bis heute nur eine Zentralsiedlung aus der Eisenzeit sicher belegt, die sich auf dem Plateau des Uto-Kulm auf dem Üetliberg befand und mit Wallanlagen geschützt war.
Die keltischen Helvetier siedelten in und um Zürich, wie Funde beim Rennweg zeigen. Auf dem Lindenhof und auf dem Uetliberg bestanden wahrscheinlich keltische Oppida. Die strategisch und handelstechnisch günstige Lage sowie Münzfunde lassen auf die Existenz eines Handelsplatzes schliessen. Die keltische Siedlung von ca. sieben Hektaren lag um den Lindenhofhügel.
Aus der Zeit der römischen Eroberung des östlichen Helvetiens 15 v. Chr. stammt ein frühaugusteischer Militärstützpunkt auf dem Lindenhof, an den sich später eine Zivilsiedlung mit Militärstation anschloss. Der offene Marktflecken (vicus) Turicum gehörte nach der Sicherung der römischen Herrschaft zunächst zur Provinz Gallia Belgica dann nach ihrer Gründung um 85 v. Chr. zur Provinz Germania superior. Turicum war als vicus nicht befestigt, hatte aber eine Zollstation des gallischen Zolls (Quadragesima Galliarum). Waren und Reisende wurden dort vor dem Übertritt in die Provinz Raetia abgefertigt, wenn sie auf der Römerstrasse zwischen Vindonissa und Curia bzw. auf der schiffbaren Route zwischen Walensee und Rhein verkehrten, und ein Zoll von 2,5 Prozent erhoben. Die Bedeutung von Turicum liegt jedoch fast ausschliesslich in seiner Lage am Ausfluss des Zürichsees begründet, da hier die Güter von See- auf Flussschiffe umgeladen werden mussten. Auch lag Turicum an keiner wichtigen römischen Hauptstrasse. Der antike Name Turicum und die Tatsache, dass dort eine Zollstation vorhanden war, ist nur dank der Grabinschrift für Urbicus, Sohn des lokalen Zollvorstehers, überliefert, die 1747 auf dem Lindenhof gefunden wurde. Bedeutend war wahrscheinlich auch der Hafen, da damals Waren auf Kähnen wahrscheinlich bis nach Walenstadt geführt werden konnten. Der römische Ort lag am Fuss des Lindenhofs, eines zentralen Hügels, auf einer Insel zwischen den Flüssen Sihl, und Limmat bzw. dem Zürichsee.
Bis heute konnten nur wenige archäologische Spuren des römischen Zürich ergraben werden. Darunter befinden sich Überreste einer Thermenanlage (Thermengasse), Gräbern und Spuren von Handwerksbetrieben, Wohnhäusern sowie von Gebrauchsgegenständen und Schmuck aber auch von Kultanlagen, so einem Rundbau an der Storchengasse, ein Viergötterstein auf dem Lindenhof sowie eine Kultanlage auf der Wasserkircheninsel. Wahrscheinlich befanden sich auf dem St.-Peter-Hügel und dem Sihlbühl Tempelanlagen, ein Heiligtum stand weiter auch auf dem Grossen Hafner, einer ehemaligen Insel im See. In der Nähe des heutigen Rathauses befand sich eine Brücke. Aus spätrömischer Zeit stammen die Überreste eines mit acht bis zehn Türmen bewehrten Kastells auf dem Lindenhof. Teile der Lindenhof-Stützmauer stammen ebenfalls aus römischer Zeit. Um den römischen Vicus, der von ca. 250 bis 350 Menschen bewohnt war, gruppierten sich eine Reihe von Gutshöfen, die im 1. Jahrhundert angelegt wurden. Nachgewiesen sind auf dem Gebiet der heutigen Stadt solche Anlagen in Albisrieden (Hochfeld/Galgenacker), Altstetten (Loogarten), Oerlikon (Irchel), Wipkingen (Waidstrasse) und Wollishofen (Gässli/Seestrasse).
Ab 260 n. Chr. begannen die Einfälle der Alamannen in das Gebiet der heutigen Schweiz. Nach der Reichsreform von Kaiser Diokletian ab 286 kam Turicum zur Provinz Maxima Sequanorum in der Präfektur Gallia. Auf dem Lindenhof wurde im 4. Jahrhundert unter Diokletian oder Konstantin I. im Rahmen der Befestigung der Rheingrenze ein Kastell errichtet. Auch der Üetliberg wurde wieder als Beobachtungsposten und Zufluchtsort genutzt. Im Jahr 401 wurde das Kastell wie das ganze Gebiet nördlich der Alpen von den römischen Truppen geräumt. Über das weitere Schicksal der gallo-römischen Bevölkerung und der Siedlung Turicum gibt es keine gesicherten Erkenntnisse. Der vicus und das Kastell bestanden wohl in bescheidenem Rahmen als romanische Kontinuitätsinsel weiter und wurde schrittweise durch neue Bevölkerungsschichten alemannisch-fränkischer Herkunft aufgesiedelt. Aufgrund der archäologischen Befunde kann eine Zerstörung der Siedlungsstrukturen in Zürich ausgeschlossen werden. Die römische Siedlung hat sich wohl bis ins Frühmittelalter kaum verändert. Römische Strassen, Gebäude und Infrastruktur wurden weiterbenutzt. Belege für die Kontinuität der ansässigen romanischen Bevölkerung und für eine Zuwanderung im Frühmittelalter liefern vor allem die in Zürich gefundenen Gräberfelder aus dieser Zeit, u. a. in Aussersihl (Bäckerstrasse), bei St. Peter (Chormauern, St.-Peter-Hügel) sowie im sog. Hofgräberfeld an der Spiegelgasse/Obere Zäune. Diese Gräberfelder wurden offenbar im 11./12. Jh. zugunsten der Friedhöfe von St. Peter, des Grossmünster und des Fraumünsters aufgegeben.

## Frühmittelalter

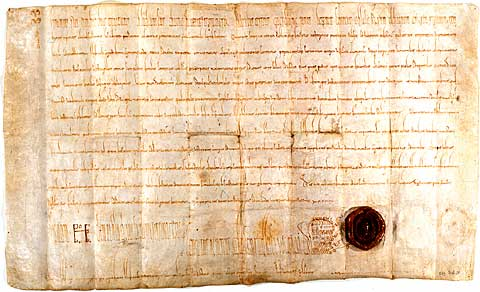
Gründungsurkunde der Fraumünsterabtei aus dem Jahr 853. Die älteste im Staatsarchiv des Kantons Zürich aufbewahrte Urkunde.

Während der Einwanderung der Alamannen in den heutigen Kanton Zürich blieb das Kastell auf dem Lindenhof bestehen. Die älteste schriftliche Quelle, die auf ein Castrum Turico verweist, ist eine Vita der Heiligen Felix und Regula aus dem späten 8. Jahrhundert n. Chr. Neben dem Kastell könnte aber auch die eigentliche Siedlung Zürich mit diesem Verweis gemeint gewesen sein. Auch in der Vita S.Galli führt die Missionsreise des Columbans durch Alamannien im Jahr 610 durch das castellum Turegum. Der Geograph von Ravenna führt schliesslich in der erhaltenen lateinischen Übersetzung aus dem 9. Jahrhundert ein Ziurichi im Ortsverzeichnis für das Gebiet der Alamannen. Die älteste urkundliche Erwähnung Zürichs findet sich in einer Urkunde des Klosters St. Gallen vom 27. April 806/07/09/10, die in vico publico Turigo ausgestellt wurde. Das heisst also nicht im Kastell, sondern wahrscheinlich in der dörflichen Siedlung Zürich, die noch nicht ummauert war. Das Kastell blieb im Frühmittelalter und teilweise im Hochmittelalter einer der wesentlichen Kristallisationspunkte der Besiedlung Zürichs, da sich hier in der Pfalz der Sitz der weltlichen Herrschaft befand.
Nach der definitiven Eingliederung Alamanniens in das Reich der Franken 730 wurde das Gebiet um Zürich bei der fränkischen Reichsteilung dem östlichen Teilreich Ludwig des Deutschen zugeordnet. Für 741/46 lässt sich ein erster Graf im karolingischen Zurihgauuia nachweisen. Das Kastell Zürich bildete den Mittelpunkt eines umfangreichen Reichsgutskomplexes, der vom Aargau über Uri bis in die Ostschweiz reichte. In dieser Zeit erstarkte vermutlich das zwischenzeitlich zurückgedrängte aber nie völlig aus den alten Siedlungszentren verdrängte Christentum erneut. Leider gibt es aus dieser Übergangszeit neben archäologischen Funden nur spärliche Quellen und einige Legenden. Eine besagt, der alamannische Herzog Uotila habe auf dem Üetliberg residiert und diesem so den Namen gegeben. Eine andere erzählt davon, dass Karl der Grosse in Zürich eine Pfalz gehabt und sogar dort residiert habe. Nicht nur durch eine Sage, sondern auch urkundlich ist belegt, dass der ostfränkische König Ludwig der Deutsche am 21. Juli 853 mit einer in Regensburg ausgefertigten und besiegelten Urkunde ein bestehendes Frauenkloster in vico Turegum mit grossem Landbesitz, Immunität und einer eigenen Gerichtsbarkeit ausstattete und seiner ältesten Tochter Hildegard überschrieb. Damit begründete er das königliche Eigenkloster Fraumünster. Die entsprechende Stiftungsurkunde ist die älteste Urkunde im Besitz des Staatsarchivs Zürich. Zur gleichen Zeit wurde wahrscheinlich auch eine karolingische Pfalz auf der Basis der römischen Befestigungsanlagen auf dem Lindenhof errichtet. Die übrigen kirchlichen und klösterlichen Zentren der frühmittelalterlichen Siedlung Zürich, das Grossmünster, Fraumünster und St. Peter waren zu dieser Zeit wohl nur von einfachen Einfriedungen mit Wall und Graben umgeben. Jedenfalls scheint die Begründung der städtischen Siedlung Zürich im Frühmittelalter auf die Franken und nicht auf die Alamannen zurückzugehen.
|                                                                        |                                           |
| Kirchen und Klöster in Zürich auf dem Murerplan von Jos Murer von 1576 |                                           |
| 1 Predigerkloster (Dominikaner)                                        | 6 Kloster Fraumünster (Benediktinerinnen) |
| 2 «Sammlung» der Heiligen Verena (Beginen)                             | 7 Pfarrkirche St. Peter                   |
| 3 Barfüsserkloster (Franziskaner)                                      | 8 Augustinerkloster                       |
| 4 Chorherrenstift Grossmünster                                         | 9 Kloster Oetenbach (Dominikanerinnen)    |
| 5 Wasserkirche                                                         |                                           |

Das wohl älteste sakrale Zentrum der Zürcher Altstadt ist die archäologisch seit dem ausgehenden 8. oder frühen 9. Jahrhundert fassbare und seit 857 urkundlich belegte Kapelle und später Kirche St. Peter. Sie krönt den südlichen Ausläufer des Lindenhofhügels und hat damit den prominentesten Platz der Zürcher Kirchen. Ihr Sprengel umfasste die Stadt am linken Ufer mit Ausnahme der näheren Umgebung des Fraumünsters und das Umland von Kilchberg bis Schlieren. Die Chronisten Heinrich Brennwald und Gerold Edlibach bezeichneten die ausserhalb der Stadtmauern (St. Annagasse) gelegene, 1218 erstmals erwähnte, St. Stephanskirche bzw. -kapelle als die älteste Pfarrkirche Zürichs. Sie war zweifellos frühen Ursprungs, ob sie jedoch die wirklich die erste Kirche Zürichs war, lässt sich nicht belegen. Die letzten Reste der 1528 abgebrochenen Gebäude verschwanden 1909.
Etwa zur selben Zeit entstand wohl ein erster Konvent bei den Gräbern der Heiligen Felix und Regula an der Stelle des heutigen Grossmünsters. Die beiden Heiligen seien der Legende zufolge auf der Wasserkirchen-Insel hingerichtet worden und dann kopflos den Hang hinaufgewandelt bis an die Stelle des Grossmünsters, wo sie begraben worden sein sollen. Ob der Legende ein wahrer Kern zugrunde liegt, ist umstritten. Etwa um 1480 kam noch die Episode zur Legende hinzu, die Heiligen seien am Standort von St. Stephan gerädert worden. Die Propstei St. Felix und Regula, seit 1322 bekannt unter der Bezeichnung «Grossmünster», ist zwar urkundlich erst seit 924/31 belegt, geht aber wohl ins 8. Jahrhundert zurück. Die Legende von Felix und Regula aus dieser Zeit berichtet bereits von einer seit alters bestehenden Wallfahrt, was die Existenz eines Konvents bei den Gräbern nahelegt. Um 870 wandelte der ostfränkische König Karl III. den Konvent in ein Chorherrenstift um, wahrscheinlich zur selben Zeit, als die wichtigsten Reliquien von Felix und Regula in die 874 geweihte Kirche der Abtei Fraumünster übertragen wurden. Die Gründungslegende des Grossmünsterstifts um Karl den Grossen bezieht sich also wahrscheinlich auf seinen Urenkel Karl III., dessen Präsenz in Zürich jedoch urkundlich nicht nachgewiesen werden kann. Zwischen Grossmünster und Fraumünster entstand damit eine «Prozessionsachse» zwischen der Grablege der Heiligen im Grossmünster, der Hinrichtungsstätte auf der Wasserkirchen-Insel zu den Reliquien in der Fraumünsterkirche.
Als königliche Stiftungen besassen das Grossmünster wie das Fraumünster ausgedehnte Ländereien. Neben Albisrieden, Schwamendingen, Fluntern, Höngg, Meilen besass das Grossmünsterstift Streubesitz bis an den Rhein, die Reuss und den oberen Zürichsee. Neben der Kathedrale war das Grossmünster im Mittelalter das bedeutendste Stift im Bistum Konstanz. Sein Sprengel umfasste ursprünglich das Gebiet rechts der Limmat bis zur Glatt. Die Abtei Fraumünster besass neben dem Grundbesitz in und um die Stadt Zürich beträchtlichen Landbesitz im Urnerland, den Hof Cham, den Albiswald, d. h. den heutigen Sihlwald inklusive des Gebiets zwischen Horgen und Albisrieden am östlichen Hang des Albis, Langnau und das Reppischtal. Sein Sprengel beschränkte sich jedoch auf seine nähere Umgebung in der Stadt. Die Güter der Abtei Fraumünster und des Chorherrenstiftes Grossmünster um Zürich wurden durch Ministeriale aus der Umgebung verwaltet: Die Herren von Hottingen, Mülner, Manesse, Biber, Brun, Kloten, Trostberg, Schönenwerd u. a. Die Vogteigewalt über das Reichsgut und die Güter der beiden Stifte übte ein Reichsvogt aus, der nicht den Grafen des Zürichgaus, sondern direkt dem deutschen König unterstand.

## Die Entwicklung zur Reichsstadt

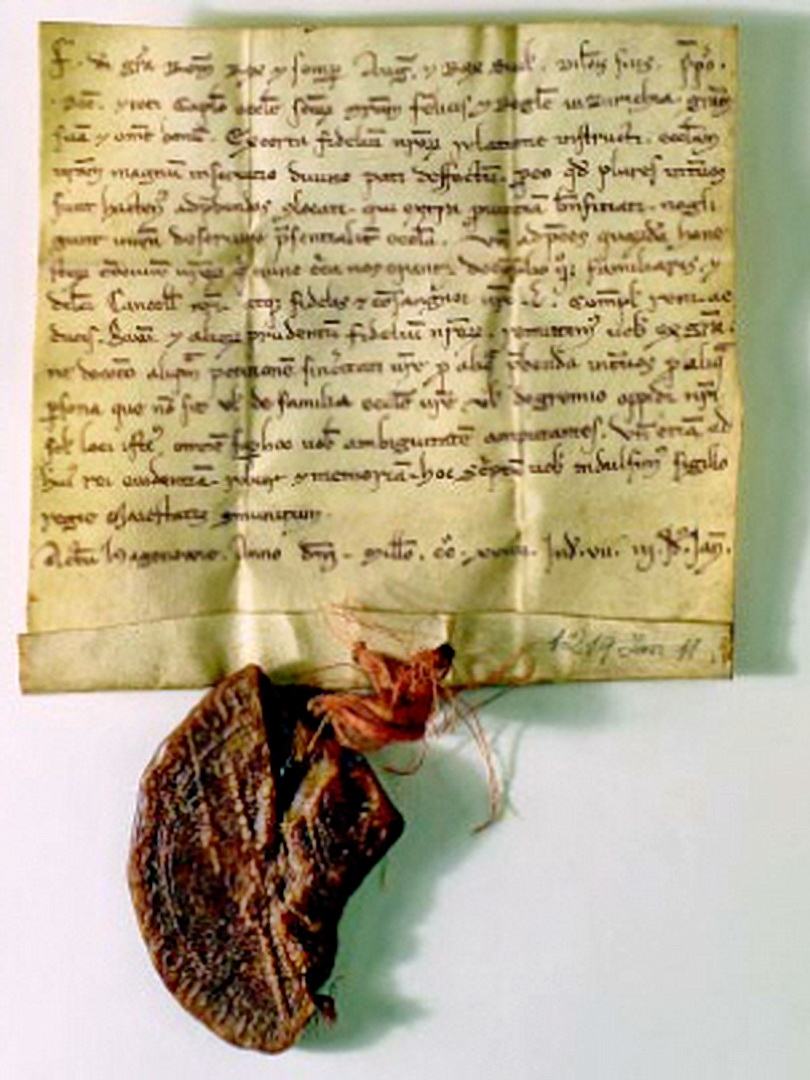
Königsurkunde von 1219, ausgestellt von Friedrich II. am 11. Januar 1219

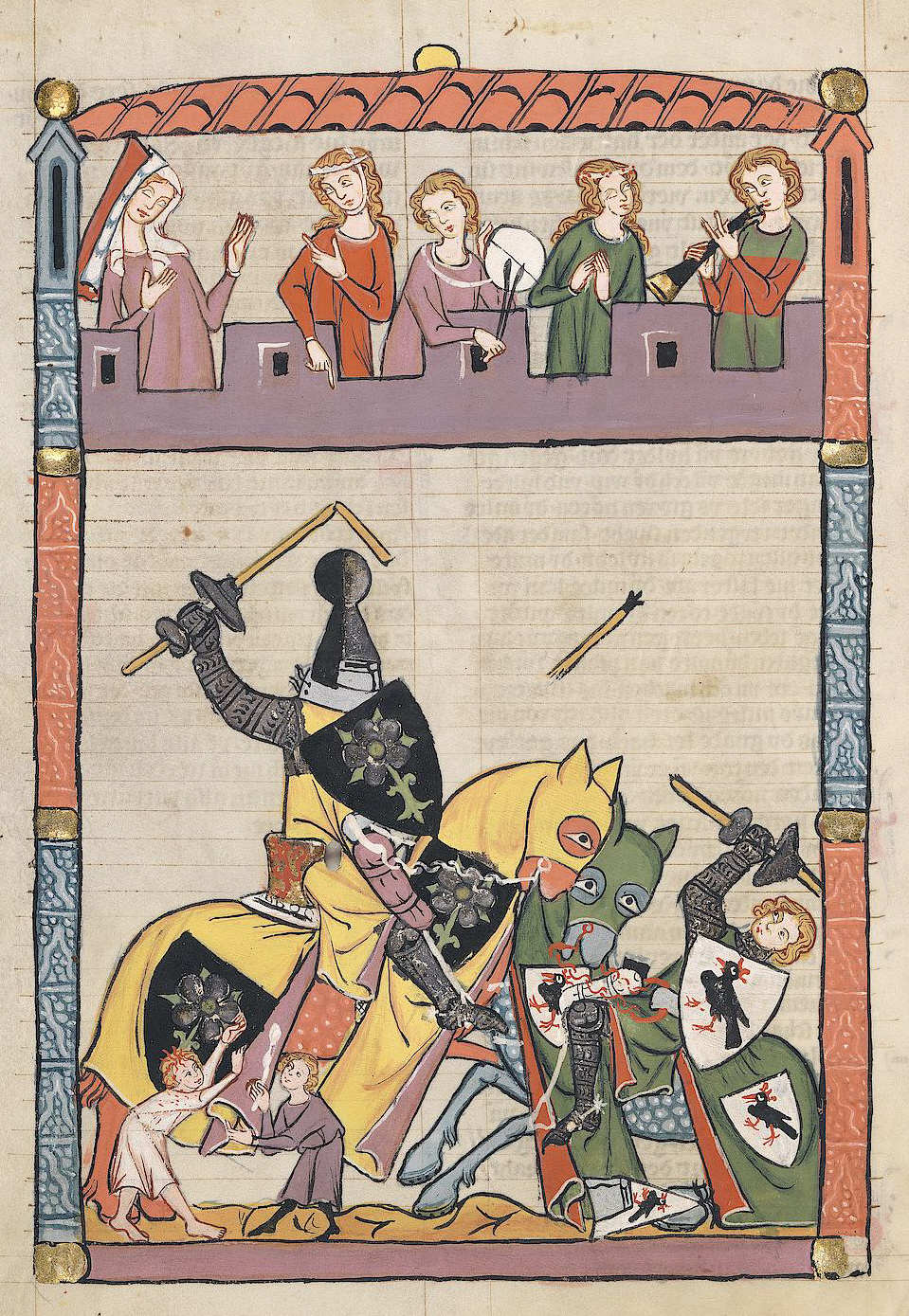
Albrecht von Rapperswil, ein Ministerialer der Freiherren/Grafen von Rapperswil im Turnier. Miniatur aus der in Zürich entstandenen Manessischen Liederhandschrift

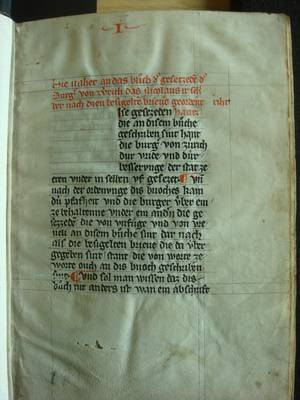
Richtebrief von 1304, Erste Seite: «Hie vahet an das buch der gesetzeden der burger von Zürich, die Nicolaus, ir schriber, nach den besigelten richtbriven geordnet hat.»

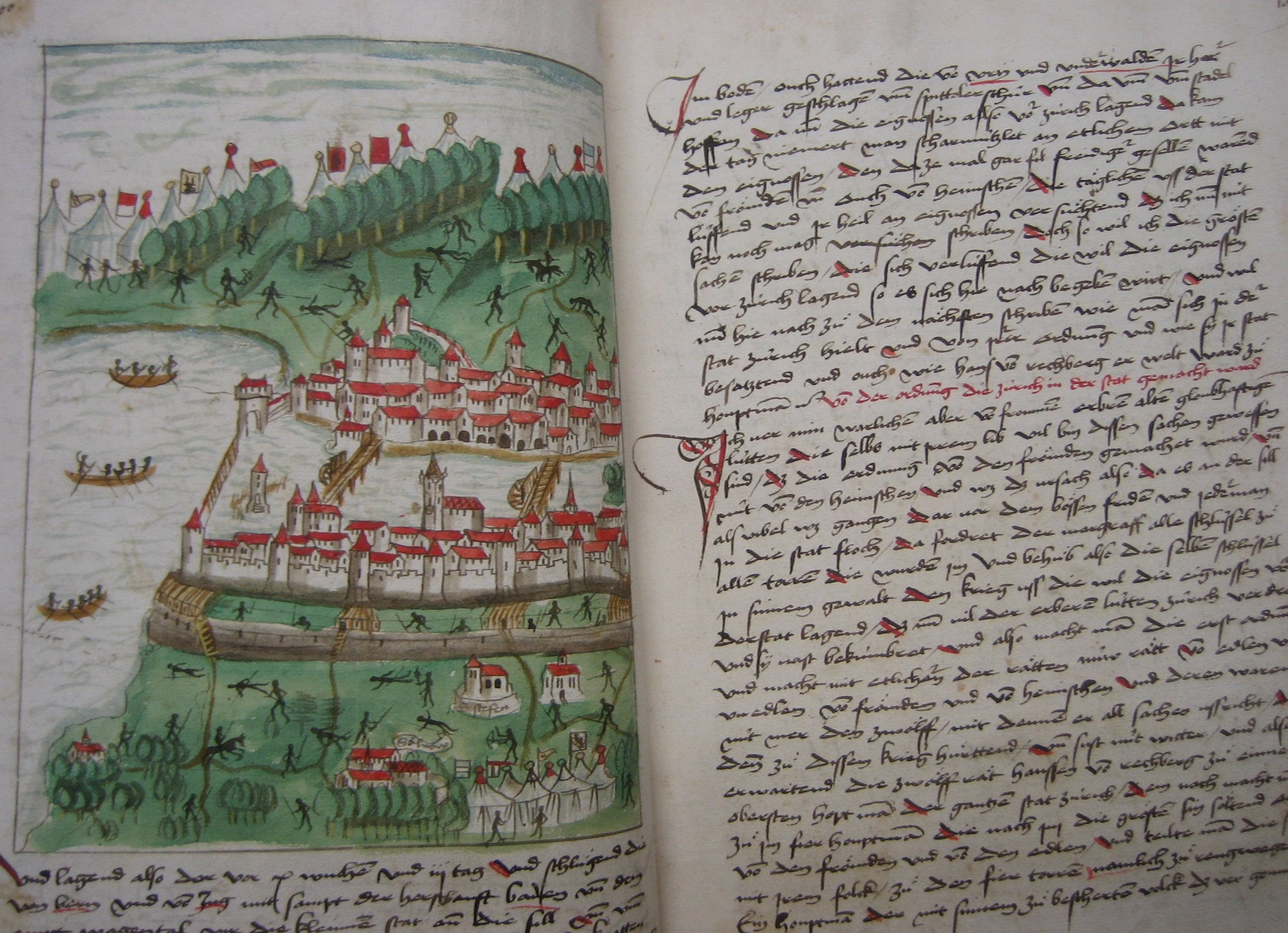
Älteste Darstellung Zürichs aus Gerold Edlibachs Zürcher Chronik, 1485. Belagerung Zürichs durch die Eidgenossen 1444.

Die frühmittelalterliche Stadt stellen sich die Archäologen heute als einen Ort mit mehreren Zentren vor. Das Fraumünster, das Grossmünster, die Peterskirche und die Pfalz waren mit Einfriedungen und Wallanlagen umgeben. Dazwischen entwickelte sich im 9./10. Jahrhundert eine städtische Siedlung, die ab dem 10. Jahrhundert als civitas bezeichnet wurde. Die Bedeutung der befestigten Pfalz zeigt unter anderem auch, dass um 940 herum das Kloster Disentis seine Reliquien und Bücher vor den Ungarn in Zürich in Sicherheit brachte. Impulse für die Stadtentwicklung gab eine Vergrösserung der Pfalz im 11./12. Jahrhundert unter den Ottonen und den Saliern. Zürich war seit der Eroberung durch den Herzog von Schwaben nach der Schlacht bei Winterthur 919 mit seiner Pfalz einer der Hauptorte des Herzogtums in Schwaben.
Dass die Herrschaft über Zürich von verschiedensten weltlichen und geistlichen Gewalten beansprucht wurde, veranschaulicht die Münzprägung. Die ältesten aufgefundenen Münzen, die in Zürich geprägt wurden, tragen den Namen des ostfränkischen Königs Ludwig IV., daneben zeigte König Rudolf II. von Burgund seine Herrschaftsansprüche auf Zürich durch entsprechende Münzen an, abgelöst von den schwäbischen Herzögen Hermann I. bis Ernst II. sowie den deutschen Königen aus der Dynastie der Ottonen. König Heinrich III. übertrug schliesslich das Münzrecht anlässlich der Neuverleihung der schwäbischen Herzogswürde um 1045 an das Fraumünster. Neben dem Münzrecht zeichneten auch der seit alters vorhandene Zoll und das Marktrecht Zürich bereits im Frühmittelalter als überregionales Handelszentrum aus. Unter den deutschen Königen und Zähringer Herzögen entwickelte sich Zürich im 11. und 12. Jahrhundert zum bedeutendsten Marktort für die Zentral- und Ostschweiz mit Handelsverbindungen nach Norditalien und über den Rhein bis nach Holland und Flandern.
Die Herzöge von Schwaben, die sich im 10. und 11. Jahrhundert oft an der Limmat aufhielten, standen in direkter Konkurrenz zu den deutschen Königen. Während für die karolingische Zeit keine königliche Anwesenheit in Zürich belegt ist, zeichneten ab 952 bzw. 1027 die ottonischen und salischen Könige und Kaiser die Stadt durch ihre häufige Anwesenheit aus. Zuerst Otto I. und Heinrich II. nur in schwäbischen, dann ab 1018 von letzterem erstmals in Angelegenheiten des Reiches. Mehrfach fanden Feste und Reichstage in der Pfalz auf dem Lindenhof statt, so der Reichstag an Pfingsten 1052, den Kaiser Heinrich III. mit Adligen aus der Lombardei abhielt, oder die Verlobung seines Sohnes Heinrich IV. an Weihnachten 1055. Wahrscheinlich liess Heinrich III. in Zürich nach dem Vorbild der Pfalz in Goslar einen Neubau mit Palas und Saal errichten. Die Pfalz Zürich trat damit von der Rolle eines schwäbischen Vorortes in die Rolle eines Vorortes des Reiches, besonders für Reichstage in Angelegenheiten der Teilreiche Burgund und Italien nördlich der Alpen zu beraten waren. Bischof Otto von Freising nannte Zürich in den Gesta Friderici imperatoris im Rückblick auf diese Zeit nobilissimum Sueviae oppidum, also die vornehmste Stadt Schwabens. An ihrem Stadttor prange die Inschrift Nobile Turegum multarum copia rerum – Zürich, edel durch Fülle an vielen Dingen. Ende des 12. Jahrhunderts wurde die wichtige Stellung Zürichs mit dem Bau einer ersten Stadtbefestigung unterstrichen.
Die Herrschaft über die Stadt Zürich und die geistlichen Stifte übte im Mittelalter eigentlich der deutsche König bzw. der Herzog von Schwaben aus. Die königlichen Herrschaftsrechte wurden an einen Reichsvogt delegiert. Dieses lukrative Amt war zwischen den vornehmsten Adelsgeschlechtern im damaligen Herzogtum Schwaben umstritten, namentlich den Zähringern und den Lenzburgern. Die Grafen von Lenzburg hielten seit der ersten Hälfte des 11. Jahrhunderts die Vogteien über das Gross- und das Fraumünster in erblichem Besitz. Erst als die Lenzburger 1172 ausstarben, fiel die Vogtei über Gross- und Fraumünster endgültig an die Zähringer. Mit ihrem Anspruch auf das Herzogtum Schwaben ab 1079 beanspruchten sie damit die gesamte politische Herrschaft über Zürich. Als die Zähringer zugunsten der Staufer auf das Herzogtum Schwaben verzichteten, erhielten sie vom Kaiser zur Entschädigung Zürich als direktes Reichslehen, so dass Zürich definitiv ganz unter zähringische Hoheit kam. Damit verlor die Pfalz Zürich auch ihre wichtige Funktion an der Schnittstelle der tria regna, Deutschland, Burgund und Italien. Die staufischen Herrscher behandelten die italienischen Angelegenheiten fortan in Konstanz. Herzog Berchtold IV. von Zähringen, ab 1173 Reichsvogt von Zürich, gilt als Stifter des Pfründer („Hausbrüder“) und „arme lüte, die so krank und siech an ihr libe sint, daß sy das Almusen nit gesichen mögen“, aufnehmenden Heilig-Geist-Spitals am Zähringerplatz (bis 1842), aus dem 1804 das Kantonsspital hervorging. Berchtold V. führte dann bereits den Titel eines Kastvogts und sah sich laut einer seiner Urkunden von 1210 als Inhaber sämtlicher Hoheitsrechte des Reichs in Zürich. Als Kastvogt war wohl einerseits die noch von den Lenzburgern ausgebaute Pfalz auf dem Lindenhof sein Amtssitz, andererseits aber auch das Amtshaus «zum Loch» beim Grossmünster. Im Gegensatz zu anderen Städten unter zähringischer Herrschaft, kam es in Zürich jedoch nicht zu einer planmässigen Stadterweiterung.
Nach dem Aussterben der Zähringer 1218 teilte König Friedrich II. die Reichsvogtei auf. Die Gebiete rechts der Limmat gingen an die Grafen von Kyburg, diejenigen links der Limmat an die Freiherren von Eschenbach-Schnabelburg. Das Gebiet der Stadt mit den angrenzenden Siedlungen Hottingen, Fluntern, Ober- und Unterstrass, Wiedikon, Aussersihl, Stadelhofen, Trichtenhausen, Zollikon, Küsnacht und Goldbach fielen an die Fraumünster-Abtei. Gross- und Fraumünster wurden reichsunmittelbar. 1219 stellte Friedrich II. dem Fraumünster, dessen Untertanen und den Bürgern von Zürich eine Urkunde aus, die fast zwingend auch die Reichsunmittelbarkeit der Stadt impliziert, da er den Ausdruck, de gremio oppidi nostri verwendete – also von der «Schar unserer Stadt» sprach. Mit der Urkunde erhielt der Rat der Stadt Zürich erstmals formale, rechtliche und politische Kompetenzen für eine kommunale Selbstverwaltung. Zürich wurde eine Reichsstadt. Das Amt eines Reichsvogtes von Zürich war nun zeitlich zuerst auf vier, dann auf zwei Jahre beschränkt. Seine Aufgabe war die Friedenswahrung und die Ausübung der Hohen Gerichtsbarkeit sowie der Schutz der königlichen Güter. In der Regel wurden die Reichsvögte aus dem Kreis der mächtigen Zürcher Geschlechter der Biber, Bockli, Brun, Glarus, Manesse, Mülner oder Wisso ernannt.
Eigentliche «Stadtherrin» von Zürich war nach 1218 die jeweilige Äbtissin des Fraumünsters. Friedrich II. verband den Titel einer Fraumünsteräbtissin 1245 mit dem Reichsfürstenstand. Ihre formellen Kompetenzen umfassten das an die Stadt bzw. Ministerialgeschlechter verliehene Zoll-, Markt- und Münzrecht, sie setzte den Schultheissen als Vorsteher des Niedergerichts ein und hatte ein Mitspracherecht bei der Wahl des Reichsvogtes. Bis 1433 bestätigte sie die Stadtverfassung und vertrat die Stadt zeitweise gegen aussen. Für die entstehende Stadtgemeinde war sie neben dem Reich die wichtigste Legitimationsquelle. In Konkurrenz zum Fraumünster standen die Kaufleute der Stadt, die ein eigenes Kaufmannsrecht mit Selbstverwaltung ihrer beruflichen Interessen besassen sowie das Grossmünster, das versuchte, durch die Erhebung Karls des Grossen zum Gründervater seinen politischen Status zu erhöhen. Beide geistlichen Stifte schafften es jedoch nicht, wie beispielsweise das Kloster St. Gallen, sich im 13. Jahrhundert die Grundlagen für einen spätmittelalterlichen Territorialstaat zu verschaffen, weil sie weder die politisch-rechtliche Vormundschaft ihrer Vögte, ab dem 14. Jahrhundert die Habsburger, noch die Kontrolle durch die Stadt abschütteln konnten.
1220 finden sich erstmals Spuren eines Stadtrates, der seit 1225 ein eigenes Siegel führte. Auf dem Siegel war neben Felix und Regula auch deren Diener Exuperantius abgebildet. Dieser steht wohl für den Rat und die Bürgerschaft Zürichs, die neu neben das Gross- und das Fraumünster traten. Das Siegel verkörperte die eigene Rechtspersönlichkeit der Bürgerschaft und des Stadtrates. Die Umschrift des Siegels lautete sigillum consilii et civium Thuricensium. Fortlaufend gingen verschiedene Herrschaftsrechte der Fraumünsterabtei zuerst als Pfand, später zu freier Verfügung an den Stadtrat über. Dieser Vorgang wurde durch den Kampf zwischen Kaiser Friedrich II. und dem Papsttum begünstigt. Weil die geistlichen Stifte zu Rom hielten, während die Bürgerschaft der Partei des Kaisers folgte, wurden die geistlichen Personen samt der Äbtissin 1247/49 sogar aus der Stadt vertrieben, was zur Festigung der politischen Stellung der Bürgerschaft führte. Neben dem Rat wird ab der Mitte des 13. Jahrhunderts auch die Bürgerschaft wichtiger, so dass zur Wende ins 14. Jahrhundert sich die Formel rat und die burger von Zürich in wichtigen Rechtsdokumenten bereits durchsetzte.
Um 1250 wurde mit dem Richtebrief zum ersten Mal eine Sammlung aller damals in Zürich geltenden Gesetze angelegt, also das Stadtrecht schriftlich niedergelegt. Das Hauptziel der Satzung war, den Frieden und das Wohl der Bürger innerhalb der Stadtmauern zu gewährleisten. Zu diesem Zweck wurde die Ahndung der Verbrechen gegen Leib und Leben, Massnahmen gegen das Fehdewesen sowie die Kompetenzen von Rat, Gericht sowie Polizeimassnahmen geregelt. Explizit verboten waren Schwurverbände innerhalb der Bürgerschaft, was sich gegen Zünfte und Gesellschaften richtete. Durch eine spezielle Ordnung und Satzung der Pfaffheit wurde auch der Klerus dem Richtebrief unterworfen, allerdings sollten nur Laien vom Stadtrat abgeurteilt werden und Geistliche vor einem Chorgericht des Grossmünsterstifts. Der Stadtrat bestand noch ausschliesslich aus Ritterbürtigen und Patriziern, d. h. ratsfähigen Bürgerfamilien, ein Bürgermeisteramt bestand noch nicht. 1262 wurde die rechtliche Stellung der Stadt noch einmal gefestigt, als der deutsche König Richard von Cornwall nicht nur wie seine Vorgänger die Privilegien der beiden geistlichen Stifte, sondern gleichzeitig auch die Reichsfreiheit der Bürgerschaft ausdrücklich bestätigte. Damit wurde Zürich definitiv zur Reichsstadt. Die entsprechenden Privilegien liess sich die Stadt später wiederholt vom jeweiligen Reichsoberhaupt bestätigen, zuletzt 1521 durch Kaiser Karl V.
Während des Interregnums 1256–1273 suchte Zürich Schutz bei Graf Rudolf IV. von Habsburg und schloss sich dem Rheinischen Städtebund an und beschwor den ersten schwäbischen Landfrieden von 1281. Mit aller Deutlichkeit kam die selbständige Stellung der Stadt 1267 in der Fehde mit den Freiherren von Regensberg zum Ausdruck. In einem langen Kleinkrieg konnte Zürich mit Unterstützung der Habsburger seine Position gegen die Regensberger behaupten. Dabei wurden 1268 unter anderem die regensbergische Stadt Glanzenberg beim Kloster Fahr und vielleicht auch die Üetliburg zerstört. Nachdem Rudolf 1273 deutscher König geworden war, kam es jedoch zu einer schnellen Entfremdung Zürichs von den Habsburgern, da Rudolf habsburgische Ministeriale als Reichsvögte einsetzte und in ungewohnter Weise Reichssteuern einzog. Nach Rudolfs Tod 1291 schloss Zürich deshalb eine befristete Koalition mit Uri und Schwyz gegen Habsburg. Herzog Albrecht I. von Österreich eröffnete deshalb eine Fehde gegen Zürich, aus welcher der Chronist Johannes von Winterthur folgende Episode überliefert: Die Zürcher zogen zu einem Kriegszug gegen Winterthur, der zu einem regelrechten Desaster wurde. Es seien so viele Männer gefallen, dass Zürich praktisch schutzlos zurückgeblieben sei. Herzog Albrecht I. versuchte deshalb Zürich einzunehmen und legte ein Heer vor die Stadtmauern. In dieser verzweifelten Situation hätten sich die Zürcherinnen als Krieger verkleidet und seien geführt von Hedwig ab Burghalden mit langen Spiessen auf den Lindenhof gezogen. Die Belagerer hätten geglaubt, ein starkes Heer sei irgendwie in die Stadt gelangt und hoben die Belagerung auf. Tatsächlich zog Zürich im April 1292 gegen die habsburgische Stadt Winterthur ins Feld, musste dann aber nach sechsmonatiger Belagerung vor Albrecht I. kapitulieren. Danach wurde der Einfluss der Ritter auf den Stadtrat stark zugunsten der habsburgfreundlichen Kaufleute eingeschränkt, die seit 1293 die Mehrheit im Rat stellten. Zürich musste als Folge der Niederlage auch das Bündnis mit Uri und Schwyz aufgeben, erhielt aber von Albrecht den Sihlwald, der bisher den Herren von Eschenbach als Vogtei zugewiesen war. Zürich hielt danach während längerer Zeit die Treue zu Habsburg und unterstützte unter anderem auch Herzog Leopold I. von Österreich im Morgartenkrieg gegen die Eidgenossenschaft.
Der rechtliche und wirtschaftliche Aufstieg der Stadt Zürich im 12. Jahrhundert spiegelte sich in einer bedeutenden baulichen Erweiterung. Als sichtbare Zeichen der sich entwickelnden städtischen Autonomie entstanden die ersten Steinhäuser und Adelstürme, vier grosse Klöster der Bettelorden der Dominikaner (Predigerkloster, Oetenbach), Franziskaner (Barfüsserkloster), Augustiner in Konkurrenz zu den etablierten geistlichen Zentren Grossmünster und Fraumünster und ein erstes Rathaus an der Limmat. Ende des 13. Jahrhunderts wurde das ganze Stadtgebiet mit der zweiten Stadtbefestigung (→Stadtbefestigung von Zürich) umgeben, wie sie auf dem Murerplan von 1576 dokumentiert ist. In dieser Zeit war Zürich wahrscheinlich unter Patronage der Fraumünsteräbtissin Elisabeth von Wetzikon ein Zentrum des Minnegesangs, dokumentiert durch die die berühmte Manessische Liedersammlung, die durch eine Sammlung der städtischen Patrizierfamilie Manesse in Zürich begründet wurde. Die Zürcher Adelsinventare der Zeit zählen im Umfeld der Stadt fünf hochadlige Familien (Zähringer, Nellenburger, Lenzburger, Kyburger, Habsburger), rund 25 Adelsgeschlechter freiherrlichen und gut 90 Geschlechter ritterlichen Standes, letztere überwiegend Ministeriale der geistlichen und weltlichen Herren der Region. Um 1300 hatte Zürich zwischen 8'000 und 9'000 Einwohner. Die Bevölkerung bestand aus «Stadtadligen», d. h. in der Stadt ansässigen Ministerialen und Rittern, «Burgern», d. h. reichsunmittelbaren Fernkaufleuten und zu Reichtum gelangten Bürgerfamilien, sowie fast rechtlosen Handwerkern und Leibeigenen. Eine spezielle Gruppe bildeten die rund 200–300 Juden, Cawertschen und Lombarden (südfranzösische und italienische Geldverleiher), die durch Kreditwesen und Geldhandel zum Teil zu Wohlstand gekommen waren, aber keine politischen Rechte hatten.
Die wirtschaftliche und demographische Entwicklung Zürichs erreichte im 13. und 14. Jahrhundert einen ersten Höhepunkt. Zürich war einer der bedeutendsten Marktorte im oberdeutschen Raum mit Handelsverbindungen nach Norditalien und über den Rhein in den niederdeutschen Raum. Die Zürcher Münzen und Masse waren zwischen Oberrhein und Alpen bestimmend und die Stadt hatte eine eigene Textilindustrie ausgebildet. Wollwaren, Leinenstoffe und verarbeitete Seidenprodukte wurden weiträumig exportiert. Ausdruck bzw. Folge dieser wachsenden wirtschaftlichen Potenz war die wachsende jüdische und lombardische Minderheit, die den für den Handel wichtigen Kredit verfügbar machten. Folge dieser Entwicklung waren die zunehmende kulturelle Bedeutung Zürichs, da wohlhabende Familien das Kunstschaffen förderten, und eine zunächst friedliche territoriale Expansion durch systematische Käufe von Land und Rechten entlang der Handelswege. Voraussetzung für diese Blüte war ein gutes Einvernehmen mit den regional bedeutenden Adelsgeschlechtern, vor allem den Habsburgern, und der überregionalen Reichsgewalt.

## Die Brunsche Zunftverfassung und der Beitritt zur Eidgenossenschaft 1336–1400

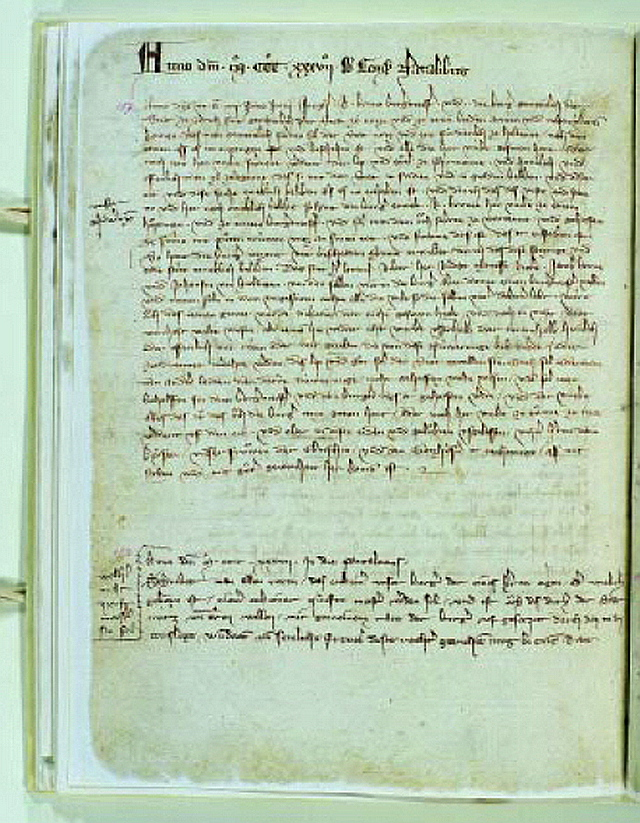
Das «Stadtbuch» von 1292 bis 1371 enthält unter dem 7. Juni 1336 eine Verordnung, wie künftig die Bürgermeisterwahl und die Anerkennung der Regierung durch die Bürgerschaft zu erfolgen habe. Auf der ersten Linie ist «jungher R. Bruno burgermeister» (Junker Rudolf Brun) zu lesen.

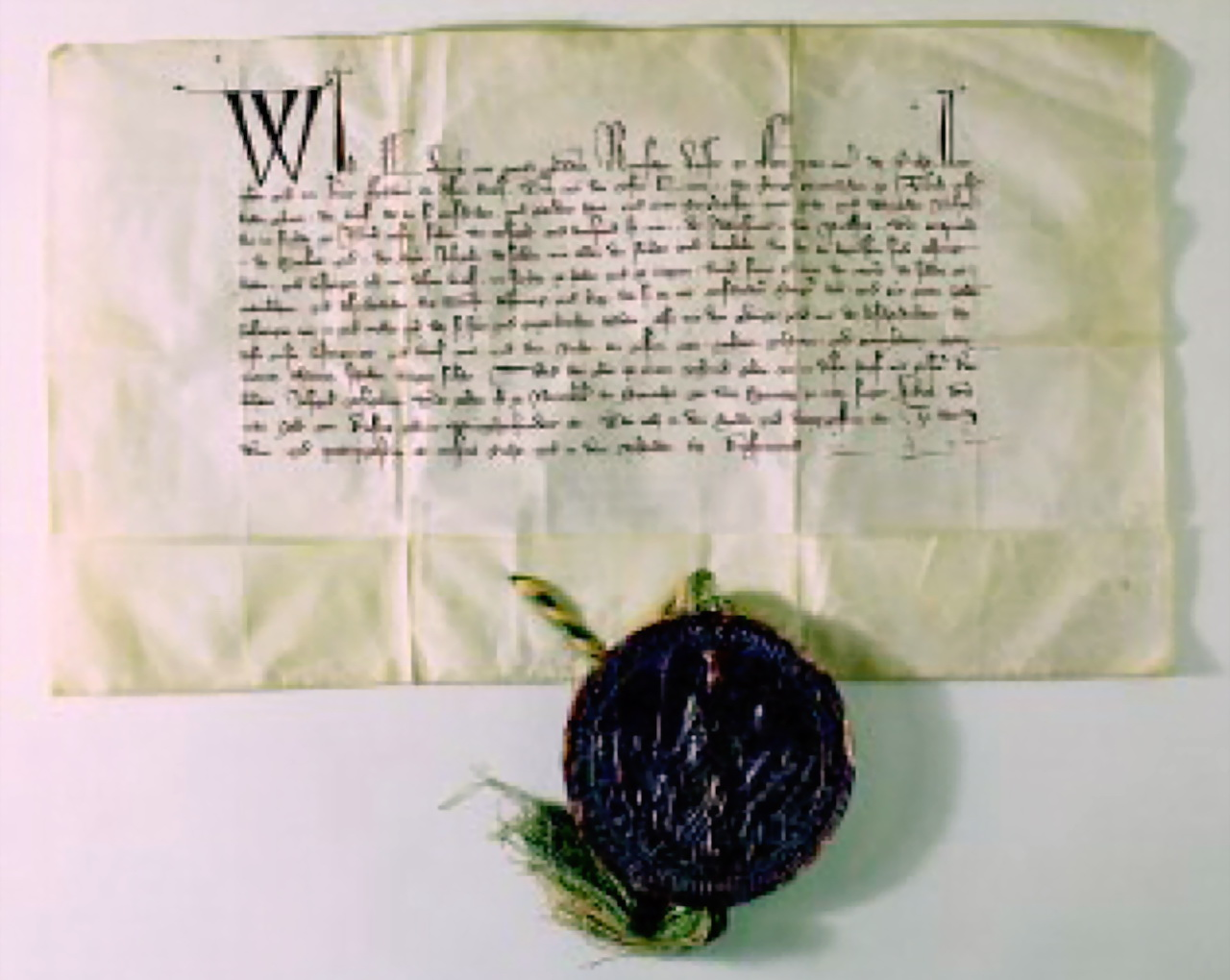
Ludwig der Bayer bestätigt am 2. April 1337 den «1. Geschworenen Brief»

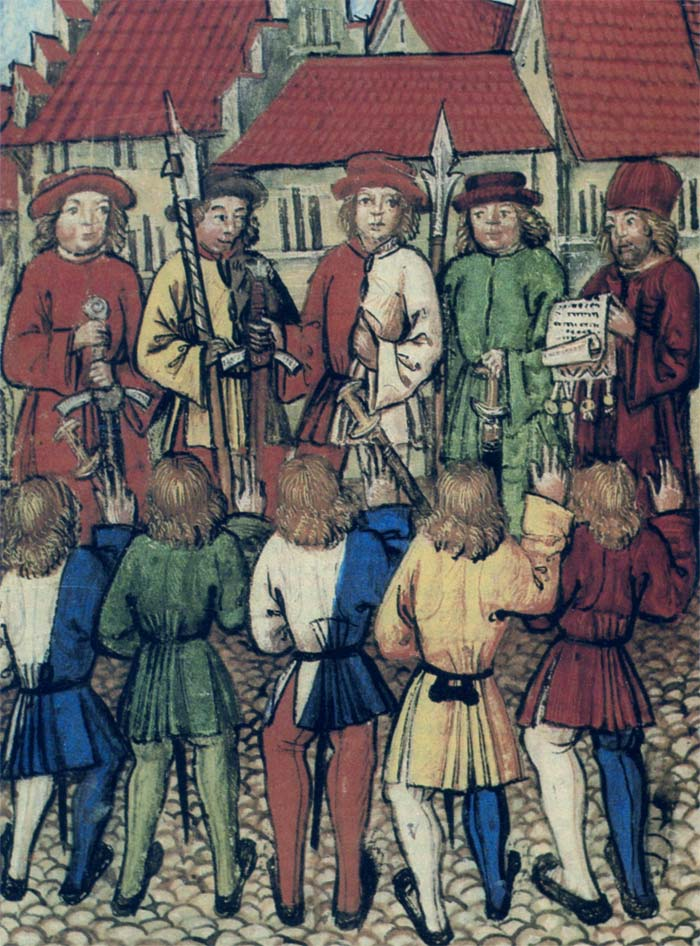
Die Bürger von Zürich leisten den Bundesschwur vor den Abgesandten der vier Waldstätte, 1. Mai 1351

Wie in vielen Städten entlud sich auch in Zürich im 14. Jahrhundert die Spannung zwischen den wirtschaftlich aufstrebenden, rechtlosen Handwerkern und den politisch bestimmenden alten Ritter- und Bürgergeschlechtern in einem politischen Umsturz. 1336 erhoben sich die Handwerker unter der Führung des Ritters Rudolf Brun und mit finanzieller Unterstützung des reichsten Zürchers Gottfried Mülner und vertrieben den bisherigen Stadtrat von der Macht. Im Ersten Geschworenen Brief wurde am 16. Juli 1336 durch Brun nach dem Vorbild des Strassburger Schwörbriefs eine neue Verfassung für Zürich vorgelegt, die 1337 von wittelsbachischen Kaiser Ludwig IV. bestätigt wurde (→Brunsche Zunftverfassung): Die Handwerker wurden in 13 neu gegründeten Zünften organisiert, die Ritterschaft und die Geldaristokratie in der sog. Konstaffel. Der 26-köpfige Stadtrat bestand fortan aus je 13 Vertretern der Zünfte sowie der Konstaffel, die halbjährlich neu bestellt wurden. Im Zentrum der neuen Ordnung stand das Amt des auf Lebzeiten gewählten Bürgermeisters, der überdies weitreichende Kompetenzen bei der Bestellung der Stadträte erhielt und dem die Bürgerschaft Gehorsam schwören musste. Das Hauptresultat der sog. Zürcher Zunftrevolution war also neben der Zulassung der Handwerkerzünfte der Aufstieg Rudolf Bruns zum zeitweiligen Alleinherrscher Zürichs. Die durch Brun geschaffene Verfassung blieb trotz mehrfacher Revisionen des Geschworenen Briefs in ihren Grundzügen bis 1798 in Kraft.
Die abgesetzten Räte und ihre Familien wurden aus der Stadt verbannt, organisierten aber mit der Unterstützung der Grafen von Rapperswil den Widerstand gegen Brun und die neue Zürcher Verfassung. Rudolf Brun scharte derweil die Stadtbürger durch Hetze gegen die ansässigen Juden hinter sich, die im Richtebrief zur Gewährung von Darlehen an die Bürger verpflichtet waren. Am 24. Februar 1349 wurden alle männlichen Juden Zürichs in einem Pogrom getötet. Wahrscheinlich wurden sie in ein Haus gesperrt, das dann in Brand gesetzt wurde. Frauen und Kinder überlebten und flohen. Die Synagoge an der heutigen Froschaugasse wurde zerstört. Den Besitz der Juden teilten sich Stadt und König, alle Schulden der Bürger bei den Juden wurden aufgehoben. Bald siedelten sich jedoch erneut Juden in Zürich an. 1436 beschloss dann der Rat, die Juden endgültig auszuweisen. 1350 misslang ein Handstreich der Opposition gegen Brun auf die Stadt, die Mordnacht von Zürich.
Angesichts zunehmender aussenpolitischer Schwierigkeiten suchte Brun schliesslich Unterstützung bei den Habsburgern. Die Zerstörung und Plünderung der Stadt Rapperswil durch Brun veranlasste jedoch Herzog Albrecht II. zum Vorgehen gegen Zürich, da er der Schutzherr und ein Verwandter des Rapperswiler Grafen Johann II. aus dem Haus Habsburg-Laufenburg war. In dieser Situation suchte Brun ein Bündnis mit den zu dieser Zeit politisch isolierten vier Waldstätten. Am 1. Mai 1351 beschworen die Bürger von Zürich ein ewiges Bündnis mit der Eidgenossenschaft. Die Hauptlast im Krieg mit Herzog Albrecht II. von Habsburg trug trotzdem Zürich. 1351, 1352 und 1354 wurde die Stadt erfolglos von habsburgischen Truppen belagert. Erst 1355 kam ein Friede zwischen Zürich und Habsburg zustande. Brun erwies sich als rücksichtsloser Taktiker, denn er schloss den Frieden ohne die Eidgenossen zu beteiligen.
Nach Bruns Tod 1360 führten seine Nachfolger dessen Territorialpolitik weiter. Im 15. Jahrhundert profitierte Zürich schliesslich von der Gegnerschaft der Luxemburger und der Habsburger im Reich. Mehrere Herrscher aus dem Haus Luxemburg überliessen Zürich wichtige Hoheitsrechte, um die Stadt gegenüber den Habsburgern zu stärken. Noch unter Brun gelang es 1353 das kaiserliche Privileg zu erhalten, dass Zürich nicht mehr vor auswärtige Gerichte geladen werden konnte. Ein weiterer wichtiger Schritt war die Übertragung einer ganzen Reihe von Reichsrechten durch Kaiser Karl IV. 1362 und 1365. Unter anderem überliess der Kaiser Zürich den Zürichsee bis nach Hurden samt Fischerei- und Schifffahrtsrechten, die Anwartschaft auf das Erbe der Rapperswiler Grafen, ferner das Recht, adlige Herren der Landschaft ins zürcherische Burgrecht aufzunehmen, und die sehr wichtige Befugnis, im Umkreis von drei Meilen ledig gewordene Reichslehen einzuziehen und neu zu besetzen. Damit war die Möglichkeit gegeben, die umliegenden Gebiete der einstigen Reichsvogtei Zürich unter die Oberhoheit der Stadt zu bringen. Durch das Bündnis mit der Eidgenossenschaft bezog Zürich denn auch wiederholt eine anti-habsburgische Position, so im Sempacherkrieg 1386–1388. Im Jahr 1400 verlieh König Wenzel dem Stadtrat das Recht, den Reichsvogt als Vorsitzenden des Blutgerichtes selbst zu wählen und befreite Zürich von der Reichssteuer. 1415 folgte die Befreiung vom Reichs- und Landgericht, 1431 das Privileg, die Blutgerichtsbarkeit in seinem Herrschaftsgebiet selbst verleihen zu dürfen. Kaiser Sigismund krönte diese Privilegierung schliesslich 1433 mit dem Recht, Erlasse jeder Art letztinstanzlich und gültig zu verabschieden und der Verleihung der Lehenshoheit über die Reichslehen Kyburg, Regensberg und Grüningen. Damit wurde die Stadt durch geschicktes Taktieren zwischen den Luxemburgern, Habsburgern und der Eidgenossenschaft in ihrem Herrschaftsbereich durch kaiserliche Privilegierung faktisch unabhängig.
Als Folge der Auseinandersetzungen zwischen der Eidgenossenschaft und Habsburg kam es in der Stadt zu Auseinandersetzungen zwischen den Anhängern beider Seiten. Die eidgenössisch gesinnten Zünfte erwirkten eine Reihe von Beschlüssen, den Zweiten Geschworener Brief von 1393, um die Macht der habsburgfreundlichen Stadtadligen und Kaufleute zu brechen. Seit dieser Zeit wurde Zürich von zwei Räten, dem «Kleinen» und dem «Grossen» Rat (auch Rat der Zweihundert genannt) aus Vertretern der Zünfte, der Stadtadligen und der Kaufleute regiert. Die Mitglieder beider Räte waren faktisch lebenslang gewählt und ergänzten sich selbst durch Kooptation. Zürich wurde damit zu einer «Zunftaristokratie». Der Preis der Brunschen Politik war der Zusammenbruch des Zürcher Fernhandels und der Seidenindustrie. Durch die politische Entmachtung der bisher dominierenden Kaufleute wurde dieser handelsfeindliche und handwerksfreundliche Trend bestätigt.

## Entwicklung des Stadtstaates bis zur Reformation
Hauptartikel: Territoriale Entwicklung Zürichs

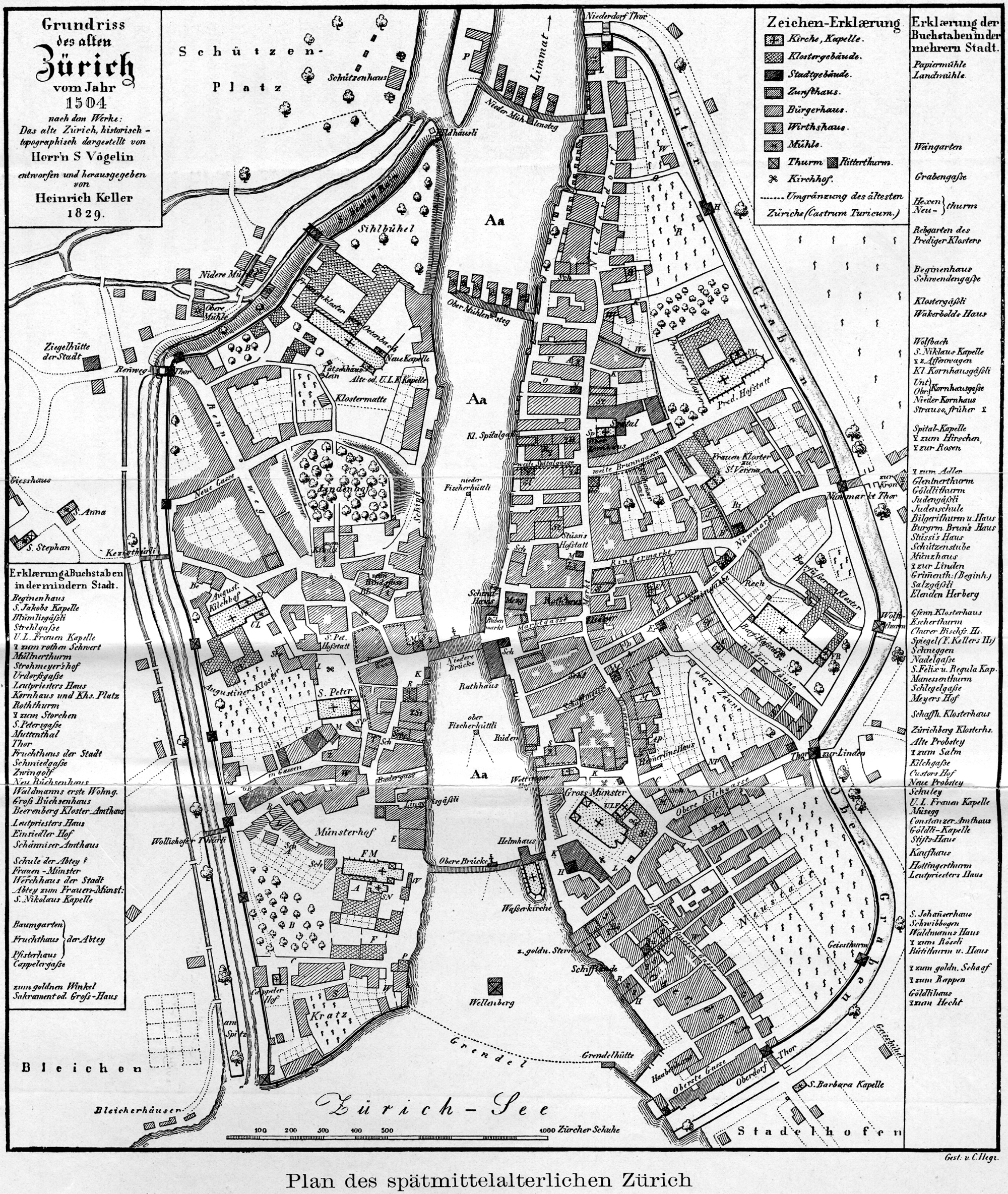
Plan der Stadt Zürich um 1504 von Heinrich Keller (1829)

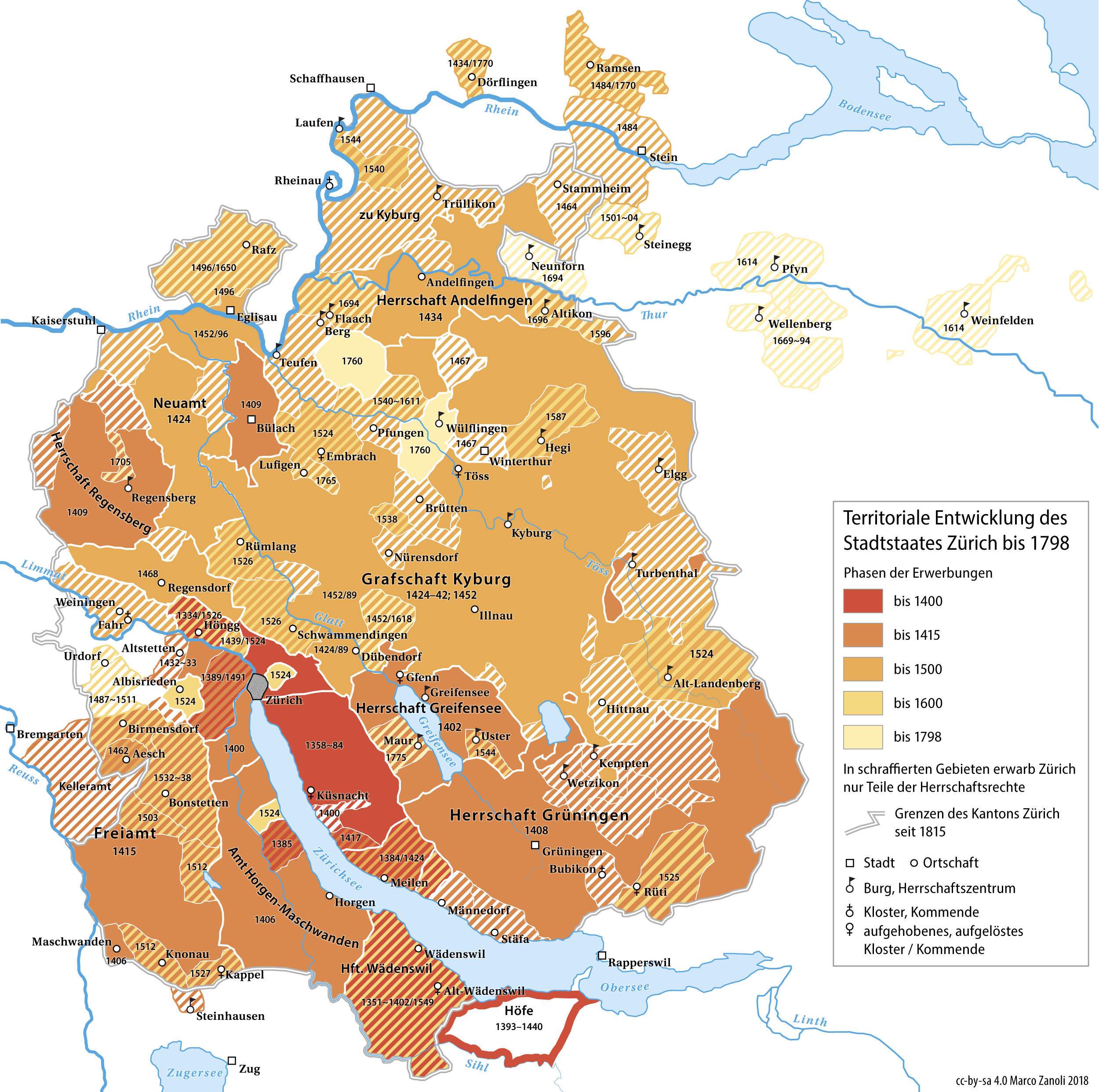
Die Entwicklung des Stadtstaates Zürich bis 1789

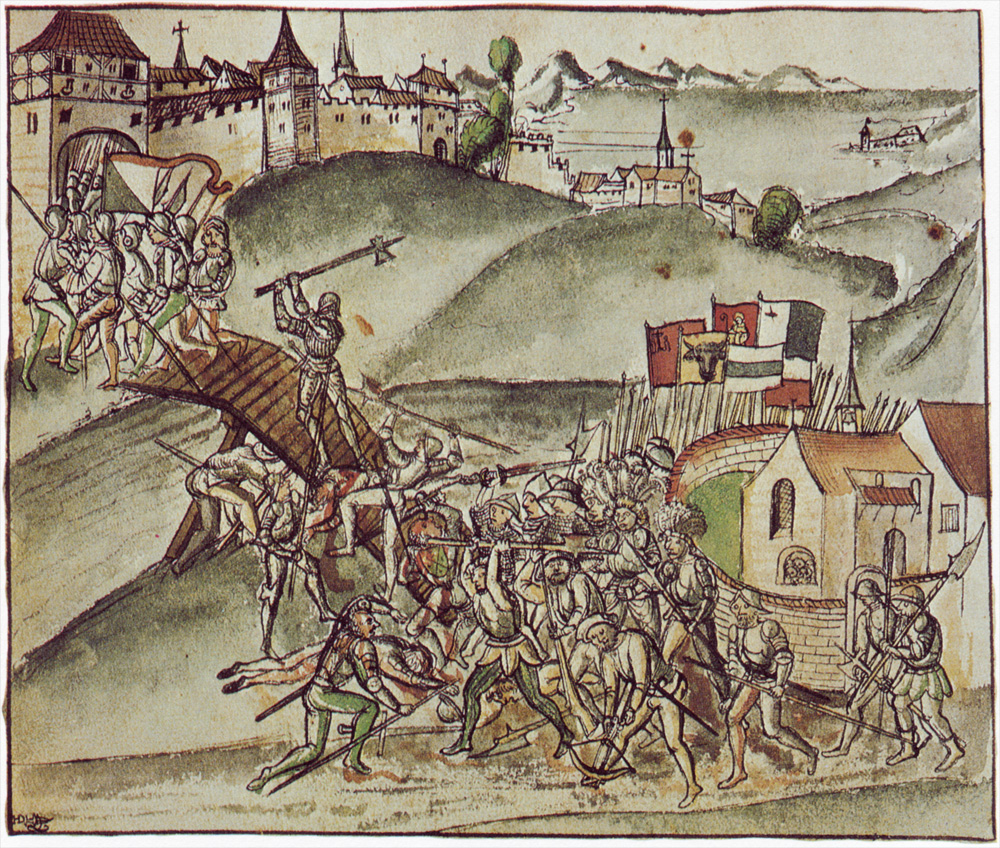
Bürgermeister Stüssi aus Zürich verteidigt allein die Sihlbrücke bei St. Jakob und deckt damit den Rückzug der Zürcher. Illustration aus der Eidgenössischen Chronik von Werner Schodoler (1514)

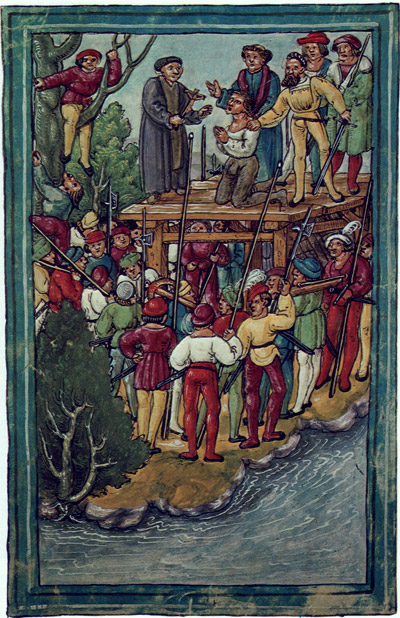
Die Hinrichtung von Hans Waldmann 1489 aus der Luzerner Chronik von Diebold Schilling (1513)

Die endgültige Abwendung von Habsburg und die Sicherung des Übergewichts der Handwerkerzünfte führte zu einem Rückgang der Exportindustrie und des Handels. Der alte, von Kaufleuten beherrschte Rat hatte versucht, von der aus der Westschweiz und von Basel limmataufwärts nach Zürich und von da über Chur nach Italien führenden Handelsstrasse eine möglichst grosse Strecke unter zürcherische Kontrolle zu bringen. Die Zünfte wollten hingegen ein möglichst grosses Hinterland um die Stadt herum beherrschen, das einen Teil der Produktion der städtischen Zünfte aufnehmen konnte und die Versorgung der Stadt mit Rohstoffen und Getreide sicherstellte. Ende des 14. Jahrhunderts verfügte die Stadt jedoch erst über wenige direkte Herrschaftsgebiete ausserhalb der Stadt, vor allem entlang des Zürichsees und im Limmattal. Diese Besitzungen waren das Resultat einer manchmal eher zufälligen Erwerbspolitik. Die Stadt Zürich sicherte ihren Einfluss ausserhalb ihrer Mauern durch die Vergabe von Pfahlbürgerrechten an Bewohner umliegender Dörfer und Kleinstädte und den Abschluss von Burgrechten mit Adligen und Klöstern. Ein weiteres Mittel zur Ausdehnung des städtischen Einflusses war der Erwerb von Herrschaftsrechten durch städtische Adelsgeschlechter (Gerichtsherrschaften). Unter Bürgermeister Rudolf Brun begann Zürich dann direkt Untertanengebiete zu erwerben. Dies wurde dadurch möglich, dass die Habsburger aus Geldnot ihren rechtsrheinischen Besitz in kleineren Bestandteilen an regionale und stadtzürcherische Adelsgeschlechter verpfändeten wie z. B. die Brun und Mülner. An der Wende des 14. zum 15. Jh. kamen etliche dieser Adelsgeschlechter ihrerseits in Geldnot und gaben ihre habsburgischen Pfandschaften gegen Geld an die Stadt Zürich weiter. Die Stadt gelangte so in den Besitz der Herrschaften Greifensee, Grüningen und Regensberg und Maschwanden-Eschenbach-Horgen. Ergänzt wurden diese Gebiete durch den Kauf der Reichsvogteien in und um Zürich um 1400. Dazu kam die wachsende Nachfrage nach Burgrechten mit Zürich bei Klöstern, Städten, Gemeinden und Adligen, weil die Verlagerung der habsburgischen Politik weg von der Ostschweiz und die Krise der habsburgischen Macht überhaupt den landesherrlichen Schutz Zürichs effektiver und die Karrieremöglichkeiten attraktiver erscheinen liess. Die Burgrechte beinhalteten oft nicht nur gegenseitigen militärischen Beistand, sondern verpflichteten den Schutznehmer auch seine Burgen für Zürich offenzuhalten, sich der städtischen Gerichtsbarkeit unterzuordnen und enthielten manchmal auch ein Vorkaufsrecht der Stadt.
Im Zusammenhang mit dem vom König Sigismund ausgerufenen Reichskrieg gegen Herzog Friedrich IV. von Österreich besetzte die Stadt Zürich 1415 Teile des habsburgischen Aargaus (Kelleramt, Freiamt Affoltern) und begann mit einer zielstrebigen Territorialpolitik, die ebenfalls mit königlicher Unterstützung zur Übernahme der habsburgischen Grafschaft Kyburg und der landenbergischen Herrschaft Andelfingen führte. Sigismund verlieh Zürich 1433 auch den Blutbann über alle ehemals habsburgischen Gebiete. Weiter machte die Stadt Zürich ihr Hoheitsrecht über alle Gebiete geltend, mit deren Besitzern sie in einem Burgrecht stand, z. B. die Herrschaft Wädenswil des Johanniterordens oder die Gemeinden Rüschlikon, Meilen, Fluntern und Albisrieden des Chorherrenstifts Grossmünster. Wenn der Stadtrat ein Gebiet für Zürich kaufte, musste er die althergebrachten Rechte und die Verwaltungsordnung des erworbenen Gebiets respektieren. So wurde jede Erwerbung zu einem eigenen Verwaltungsbezirk, was eine recht uneinheitliche und unübersichtliche Verwaltungsgliederung des städtischen Herrschaftsgebiets ergab. Es wurde nach der Art der Verwaltung zwischen Ober- und Landvogteien unterschieden. Jeder Versuch der Stadt, eine Vereinheitlichung ihres Herrschaftsgebiets zu erreichen, wurde von den Bewohnern der betroffenen Gebieten als Eingriff in ihre «alten Freiheiten» gesehen und heftig bekämpft. Das uneinheitliche Bild wurde dadurch vervollständigt, dass innerhalb des Herrschaftsgebiets der Stadt zahlreiche Gerichtsherrschaften fortbestanden, in denen Private oder Klöster die niedergerichtlichen Kompetenzen innehielten.
Die Expansion der Stadt Zürich führte zum Konflikt mit Schwyz am oberen Zürichsee über die Kontrolle der Grafschaft Uznach, der Grafschaft Sargans und der Herrschaft Gaster, der im Alten Zürichkrieg mündete. Zürichs Bürgermeister Rudolf Stüssi erklärte 1439 Schwyz den Krieg. Die übrigen Eidgenossen unterstützten dabei Schwyz, weshalb Stüssi 1440 auf einen vorläufigen Waffenstillstand einwilligte. Stüssi verhandelte danach mit Kaiser Friedrich III. und erreichte die Zusage, Zürich gegen eine Rückgabe der Grafschaft Kyburg an Habsburg die Grafschaften Uznach und Toggenburg zu übertragen sowie militärische Unterstützung durch Habsburg. Nach dem neuerlichen Ausbruch der Feindseligkeiten erlitt Zürich in der Schlacht bei St. Jakob an der Sihl am 22. Juli 1443 eine Niederlage, Bürgermeister Stüssi fiel. Zürich wurde letztlich nur durch den Einfall der Armagnaken in die Eidgenossenschaft gerettet. Nach deren Rückzug und dem Sieg der Eidgenossen über ein habsburgisches Heer bei Bad Ragaz kam es 1450 zum Friedensschluss: Zürich verlor die Höfe an Schwyz und musste seine Expansionspläne ins Linthgebiet aufgeben. Heftige innere proeidgenössische und prohabsburgische Auseinandersetzungen im Inneren Zürichs fanden nun ihr Ende.
Der lange Krieg und die wiederholten Plünderungen der Landschaft durch die Eidgenossen fügten der Wirtschaft Zürichs empfindlichen Schaden zu. Dadurch wurde auch eine Abkehr der Zürcher Nobilität vom Fernhandel eingeleitet. Stattdessen strebten die ratsfähigen Familien nun in den Dienst der Stadt als Vögte oder Beamte und wurden zu einem «Verwaltungspatriziat». Adliger Lebenswandel, Repräsentation, die Erwerbung von kaiserlichen Wappenbriefen sowie der Ritterschlag gehörten dabei zum üblichen äusseren Merkmal dieser neuen städtischen Oberschicht. Die Bevölkerung ging während des Zürichkrieges von 7000 auf unter 5000 zurück, die erste Blütezeit Zürichs war damit definitiv zu Ende, Zürich drohte in den Rang einer Kleinstadt zurückzufallen.
Bei der Eroberung des Thurgaus (1460) und im Waldshuterkrieg (1468) kämpfte Zürich wieder an der Seite der Eidgenossenschaft und stieg wegen seiner wirtschaftlichen und militärischen Bedeutung gegen Ende des 15. Jahrhunderts zum Vorort der alten Eidgenossenschaft auf. Zürich berief die Tagsatzung ein und führte deren Vorsitz bis zum Ende der Alten Eidgenossenschaft 1798. Mit der Erwerbung von Winterthur (1467), Stein am Rhein (1459/84) und Eglisau (1496) wurde das Territorium abgerundet. In den Burgunderkriegen spielte Zürich unter Bürgermeister Hans Waldmann eine führende Rolle. Alle Bemühungen Waldmanns, die Stellung Zürichs in der Eidgenossenschaft weiter auszubauen, scheiterten aber am Widerstand Berns und der Landkantone. Nach dem Waldmannhandel, einer innerstädtischen Intrige, kam es 1489 zu einer Erhebung der Bauern im zürcherischen Herrschaftsgebiet und zur Hinrichtung von Hans Waldmann. Durch Vermittlung der Eidgenossenschaft kam in den Waldmannschen Spruchbriefen eine Verständigung mit der Landschaft zustande. Die Zugeständnisse an die Bauern waren unbedeutend, allerdings kamen dadurch die Bestrebungen die Herrschaft über die Landschaft zu vereinheitlichen und zu zentralisieren zu einem Ende. Eine Regierungsbeteiligung der Landschaft kam zwar nicht zustande, bei wichtigen Entscheidungen wurde aber ein Mitwirkungsrecht der Landschaft etabliert. Diese Einrichtung spielte während der Mailänderkriege und der Reformation eine wichtige Rolle. Trotzdem hatte die von Zürich beherrschte Landschaft faktisch keine politischen Rechte und wurden je nach Status von lokal residierenden Landvögten oder von in der Stadt lebenden Obervögten regiert, die aus der Zürcher Nobilität stammten und vom Stadtrat eingesetzt wurden. Die feudalen Rechte der Grundherrschaft in den Untertanengebieten waren meistens in der Hand der Stadt oder von städtischen Familien und die damit verbundenen Geldzahlungen und Frondienste wurden bis ins 19. Jahrhundert nötigenfalls mit Gewalt eingefordert. Auf das Leben in der Landschaft wirkten sich zudem eine steigende Zahl von städtischen Verordnungen (→Mandate) aus, die einerseits moralische (z. B. Tanz-, Spielverbot, Kleiderordnung) andererseits wirtschaftspolitische Ziele hatten (z. B. Gewerbeordnung, Einschränkung des Reislaufens und der Auswanderung). Diese sog. «Sittenmandate» führten bisweilen zu offenem Widerstand in der Landschaft, wie im Waldmannhandel, als das Verbot zur Haltung von grossen Jagdhunden für Bauern zum Aufstand führte.
Zürich vertrat auch nach Waldmanns Sturz in der Eidgenossenschaft die Interessen Habsburgs, während Bern für Frankreich Einfluss nahm. Der Versuch Kaiser Maximilians, die Eidgenossenschaft wieder enger mit dem Reich zu verbinden, veranlasste einen Frontwechsel und Zürich beteiligte sich am Schwabenkrieg 1499. Während der Mailänderkriege (1500–1522) stand Zürich auf der Seite des Papstes und bekämpfte die Werbung von eidgenössischen Söldnern für Frankreich. Die eidgenössischen Kriegszüge nach Mailand zwangen Zürich erneut, auch die Bevölkerung der Landschaft zum Kriegsdienst aufzubieten, was nach einer Volksbefragung zunächst geduldet wurde. Nach der Niederlage bei Marignano (1515), in der etwa 800 Zürcher von Stadt und Land fielen, kam es aber auf der Landschaft erneut zu einem Aufstand, da die Söldnerführer aus der Stadt für das Desaster verantwortlich gemacht wurden. Der sog. Lebkuchenkrieg konnte im Dezember 1515 durch die exemplarische Hinrichtung einiger Söldnerführer beigelegt werden.
Im Spätmittelalter war Zürich mit durchschnittlich etwa 5000 Einwohnern eine grössere Mittelstadt wie etwa Bern, Schaffhausen, Luzern oder St. Gallen. Basel und Genf hatten als Grossstädte um die 10'000 Einwohner. Nach der grossen Pest von 1348/49 ging die Bevölkerung bis Mitte des 15. Jh. bis unter 4000 Einwohner zurück, bevor wieder ein Wachstum einsetzte. Innerhalb der Stadt ging die Zahl der adligen Geschlechter zurück und auch die bürgerlichen Patriziergeschlechter nahmen stark ab zugunsten der Zunftbürger. Nach 1378 war die Mitgliedschaft in einer Zunft Voraussetzung für die Erteilung des Bürgerrechts und fast alle zünftigen Gewerbe wurden umgekehrt bis Ende des 15. Jh. an die Mitgliedschaft in einer Zunft gebunden. Das Zürcher Bürgerrecht kostete um 1400 ca. sieben Gulden, wobei auch noch ein schwankender Beitrag zu den städtischen Baukosten erhoben wurde. Zürichs Finanzkraft war im Spätmittelalter noch eher bescheiden. Gemessen am Durchschnittsvermögen von 243,6 Gulden im Jahr 1417 lag Zürich hinter Freiburg i. Ü. (320 Gulden, 1445), Bern (373 Gulden, 1448) und Basel (ca. 400 Gulden, 1429). Laut der Steuerregister des 15. Jh. gehörten etwa ein Drittel der Einwohner zur Unterschicht (Gesellen, Dienstboten, alleinstehende Frauen, arme Handwerker) mit einem Vermögen von bis zu 15 Gulden, ein weiteres Drittel zur gehobenen Unterschicht (Handwerker), rund ein weiteres Drittel zur Mittelschicht mit Vermögen bis 1000 Gulden. Übrig blieb eine Oberschicht von rund 5 Prozent der Bevölkerung mit Vermögen bis über 10'000 Gulden. Sie hielten rund zwei Drittel des Gesamtvermögens, während die Unterschicht und die gehobene Unterschicht mit rund zwei Dritteln der Bevölkerung rund fünf bis zehn Prozent des Gesamtvermögens hielten.

## Reformation 1519–1531

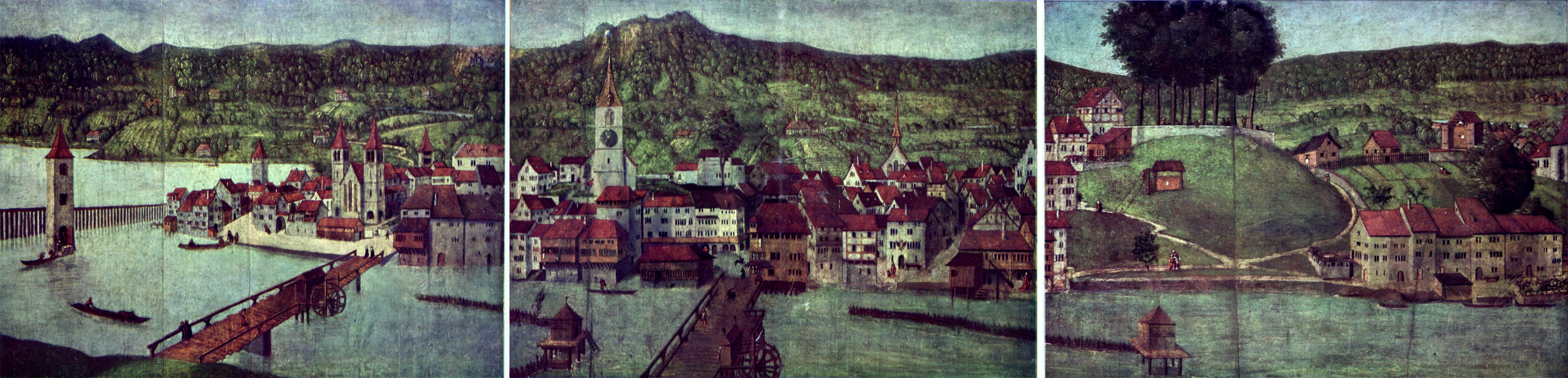
Die älteste zuverlässige Darstellung der Stadt Zürich auf den Altartafeln aus dem Grossmünster in Zürich von Hans Leu dem Älteren stammt aus dem Ende des 15. Jahrhunderts. Zustand der Altartafeln vor der Freilegung (1937) der Szenen aus dem Martyrium von Felix und Regula, die nach der Reformation übermalt worden waren. Rechte Seite mit dem linken Limmatufer zwischen Wellenberg und Lindenhof

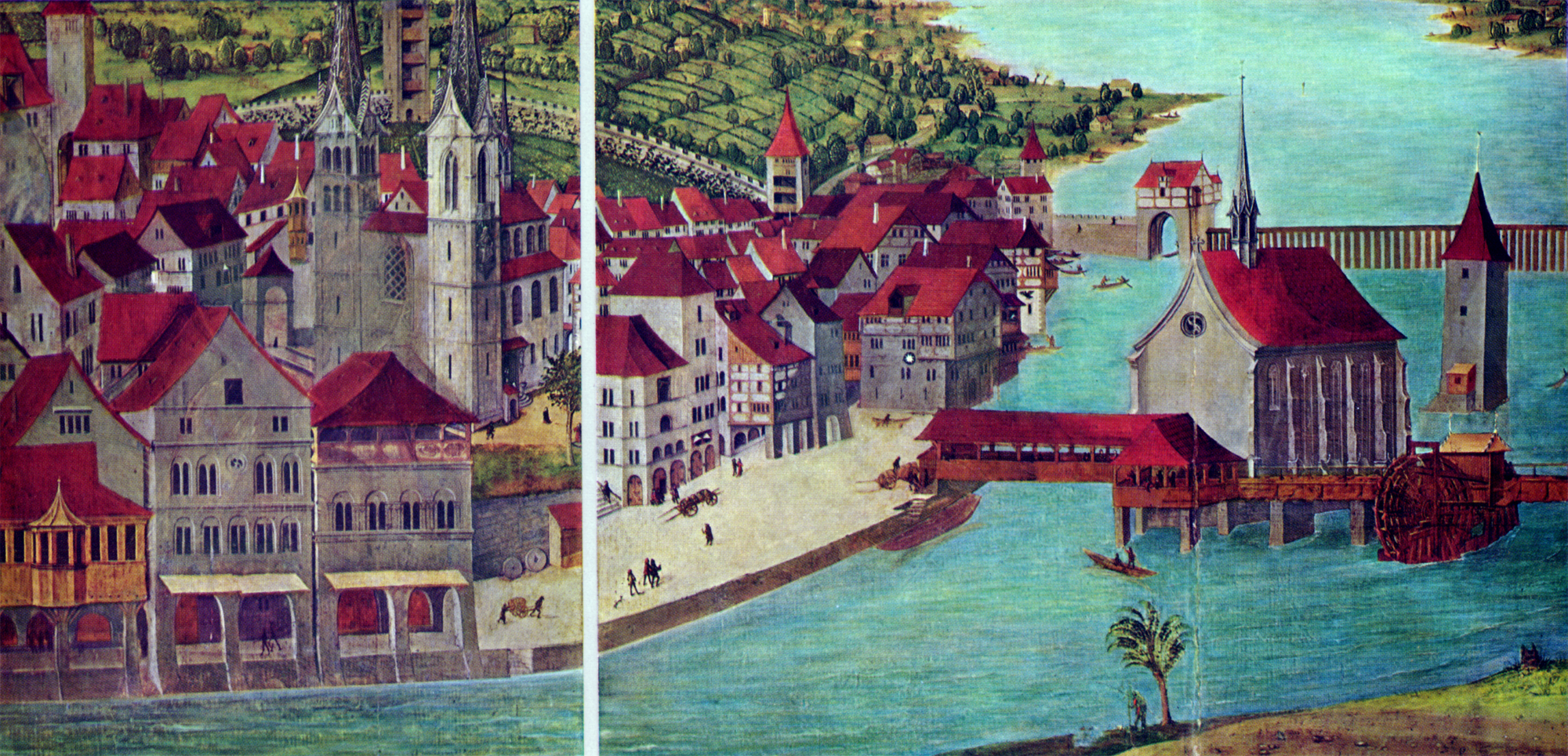
Linke Seite von Leus Altartafeln

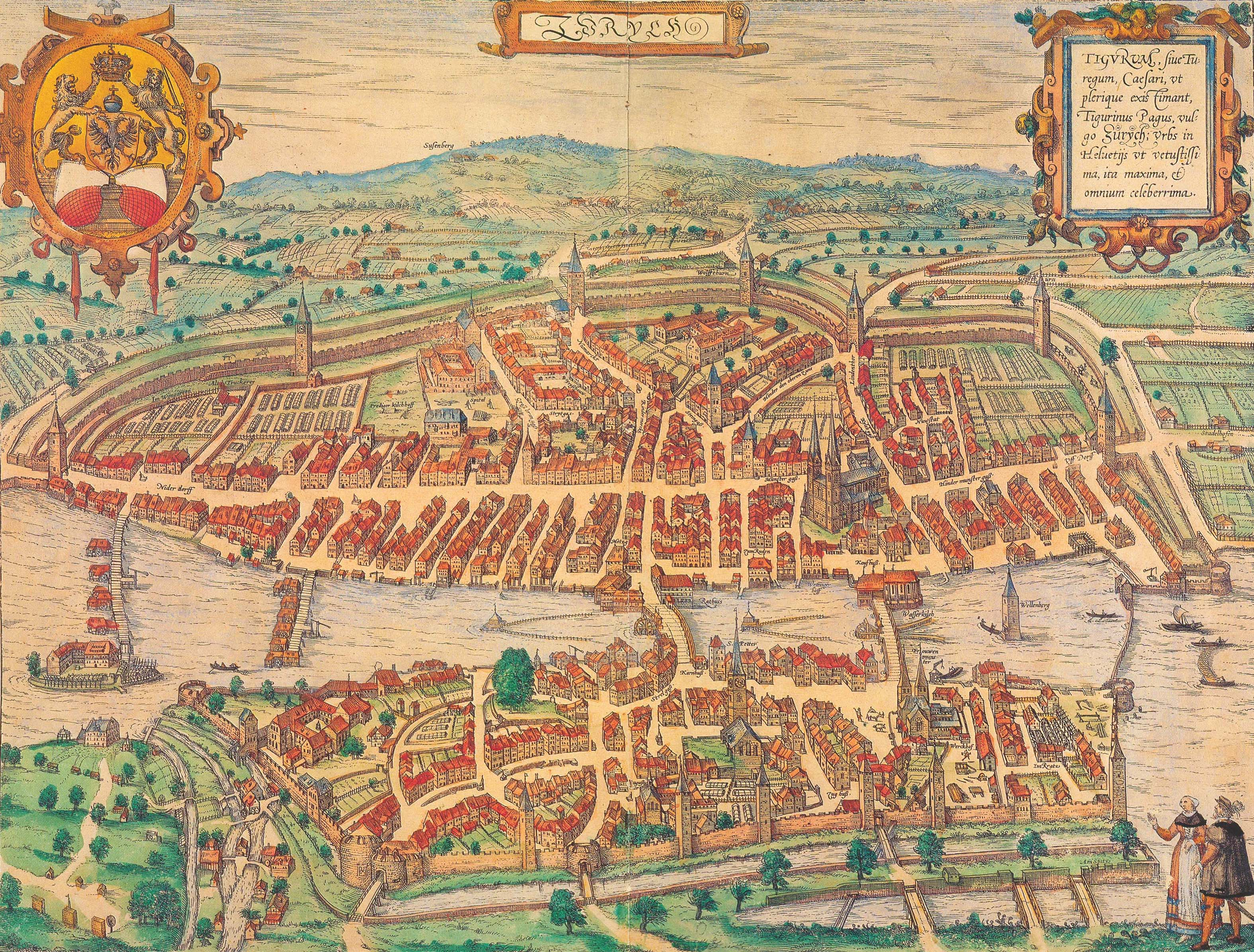
Zürich 1581 (aus den Städtebüchern von Georg Braun und Franz Hogenberg)

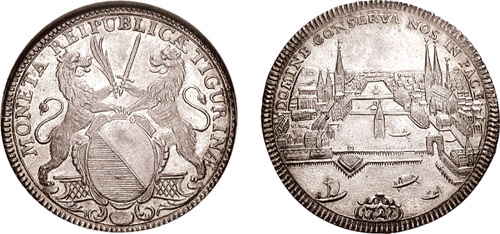
Der Zürcher Taler aus Silber war bis 1798 die Währung in Zürich. Die ältesten bekannten Münzen wurden 1512 geprägt

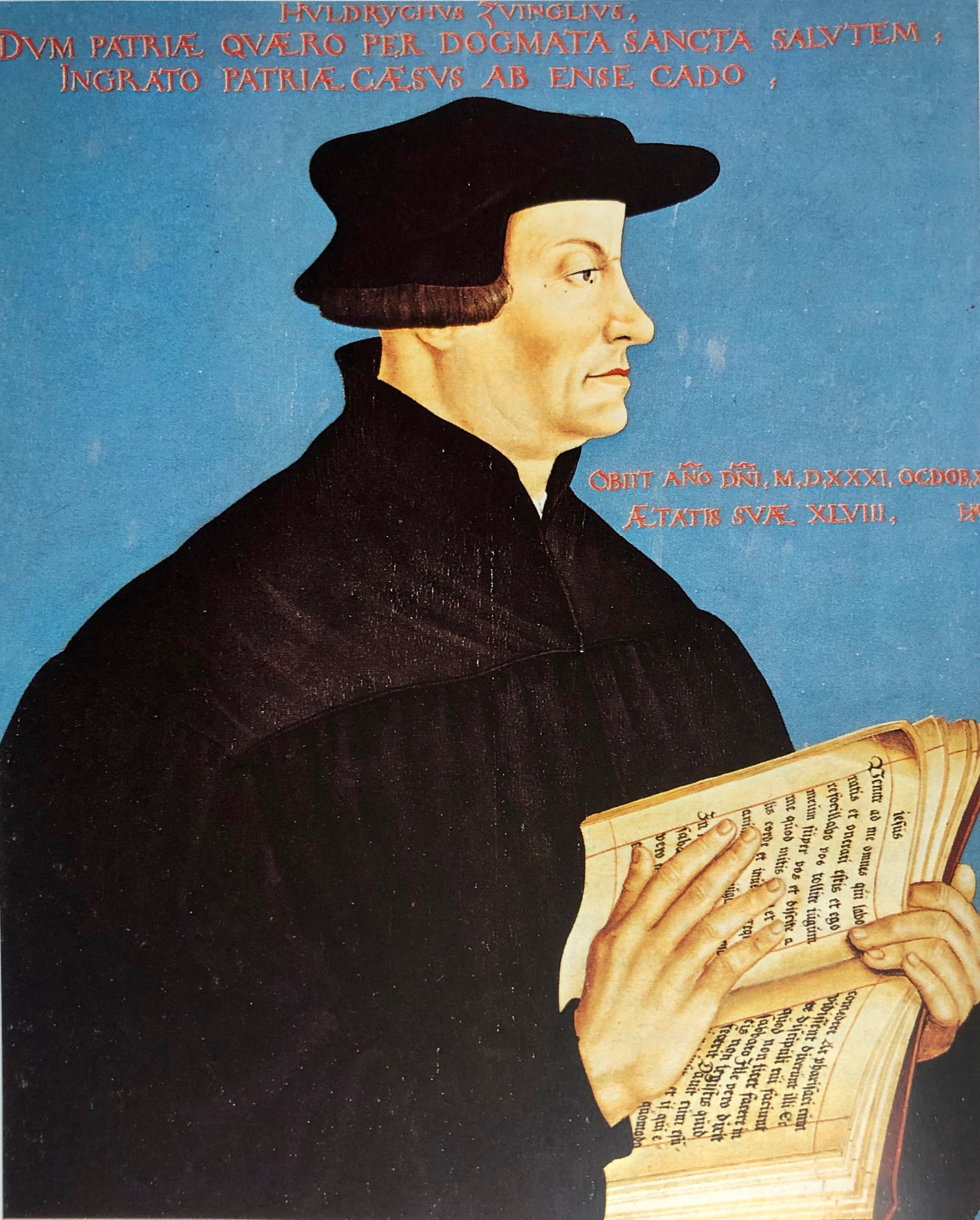
Huldrych Zwingli porträtiert von Hans Asper, 1549

Durch die Verdichtung der Herrschaft in der Hand des städtischen Rates zu Ende des Mittelalters erhielt der Stadtstaat auch immer Macht- und Kontrollbefugnisse im kirchlichen Bereich. Während des Abendländischen Schisma von 1378 bis 1417 stand Zürich mit der Eidgenossenschaft zu Papst Urban VI. und seinen Nachfolgern. Das Schisma begünstigte noch die Übernahme kirchlicher Kompetenzen durch den Rat, was sich auch im 15. Jh. fortsetzte. Der Papst gestand dem Rat eine Mitwirkung bei der Besetzung der Pfründen der geistlichen Stifte zu und 1479 erhielt die Stadt einen «Jubiläumsablass» nach dem Vorbild des Jubiläumsablass von Rom von 1475, um den Neubau der Wasserkirche zu finanzieren. Zur Propagierung dieses Ablass wurde im Predigerkloster die erste Druckerei Zürichs eingerichtet. Das enge Verhältnis Zürichs zum Papsttum begründete sich vor allem durch das Bedürfnis der Päpste nach eidgenössischen Söldnern für ihre Italienpolitik. 1512 erhielt Zürich anlässlich des Pavierzuges wie andere Orte der Eidgenossenschaft ein Juliusbanner verliehen. Da Zürich der Vorort der Eidgenossenschaft war, liess sich deshalb der päpstliche Legat Matthäus Schiner vorübergehend in Zürich nieder, womit die Stadt vorübergehend zum Zentrum der päpstlichen Politik nördlich der Alpen wurde. Noch 1514 sicherte der in der Stadt lebende päpstliche Gesandte denjenigen, die alle sieben Kirchen Zürichs besuchten, den gleichen Ablass zu wie den Besuchern der sieben Hauptkirchen Roms. Der Zürcher Bürgermeister und Heerführer Marx Röist zählte zu den grössten Pensionsbezügern der Kurie und sein Sohn Kaspar Röist wurde Kommandant der Schweizergarde und fiel 1527 im Sacco di Roma. Konfliktreicher gestaltete sich das Verhältnis zum Bischof von Konstanz, dem die Stadt kirchenrechtlich unterstand. Seine Gerichtshoheit über den Klerus und allgemein die Hoheit geistlicher Gerichte über Laien beanspruchte der Rat zunehmend für sich, auch mischte er sich in Steuerfragen und in der Besetzung von Pfründen in bischöfliche Bereiche ein. 1506 unterwarf der Rat den Klerus schliesslich offiziell der städtischen niederen Gerichtsbarkeit. Auch die Klöster und Stifte im städtischen Herrschaftsbereich waren Ende des 15. Jh. völlig unter die Vormundschaft der Stadt gefallen, selbst bei der Neuwahl der Äbtissin des Fraumünsters und bei der Besetzung der geistlichen Pfründen des Grossmünsterstift hatte der Rat nun ein Mitspracherecht.
Am Übergang vom 15. zum 16. Jahrhundert war das Reislaufen für Zürich und die ganze Eidgenossenschaft das grösste politische und wirtschaftliche Problem. Einerseits profitierte zwar die Nobilität und auch der Staat finanziell vom Handel mit Söldnern, andererseits führte die mit diesem Wirtschaftszweig einhergehende Korruption, der Bevölkerungsverlust und der moralische Niedergang zu unübersehbaren Missständen. Zürich setzte sich deshalb bereits 1508 vergeblich an der Tagsatzung der Eidgenossenschaft dafür ein, die individuelle Verdingung zum Solddienst sowie den Abschluss privater Gestellungsverträge für Söldnerheere zu verbieten. Nach schweren Verlusten der Zürcher Truppen in der Schlacht von Novara 1513 und der Niederlage der Eidgenossen bei Marignano vergrösserte sich die Zahl der Kritiker am Söldnerwesen noch einmal. Deshalb wurde 1518 Ulrich Zwingli, ein bekannter Kritiker des Söldnerwesens, als Gemeindepfarrer ans Grossmünster berufen. Zwingli begann mit der Unterstützung des Rates ab 1520 im Herrschaftsgebiet Zürichs die Reformation einzuführen. Dabei liess Zwingli jeweils wichtige Schritte in Disputationen vor dem Rat durch Kirchenleute, die unterschiedliche Meinungen vertraten, kontrovers diskutieren, wonach der Rat über die Massnahmen und ihre Umsetzung selbstständig entschied. Im Zuge der zweiten Zürcher Disputation im Herbst 1523 führte dieses vorsichtige und schrittweise Vorgehen zum Aufbegehren radikalerer reformatorischer Gruppen und zur Konstituierung der ersten Täufergemeinde um Felix Manz und Konrad Grebel. Die Auseinandersetzung mit den Täufern endete 1527 mit der Hinrichtung von Felix Manz durch Ertränken in der Limmat und der Ächtung und Vertreibung ihrer Anhänger aus dem Herrschaftsbereich der Stadt. 1525 verfasste Zwingli seine Ansichten in einem ersten Glaubensbekenntnis, eine Einigung mit der deutschen Reformation unter Luther scheiterte jedoch 1529 im Marburger Religionsgespräch. (→Reformation und Gegenreformation in der Schweiz)
Die vom Stadtrat im Zuge der Reformation durchgesetzte Auflösung der Klöster im Herrschaftsgebiet Zürichs und die Übernahme kirchlichen Güter und Rechte in den städtischen Besitz löste Unruhen in der Landschaft aus. Die Bauern verlangten die Aufhebung der Leibeigenschaft und der mit ihr verbundenen Lasten, Ablösbarkeit der Grundzinsen, Abschaffung der kleinen Zehnten, Abschaffung aller durch den Rat in der Verwaltung der Landschaft eingeführten Neuerungen und Wiederherstellung der Sonderrechte und alten Gebräuche. Die blutige Niederwerfung der Bauernaufstände in Süddeutschland vor Augen, willigten die Bauern in einen Kompromiss mit der Stadt ein: Die Leibeigenschaft und der kleine Zehnt wurden abgeschafft, allerdings nur, falls letzterer nicht einem Herren von ausserhalb des städtischen Machtbereichs gehörte. Durch die Säkularisation der Klöster und geistlichen Stiftungen gelangte die Stadt zu ausgedehntem Grundbesitz und hohen Einkünften, so dass Steuern in Zürich bis ins 19. Jahrhundert nur noch ausnahmsweise erhoben werden mussten. Durch die Reformation ging die Aufsicht über die Kirche, die Schule und das Armenwesen von der katholischen Kirche auf die Stadt Zürich über. Die damit verbundenen Ausgaben wurden aus den Einkünften der ehemaligen Klöster und Stifte bestritten. Als staatliche Behörde über der Kirche wirkten der aus den städtischen Geistlichen bestehende und vom Antistes präsidierte Examinatorenkonvent und die Synode der Geistlichen des gesamten stadtzürcherischen Gebietes. Der Examinatorenkonvent erhielt zudem die Aufgabe, den Stadtrat bei allen wichtigen Entscheidungen zu «beraten», damit dieser keine der Bibel zuwiderlaufende Entscheidungen fällen konnte. Faktisch wurden also nach der Reformation die politischen Organe der Stadt Zürich von der reformierten Geistlichkeit kontrolliert. Zwingli selbst bekleidete in Zürich nie ein politisches Amt, er machte seinen Einfluss von der Kanzel aus geltend.
Die fünf inneren Orte der Eidgenossenschaft setzten der Reformation heftigen Widerstand entgegen und versuchten, dem «ketzerischen» Zürich die Bünde zu kündigen. Andererseits kam es zu einem stärkeren Zusammenrücken der reformierten eidgenössischen Städte St. Gallen, Schaffhausen, Basel und Bern sowie der zugewandten Städte Mülhausen und Biel. Sogar nach Konstanz und Strassburg wurden Verbindungen geknüpft. Schliesslich schlossen die reformierten Orte 1528 mit Konstanz das Christliche Burgrecht zur Verteidigung der Reformation. Die katholischen Orte schlossen ihrerseits 1529 die «Christliche Vereinigung» mit Habsburg. Als die katholischen Orte die Ausbreitung der Reformation in den gemeinen Herrschaften und in der Fürstabtei St. Gallen mit Gewalt verhinderten, erklärte Zürich auf Drängen Zwinglis den Krieg.
Der Erste Kappelerkrieg (1529) endete ohne militärische Konfrontation in einer Vermittlung (Erster Kappeler Landfriede). Zwingli und der Stadtrat führten weiter erfolglose Bündnisverhandlungen mit europäischen Mächten und unterstützten aktiv die Reformation in den gemeinen Herrschaften. Als Zürich das Toggenburg in seiner Auflehnung gegen den Abt von St. Gallen offen unterstützte, kam es 1531 zum Zweiten Kappelerkrieg gegen die katholischen Orte. Zürich erlitt bei Kappel am Albis eine Niederlage, bei der auch Zwingli ums Leben kam. Der Zweite Kappeler Landfriede von 1531 beendete die weitere Ausbreitung der Reformation in der Eidgenossenschaft.
Der neue Glaube wurde durch Zwinglis Nachfolger Heinrich Bullinger gefestigt, der 1536 das erste Helvetische Bekenntnis der reformierten Kirche und 1549 den Consensus Tigurinus mit Calvin erarbeitete.
Heinrich Bullinger war 1531–1575 und Rudolf Gwalther 1575–1586 Antistes, wie der Vorsteher der damaligen reformierten Kirche Zürichs hiess. Sie pflegten zahlreiche Kontakte europaweit, besonders zu Vertretern der englischen Staatskirche. Während ihrer Zeit wurden viele evangelische Flüchtlinge aus dem Tessin, Italien, Frankreich und England aufgenommen. Diese trugen in der Folge durch Handwerk, Produktion noch unbekannter Textilien und Handel wesentlich zum wirtschaftlichen Gedeihen Zürichs bei.
Die Führung der reformatorischen Bewegung ging nach der Niederlage bei Kappel allerdings an Genf und Bern über. In Zürich verbreitete sich eine politische Nüchternheit, die nach Gordon A. Craig zum Inbegriff des Zürcher Stils wurde: «eine Bescheidenheit in den Zielen, die man sich setzte, eine Bereitschaft, sich am Machbaren und Greifbaren zu orientieren und hochgesteckten Zielen und grandiosen Ambitionen abzuschwören». Diese Haltung und die negative Haltung zum Söldnerwesen zogen einen Bedeutungsschwund Zürichs nach sich. Im Vergleich mit Bern, Genf oder Basel war Zürich bis ins 19. Jahrhundert von provinziellem Format, was sich insbesondere in den öffentlichen Bauten und der Lebensweise der Mehrheit der Bürger sowie im kulturellen Leben zeigte.

## Frühe Neuzeit: Zürich im Ancien Régime

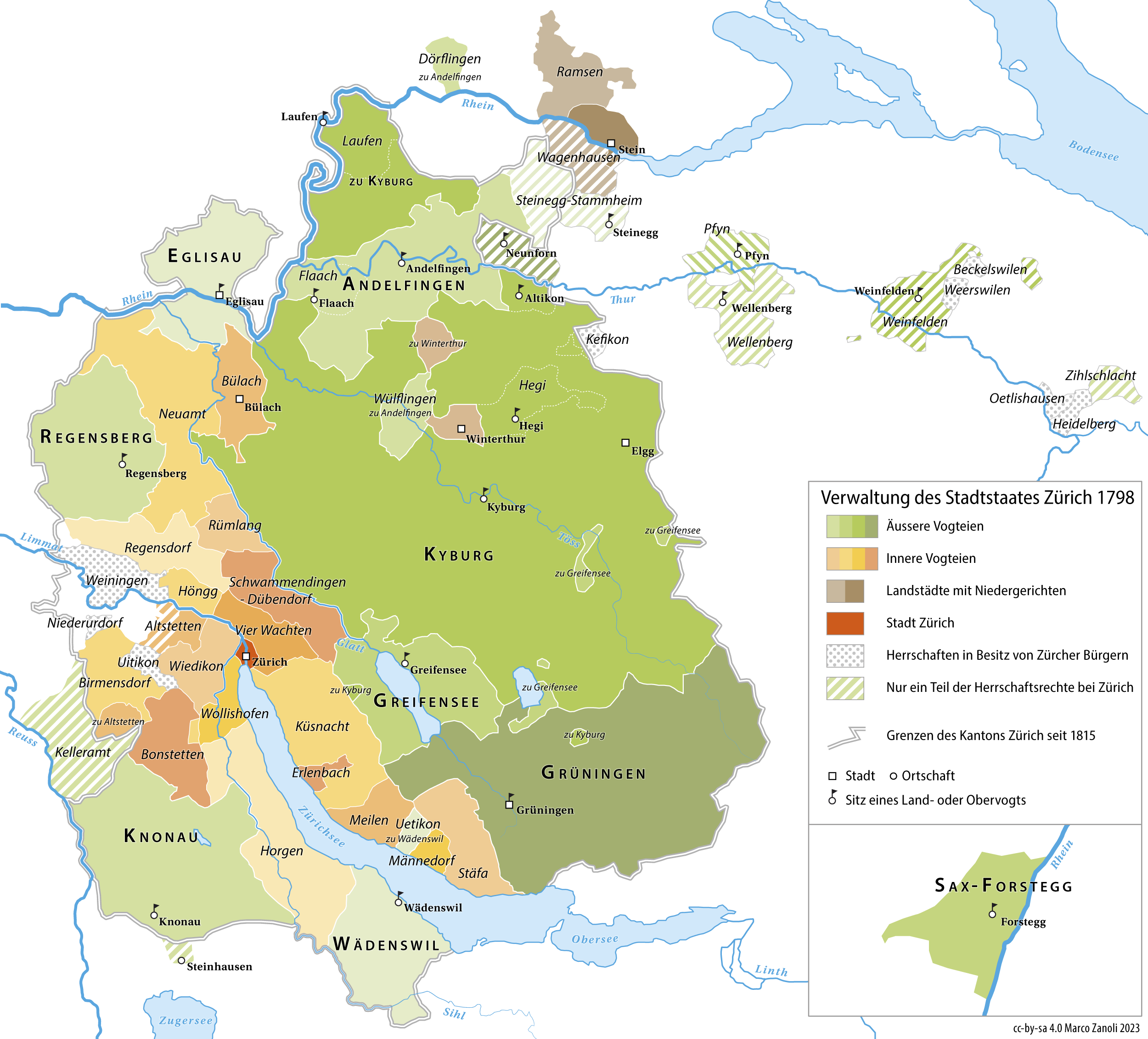
Die Verwaltungsgliederung des Zürcher Stadtstaats bis 1798

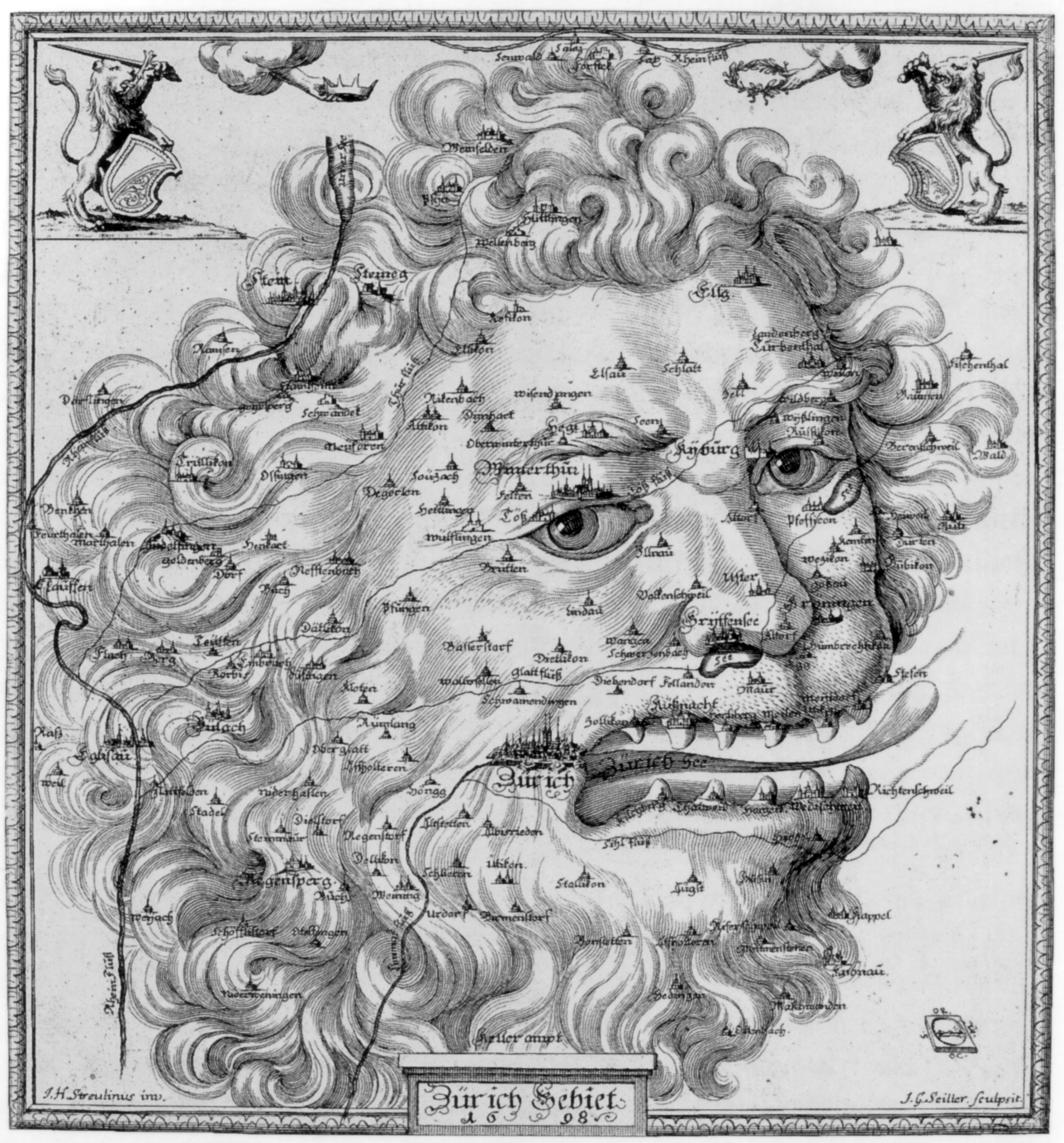
Karte der Stadtrepublik Zürich in der Form eines Löwenkopfes, 1698

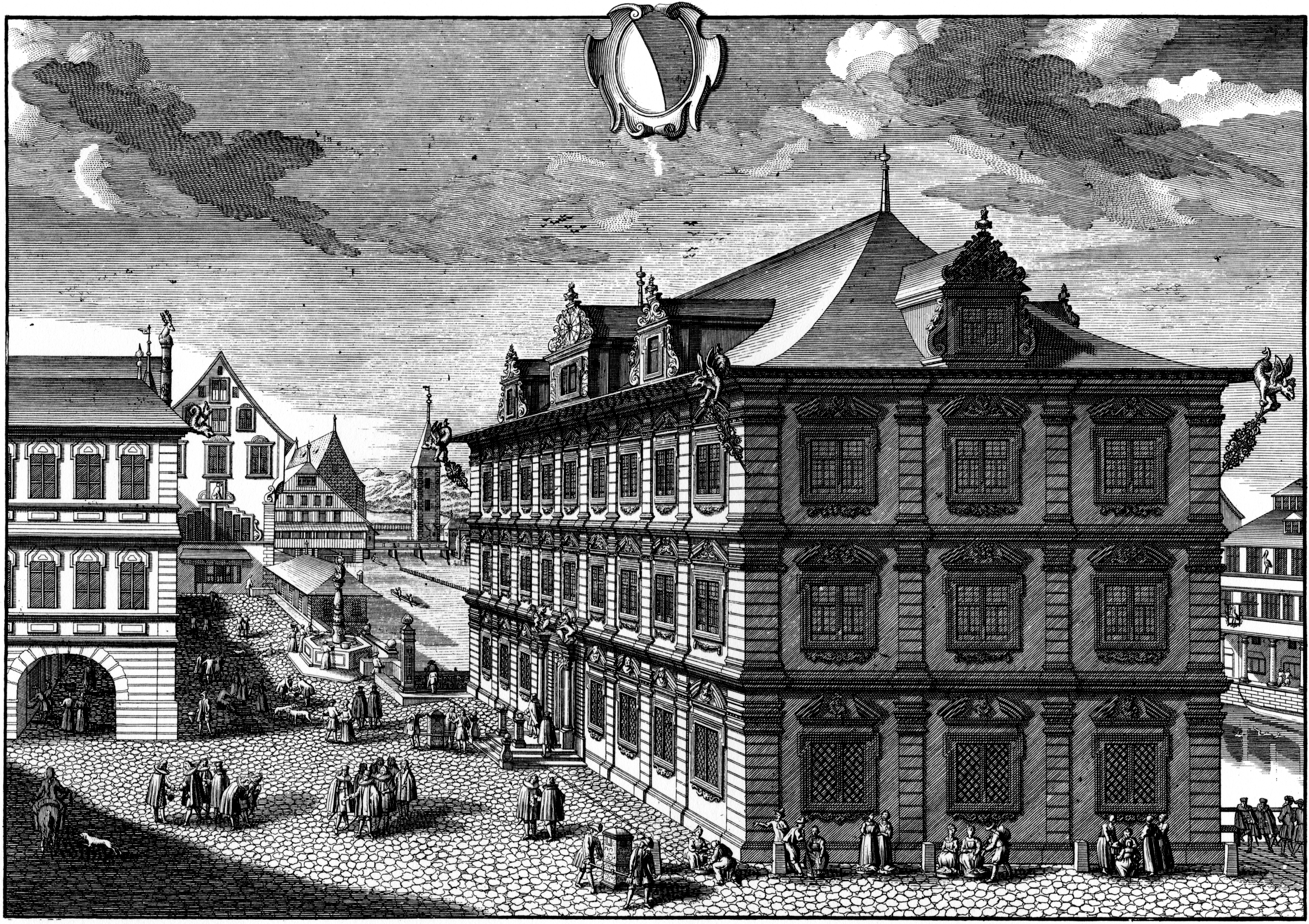
Das ehemalige Rathaus der Stadtrepublik Zürich von 1694/98

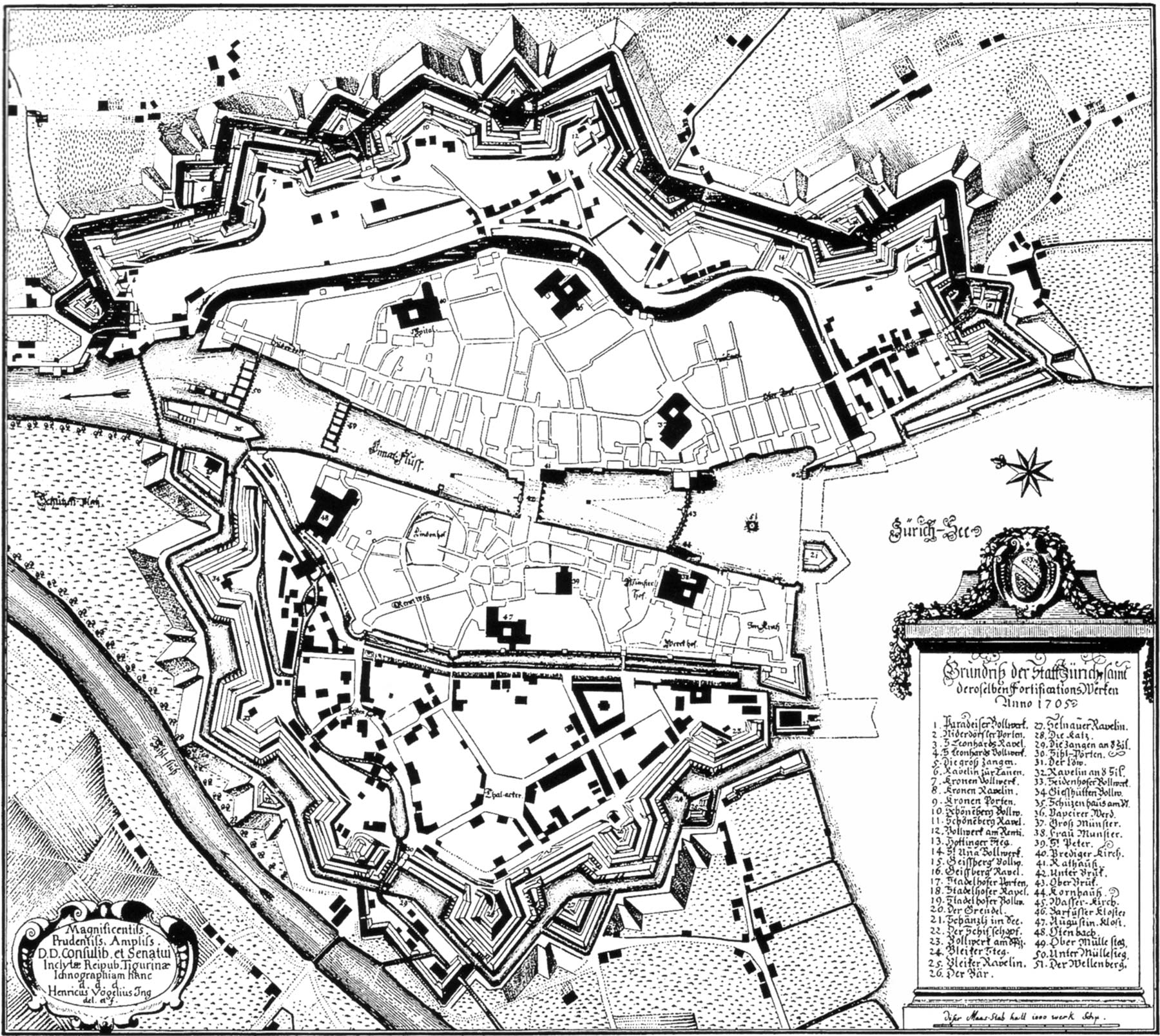
Grundriss der neu befestigten Stadt Zürich 1705

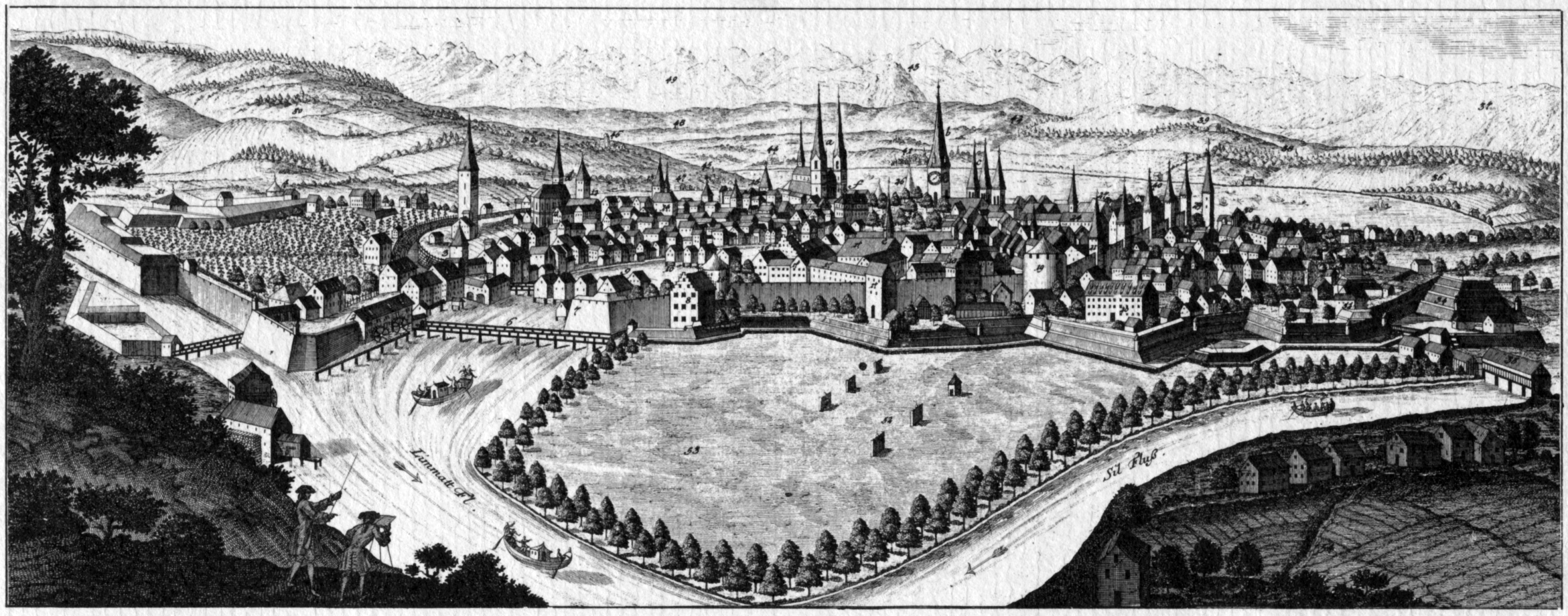
Ansicht der Stadt Zürich aus dem Jahr 1724. Im Vordergrund der Platzspitz. (Kupferstich von David Herrliberger)

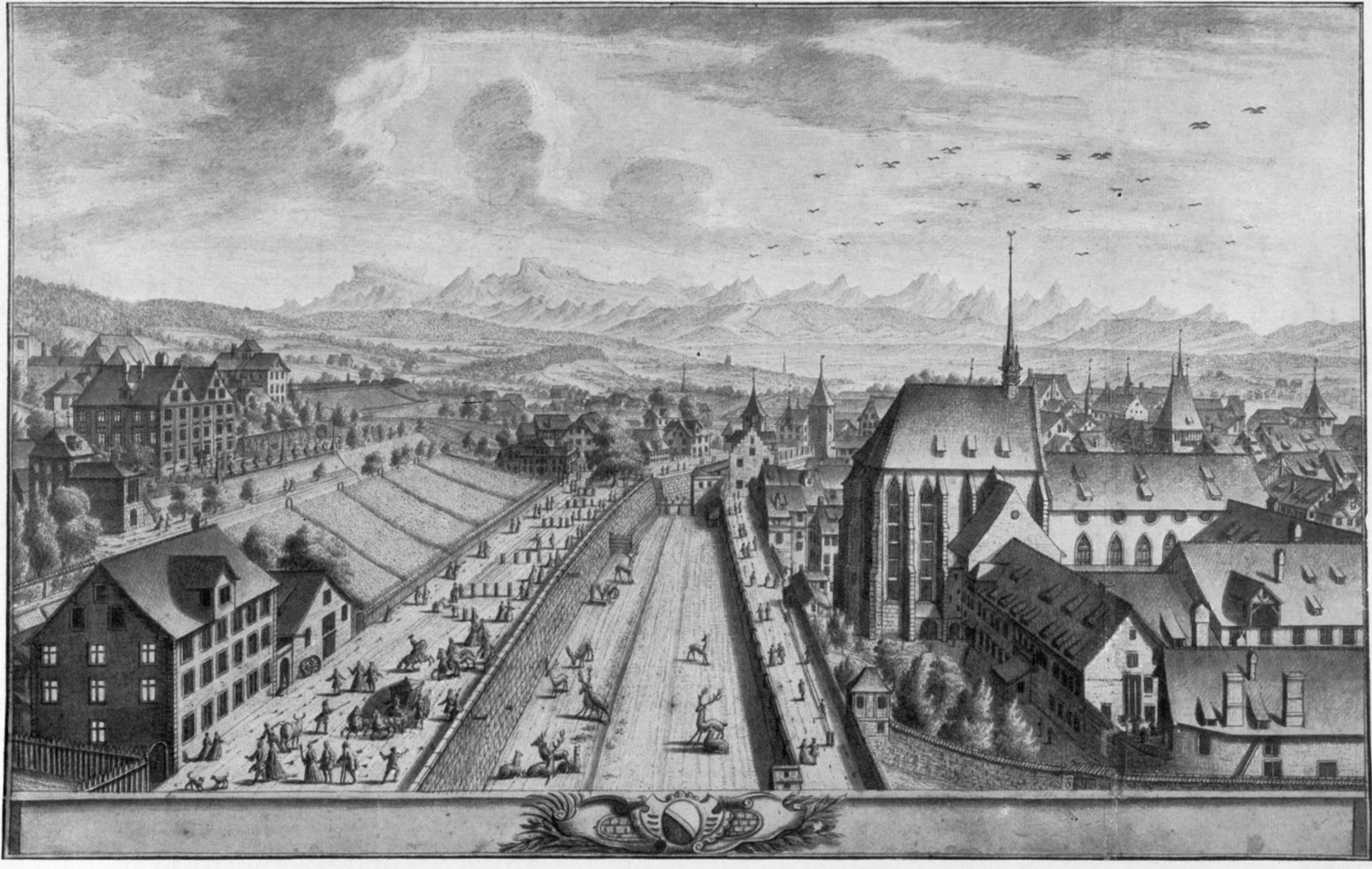
Blick über den Hirschengraben in Zürich um 1750. Im Hintergrund das Kronentor, rechts das ehemalige Predigerkloster

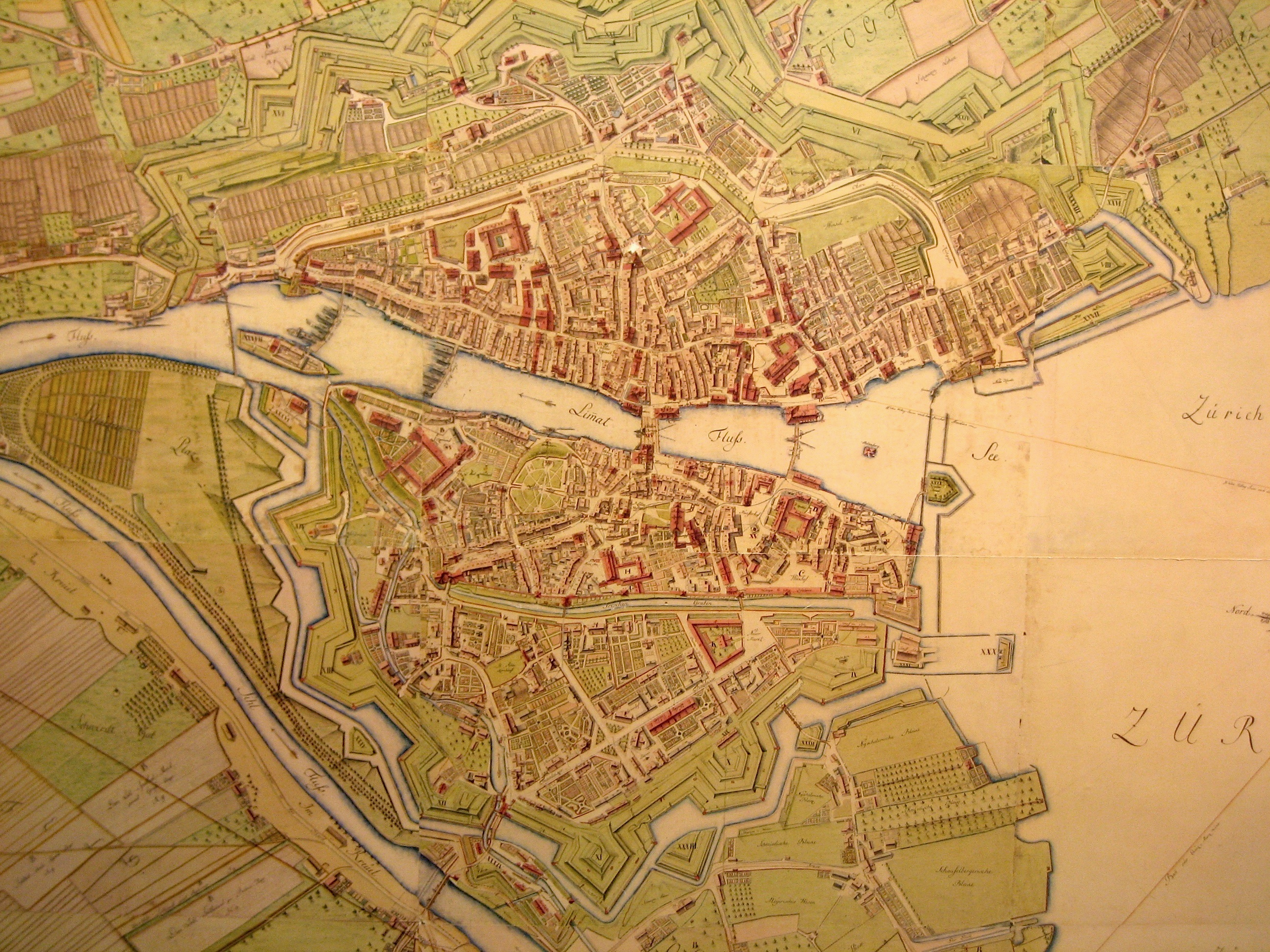
Zürich auf dem Müllerplan von 1793

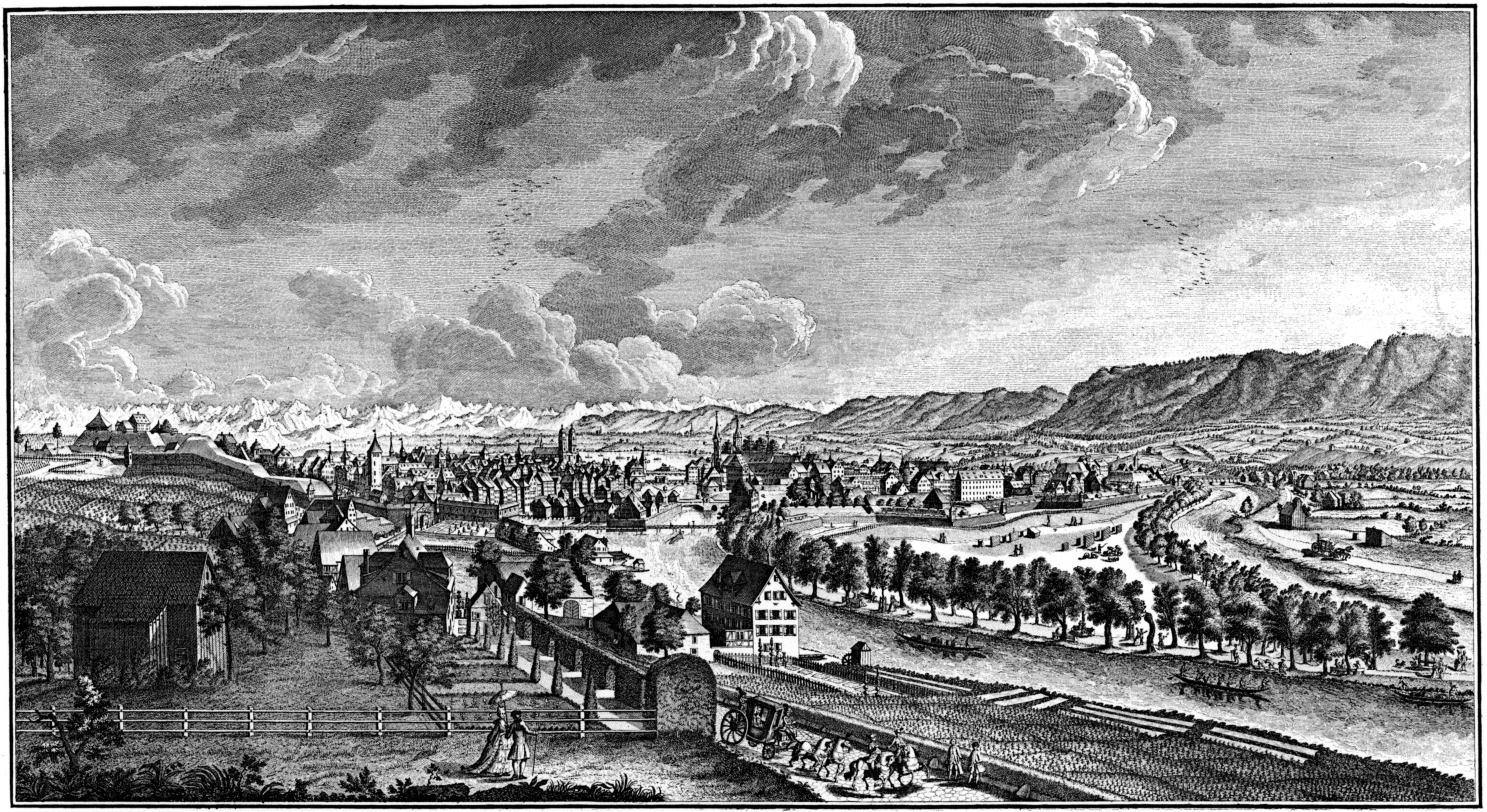
Zürich vom Stampfenbach aus gesehen um 1781. Radierung von Johann Rudolf Holzhalb

Die Zeit nach der Reformation beendete die stürmische Phase der militärischen Expansion der Alten Eidgenossenschaft und damit auch des Territoriums der Stadt Zürich. Weitere Erwerbungen erfolgten nur noch durch Kauf, die bedeutenderen davon waren die Vogtei Laufen (1544), die Johanniterherrschaft Wädenswil (1549) sowie die Landvogtei Sax-Forstegg im Rheintal (1615).
Die konfessionelle Spaltung der Eidgenossenschaft dauerte nach den Kappelerkriegen an. Zürich blieb mit den anderen reformierten Städten Süddeutschlands verbunden. 1584 ging Zürich zusammen mit Bern ein Bündnis mit Genf ein und erneuerte auch die Verbindung mit Mülhausen und Strassburg. Zürcher Truppen zogen wiederholt zur Unterstützung dieser Städte aus. Überhaupt wurde Zürich im 16. Jahrhundert durch das Wirken Heinrich Bullingers zu einem Zentrum der calvinistisch-reformierten Welt. Glaubensflüchtlinge aus Frankreich (Hugenotten) und dem Tessin liessen sich an der Limmat nieder; sie bewirkten eine wirtschaftliche und geistige Blüte der Stadt, da sie neue Wirtschaftszweige (Textilindustrie) und Wissen aus ihrer Heimat mitbrachten.
Im 16. und 17. Jahrhundert schloss sich die Bürgerschaft der Stadt immer mehr gegen aussen ab, indem sie ständig schärfere Vorschriften für die Neuaufnahme von Bürgern erliess. Dieser Abschliessung entsprach auch das aristokratische und absolutistische Gebaren des Stadtrates. Die zuvor praktizierte Beteiligung der Zünfte und der Landschaft an der Regierung kam zu einem abrupten Ende. 1624 beschloss beispielsweise der Rat der Stadt unter dem Eindruck des Dreissigjährigen Krieges, grosse Summen in die Errichtung einer modernen, dritten Stadtbefestigung zu investieren. Die Finanzierung sollte über eine Steuer erfolgen, die ohne vorhergehende Befragung der Landschaft ausgeschrieben wurde. Die darauf ausbrechenden Unruhen wurden rücksichtslos durch den Einsatz von Militär gebrochen, insbesondere in den Landvogteien Wädenswil und Freiamt. Die Bevölkerung der Landschaft war danach für längere Zeit derart eingeschüchtert, dass während des Bauernkrieges von 1653 im Herrschaftsgebiet von Zürich die Lage so ruhig blieb, dass sogar Truppen gegen die Berner und Luzerner Bauernschaft geschickt werden konnten. Seit der Bestätigung der Unabhängigkeit der Schweiz vom Deutschen Reich im Rahmen des Westfälischen Friedens (1648) bezeichnete sich Zürich auch nicht mehr als «Reichsstadt Zürich», sondern selbstbewusst als «Republik Zürich». Zürich rückte damit auf die gleiche Stufe auf wie die souveränen Stadtrepubliken Venedig und Genua. Als äusseres Zeichen der neuen Stellung wurde ein neues, prunkvolles Rathaus gebaut, das 1698 zum fünfzigjährigen Jubiläum des Westfälischen Friedens eingeweiht wurde. Innenpolitisch signalisierte das Rathaus den Abschluss der Oligarchisierung des Stadtregiments.
Da Zürich die Schutzmacht der reformierten Gläubigen in der Schweiz war, entstanden immer wieder Konflikte mit den katholischen Orten. Als Schwyz 1655 alle reformierten Familien aus Arth vertrieb, intervenierte Zürich erneut militärisch im Ersten Villmergerkrieg gegen die katholischen Orte der Innerschweiz, erhielt von reformierter Seite allerdings nur Unterstützung von Bern. Dies und die unglückliche Kriegsführung führten zu einer neuerlichen Niederlage Zürichs. Die Vormacht der katholischen Orte schien bestätigt. Etwas mehr als fünfzig Jahre später intervenierte Zürich 1712 wiederum zusammen mit Bern zugunsten reformierter Untertanen unter katholischer Herrschaft, diesmal im Toggenburg. Der Zweite Villmergerkrieg ging jedoch zugunsten der reformierten Städte aus und brachte das Ende der katholischen Vormacht in der Alten Eidgenossenschaft.
Das 18. Jahrhundert war eine Blütezeit des Geisteslebens und der Kultur in Zürich. Der deutsche Dichter Wilhelm Heinse stellte erstaunt fest, dass es in Zürich über 800 Bürger gäbe, die etwas hätten drucken lassen. Als Motor des Zürcher Geistesleben wirkten zahlreiche Gesellschaften aller Art, in denen unbehelligt von der Zensur diskutiert und geschrieben wurde. In jener Zeit gab es in Zürich bereits mehrere Zeitungen, die wöchentlich erschienen. Die 1780 gegründete «Zürcher Zeitung» besteht als «Neue Zürcher Zeitung» (seit 1821) bis heute. Die 1771 gegründete Zürcher Freimaurerloge «Modestia cum Libertate» besteht ebenfalls heute noch und hat ihr Domizil am Lindenhof. Goethe soll 1779 bei seinem Besuch in Zürich den Anstoss zum Beitritt zu den Freimaurern erhalten haben.
Im Gegensatz zur Westschweiz und Bern wurde in Zürich das neue Gedankengut der Aufklärung nicht ausschliesslich über Frankreich, sondern vor allem über Deutschland, die Niederlande und England bezogen. Die deutschen Philosophen Gottfried Wilhelm Leibniz und Christian Wolff waren dabei entscheidend. Die Vorliebe der Zürcher Gelehrten für das englische Denken setzte einen bewussten Kontrapunkt gegen das französisch beeinflusste Bern und war auch Gegenstand des bekannten Literaturstreits der Zürcher Johann Jakob Bodmer und Johann Jakob Breitinger mit dem deutschen «Literaturpapst» Johann Christoph Gottsched.
Die Konzentration von bedeutenden Persönlichkeiten des Geisteslebens in Zürich brachte der Stadt eine gewisse Berühmtheit ein. Insbesondere das Wirken des Literaturkritikers und Geschichtsprofessors Johann Jakob Bodmer war dafür verantwortlich. Er war als «Vater der Jünglinge» der Lehrer von zwei Generationen von bedeutenden Philosophen, Kulturschaffenden und Künstlern; unter anderen des Dichters und Malers Salomon Gessner, des Theologen und Physiognomen Johann Caspar Lavater, des Malers Johann Heinrich Füssli und des Pädagogen Johann Heinrich Pestalozzi. Die Verbindung zwischen Bodmer und Jean-Jacques Rousseau trug besonders zur Verbreitung von dessen Philosophie in der Limmatstadt bei. Fast alle Zürcher Geistesgrössen «pilgerten» zum berühmten französischen Philosophen, der im neuenburgischen Môtiers im Exil lebte. Besonders Leonhard Usteri der Älteste (der Grossvater von Leonhard Usteri) pflegte engen Kontakt zu Rousseau, es gelang ihm jedoch nicht, ihn zu einem Umzug an die Limmat zu bewegen. Über die Verbindung zu Usteri gelangte nur das Herbar Rousseaus nach Zürich, das sich heute im Besitz der Zentralbibliothek befindet. Im Bereich der Naturwissenschaften ist der Arzt und Naturforscher Johann Jakob Scheuchzer hervorzuheben.
Auf die Verwaltung und das Staatswesen hatte das neue Gedankengut nur bedingten Einfluss. Der Landvogt von Greifensee und Eglisau, Salomon Landolt setzt zwar ein Beispiel für eine rationale Verwaltung seiner Vogtei, von einem aufgeklärten Absolutismus in Zürich kann jedoch nicht die Rede sein. Ganz im Gegenteil kam es zu einer Erstarrung der veralteten mittelalterlichen Formen und zur Machtkonzentration in den Händen weniger «regimentsfähiger» Familien. Europaweite Beachtung erhielt dafür der Bauer Jakob Gujer, genannt Kleinjogg, aus der Zürcher Landschaft, der unter Anlehnung an physiokratische Theorien eine grundlegende Reform der Landwirtschaft anzuregen versuchte. Seine Ansichten wurden von Hans Caspar Hirzel, der mit allen damaligen Koryphäen der deutschen Literatur in Verbindung stand, einem europaweiten Publikum dargelegt. Bei einem Besuch Klopstocks bei Hirzel kam es zu der in einer bekannten Ode Klopstocks besungenen Bootsfahrt auf dem Zürichsee. Hirzel war 1762 Mitbegründer und erster Vorsteher der Helvetischen Gesellschaft.
Um 1699 verfasste die Bürgersfrau Anna Margaretha Gessner-Kitt ein von Hand geschriebenes Kochbuch mit 470 Rezepten. Das «Kochbuch der Kittin» gibt einen Einblick in den bürgerlichen Speiseplan der Barockzeit, geprägt durch edle Speisen und Gewürze im Überfluss, während sich Tagelöhner dieser Zeit oft von nichts anderem als Brei ernährten. Das «Käse mit Wein-Rezept» ist vermutlich das älteste deutschsprachige Fondue-Rezept.
Die lange Friedensperiode zwischen 1712 und dem Zusammenbruch der Stadtrepublik 1798 erhöhte den materiellen Wohlstand beträchtlich. Insbesondere die Familien, die im Grosshandel mit Seide und Baumwolle tätig waren, profitierten von den weitreichenden Handelsbeziehungen, der stabilen politischen Ordnung und der tiefen Besteuerung. Der grösste politische Skandal der Zeit zeigt gleichzeitig die Grenzen der kulturellen Öffnung auf. Als der Theologe Jakob Heinrich Meister seine religionspsychologische Schrift «De l’origine des principes religieux» veröffentlichte, in der er den Offenbarungsglauben massiv angriff und damit die Gedanken Voltaires aufnahm und weiterentwickelte, wurde er aus dem Herrschaftsgebiet Zürichs verbannt, sein Name aus der Bürgerliste gestrichen und sein Buch durch den Henker verbrannt. Meister erhielt dafür zwar das Lob Voltaires, musste jedoch längere Zeit in Paris im Exil verbringen.
Die politischen Verhältnisse in der Stadtrepublik Zürich waren im 18. Jahrhundert durch Reformwünsche von verschiedenen Seiten geprägt. Die aufstrebende Schicht der Baumwoll- und Seidenfabrikanten konnte sich dank ihrer reichen Geldmittel gegen den Willen der Handwerker der Stadt immer mehr Einfluss in den Räten verschaffen. Auf Druck der Zünfte und der Landbevölkerung kam es deshalb schon 1713 zu einer Verfassungsrevision, die aber mit dem Sechsten Geschworenen Brief nur geringfügige Änderungen brachte: Der Einfluss der Geldaristokratie wurde etwas eingedämmt, aber die Grundzinsen und Zehnten wurden nicht abgeschafft. Der Rat regierte danach immer selbstherrlicher und absolutistischer über die Bürger der Stadt hinweg. 1777 schloss er mit Frankreich ein Bündnis, ohne überhaupt die Bürgergemeinde zu befragen.
Auf der Landschaft wurde das Regiment der Stadt durch zahlreiche Mandate wirksam, die bis in alle Einzelheiten das religiöse und sittliche Leben der Untertanen regelten. Weiter wachten die städtischen Behörden streng über das Monopol der Stadt auf wirtschaftlichem Gebiet: Die Ausübung aller Handwerke, die nicht dem alltäglichen Bedürfnisse der Landbevölkerung, sondern der Fabrikation von Luxus- oder Exportgütern dienten, waren streng verboten. Auch jegliche Betätigung im Aussenhandel war den Bürgern der Stadt vorbehalten. Arbeit brachte lediglich das Verlagssystem, bei dem reiche Stadtbürger, die sogenannten Verleger, Tausende von Handwerkern der Landschaft in Heimarbeit Rohprodukte verarbeiten liessen. Die Veredelung der hergestellten Güter, vor allem Seide und Baumwolle, und der Verkauf waren aber den städtischen Herren vorbehalten. Trotzdem brachte das Verlagssystem insbesondere den Gemeinden am Zürichsee, im Oberland und im Freien Amt gewissen Wohlstand und liess eine gebildete Oberschicht in der Landschaft entstehen, die nach Gleichberechtigung mit den Stadtbürgern strebte.
Nach der Französischen Revolution (1789) gelangte die ländliche Oberschicht mit Bittschriften an den städtischen Rat. Sie forderte eine Verfassung für die Landschaft, die Beseitigung des wirtschaftlichen Monopols der Stadt, die Abschaffung der Feudallasten sowie bessere Bildungs- und Karrieremöglichkeiten. Diese Bittschriften fielen jedoch nicht auf fruchtbaren Boden: Als beispielsweise 1794 das sogenannte Stäfner Memorial verfasst wurde, liess der Rat die Führer der Bewegung verhaften und verurteilen, noch bevor die Bittschrift der Regierung überhaupt vorgelegt werden konnte. Die Auseinandersetzung um diese Vorkommnisse, der Stäfner Handel, mobilisierte die gesamte Landschaft und auch die Stadt, wo ein kleiner Teil von aufgeklärten Bürgern Reformen nach französischem Vorbild verlangten. Die Erregung in der Bevölkerung nahm nicht mehr ab und als 1798 die Franzosen von Westen her in die Alte Eidgenossenschaft einmarschierten, wurde die alte Ordnung gestürzt. Der aus der Verbannung zurückgekehrte radikale Führer der Landschaft, der Stäfner Johann Kaspar Pfenninger, erzwang den Rücktritt des Rates. Eine mehrheitlich aus Vertretern der Landschaft zusammengesetzte Landeskommission wurde einberufen, um eine Verfassung für Zürich auszuarbeiten. Bevor sie ihre Arbeit beenden konnte, mussten sich Zürich und seine Landschaft am 29. März 1798 der von Frankreich diktierten helvetischen Verfassung unterwerfen. Damit hörte die Republik Zürich auf zu existieren. Ihr Gebiet wurde als Kanton Zürich zu einem Verwaltungsbezirk der Helvetischen Republik.

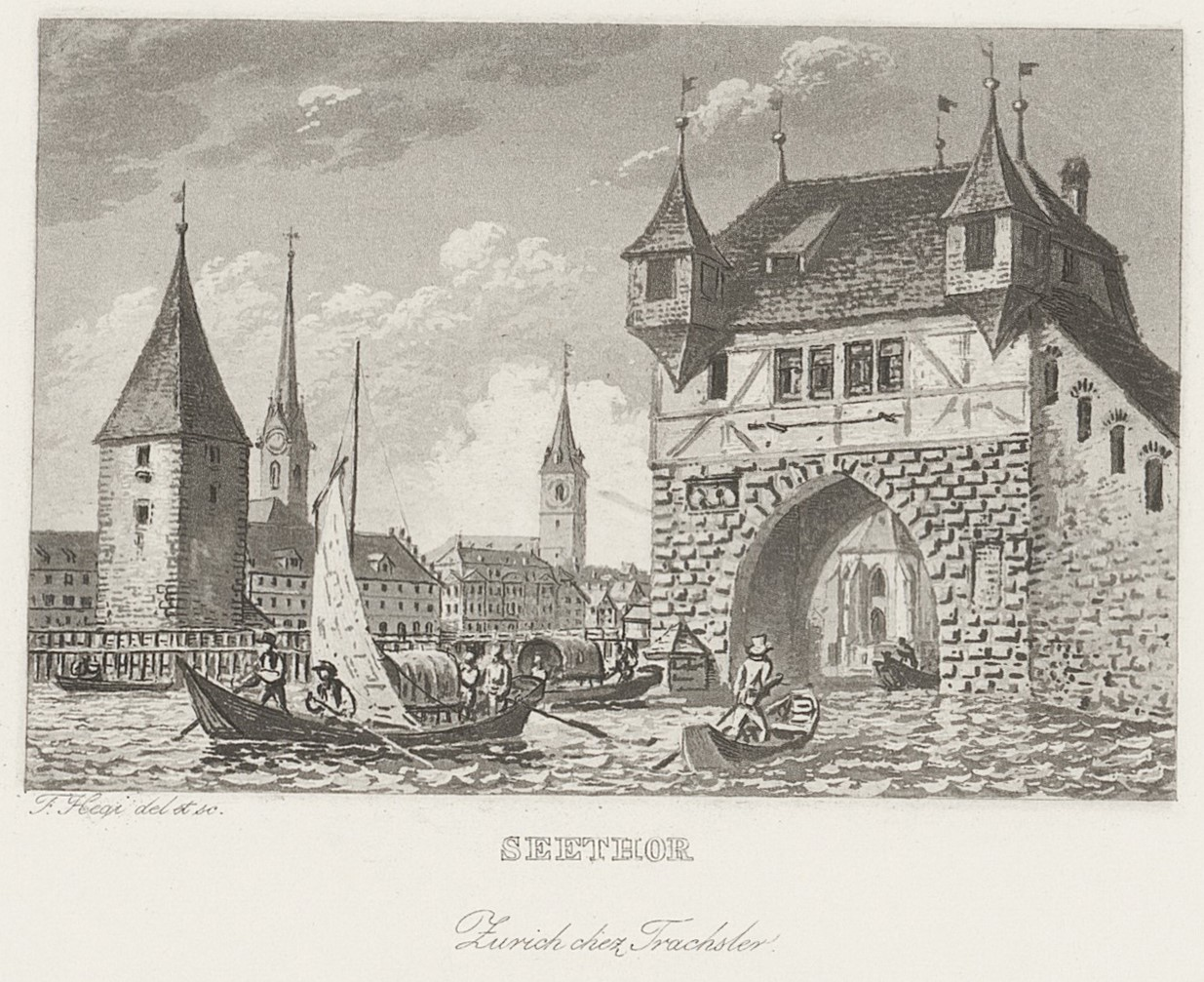
Grendeltor von Franz Hegi vom See her gesehen, 1840
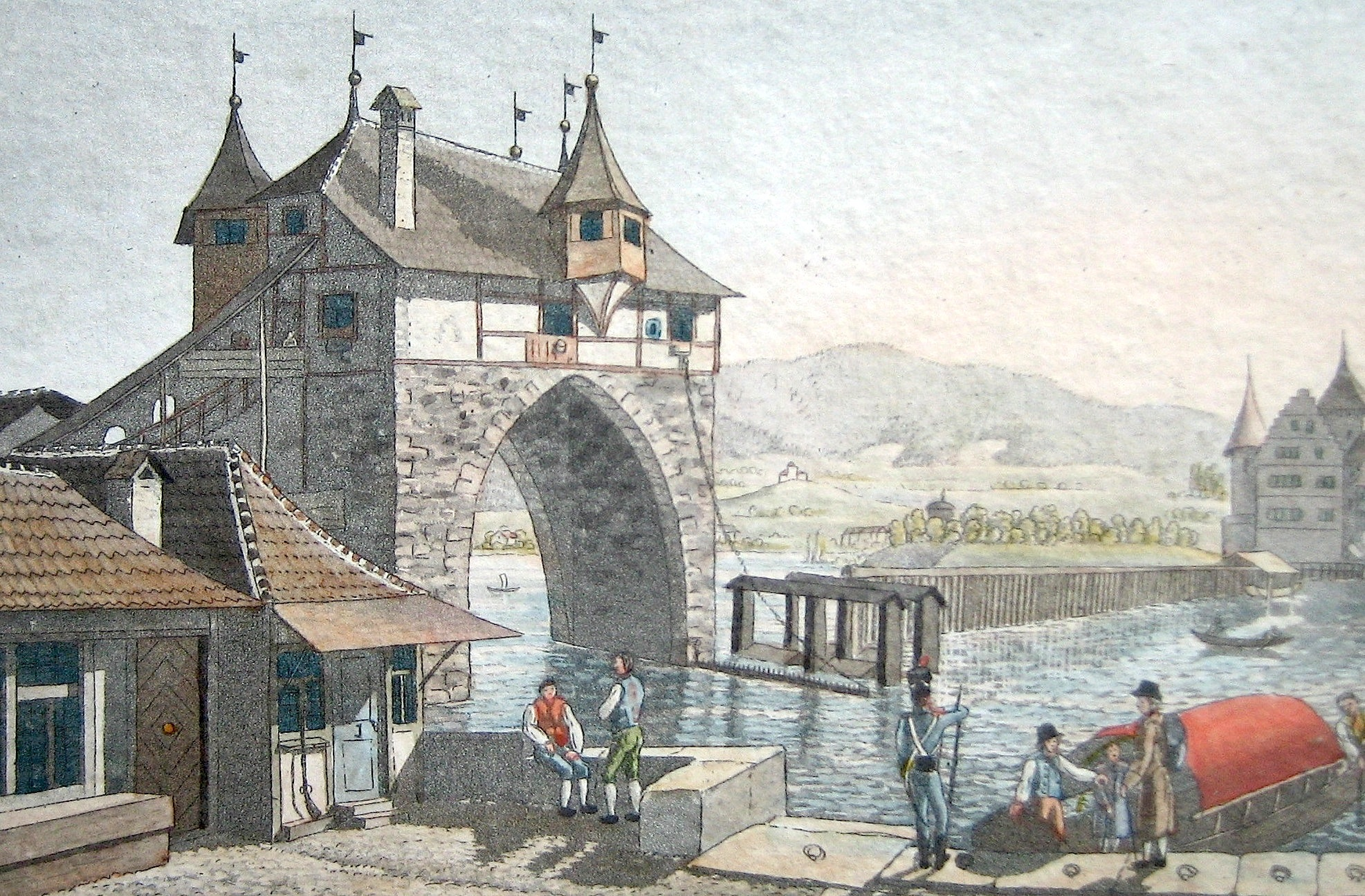
Grendeltor um 1820 Rechts das Ravelin «Kratz». Kupferstich von Hans Jakob Kull
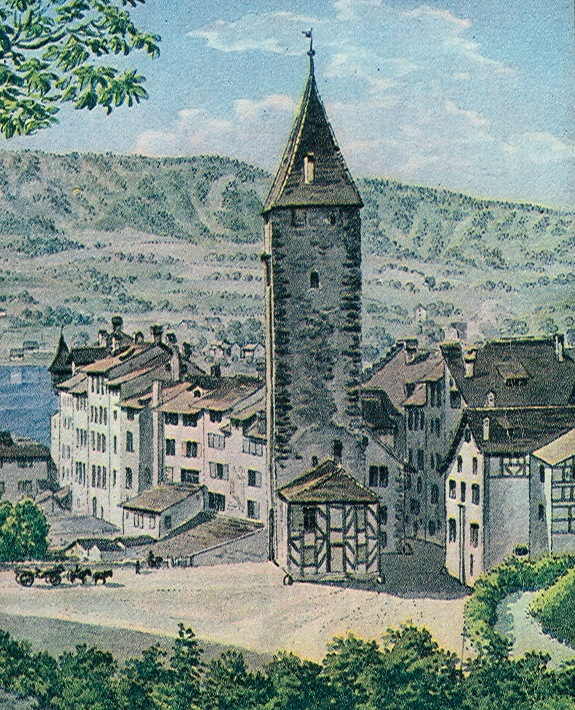
Das Oberdorftor ca. 1800
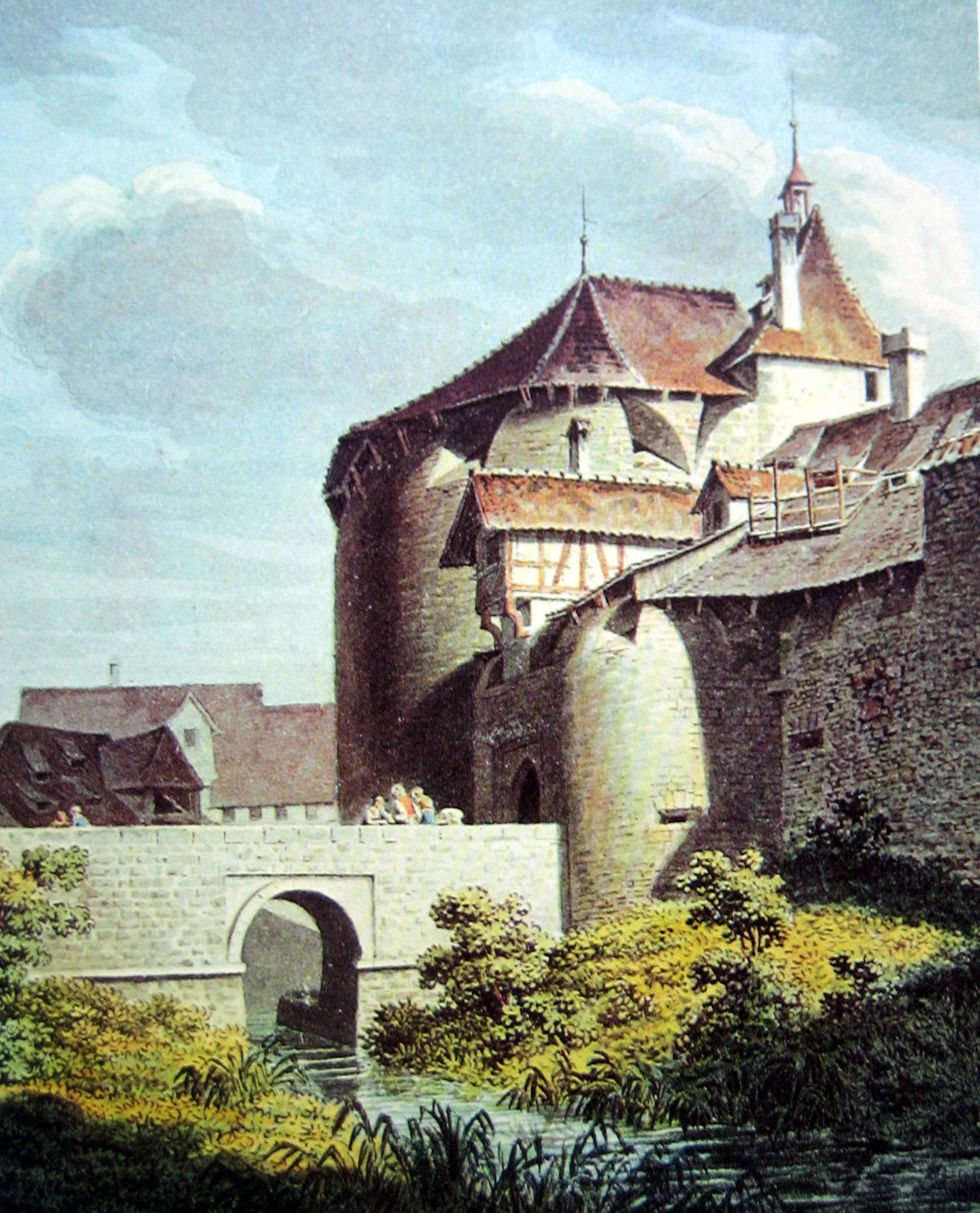
Die Bastion beim Rennwegtor ca. 1800
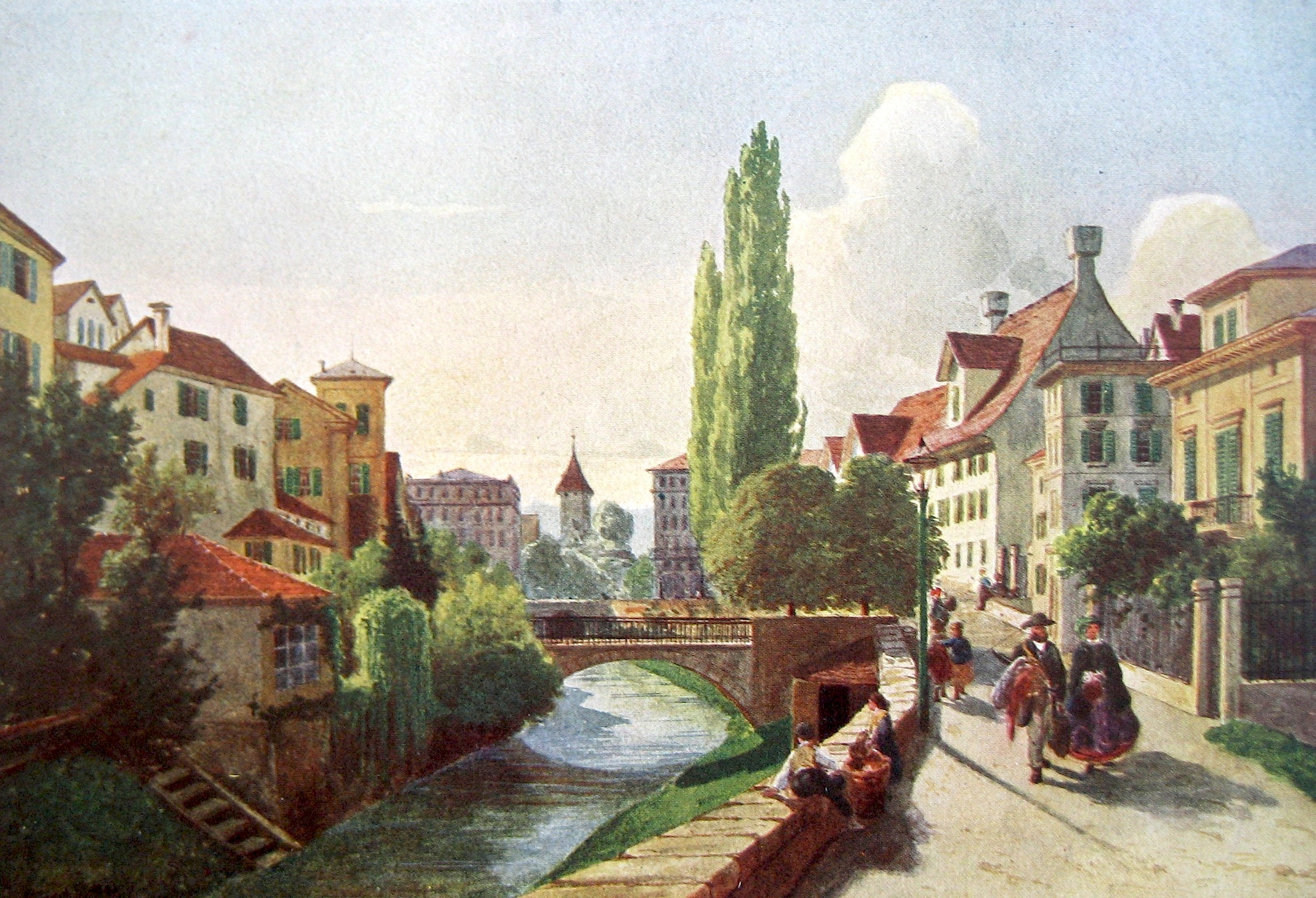
Der Fröschengraben 1860 auf einer Zeichnung von Carl Toechi
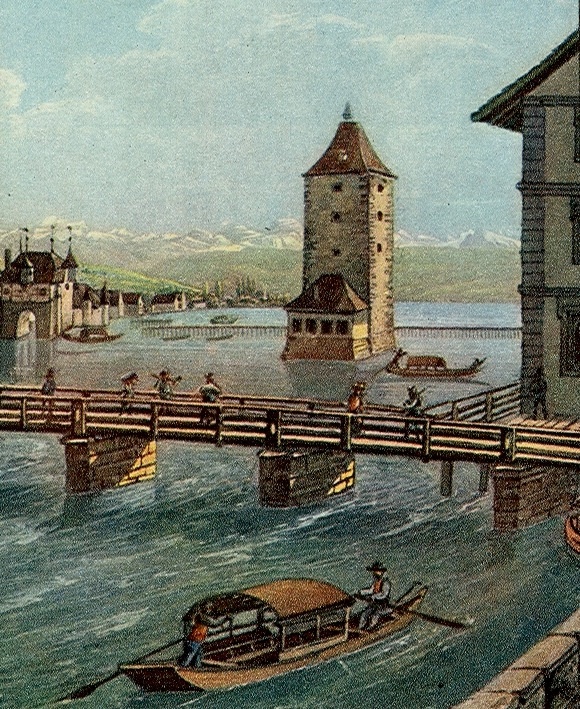
Der Wellenbergturm und die alte Münsterbrücke ca. 1800
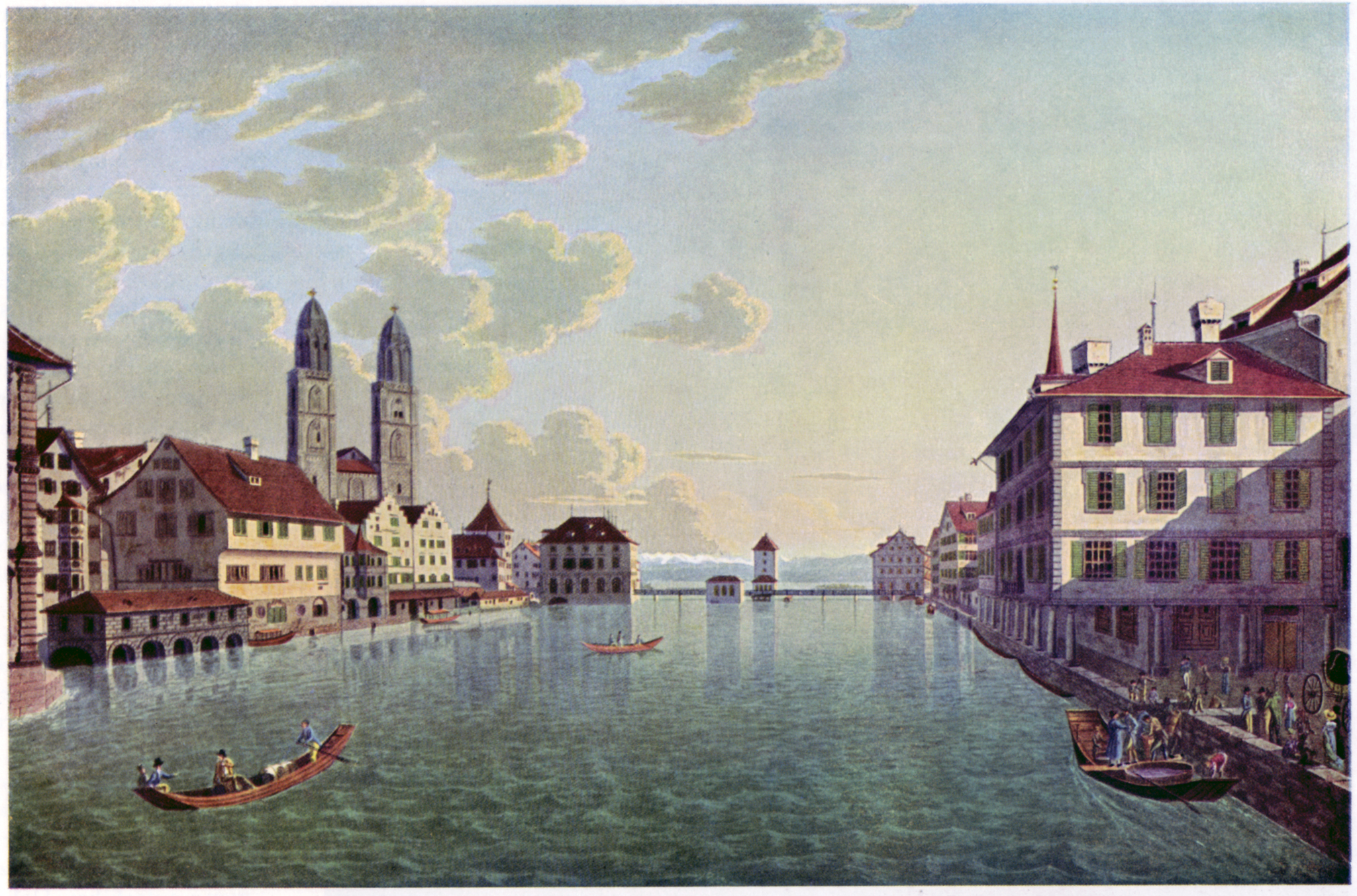
Blick von der Rathausbrücke in Richtung See um 1835, Conrad Caspar Rordorf

## Zürich in der Helvetischen Republik (1798–1803) und der Mediation (1803–1815)

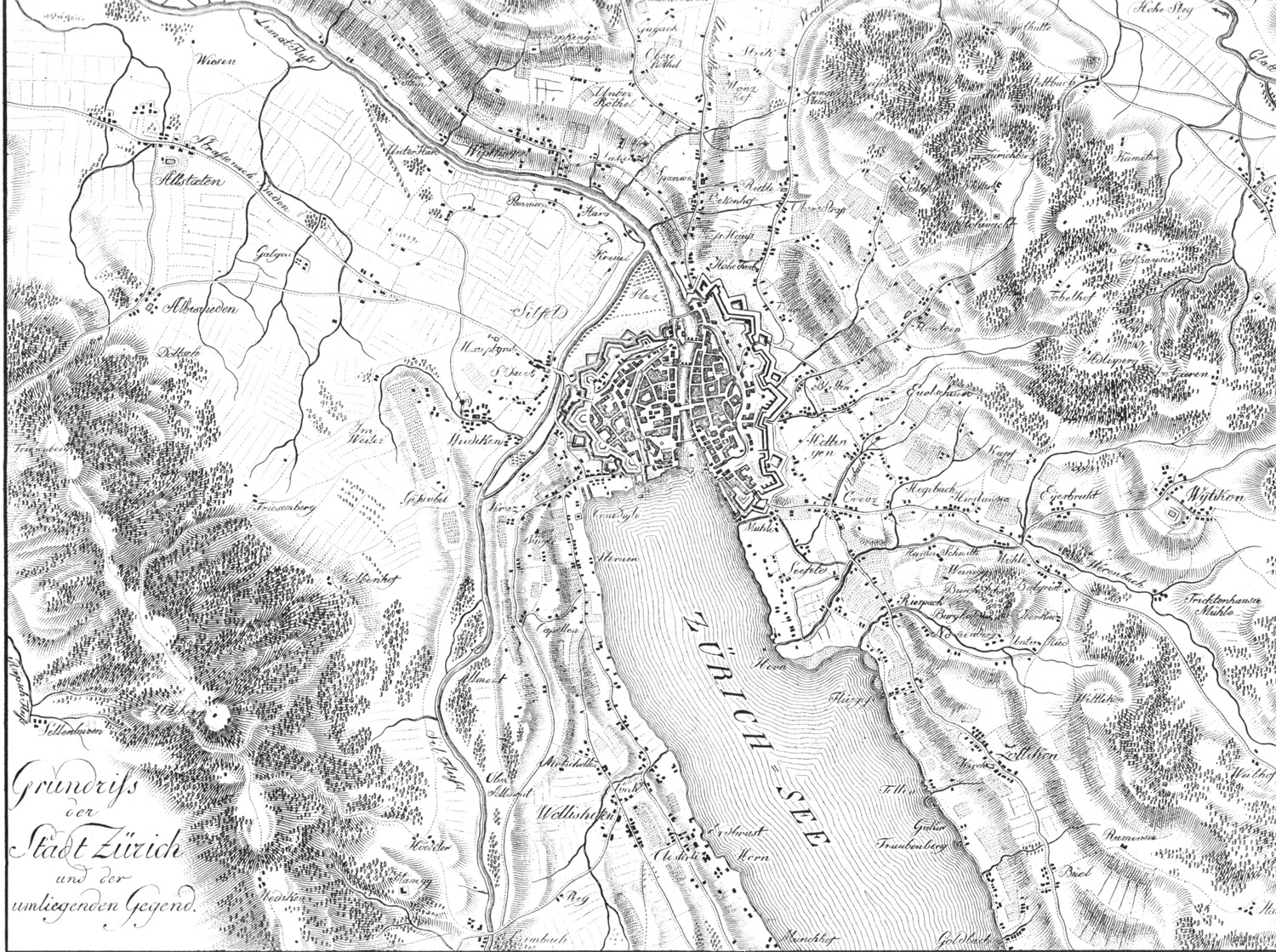
Zürich auf einer Karte im Jahr 1800

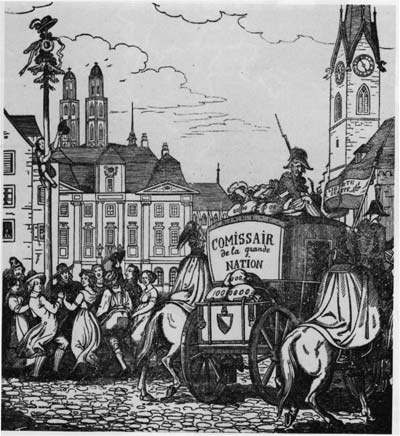
Karikatur auf die Helvetik in Zürich

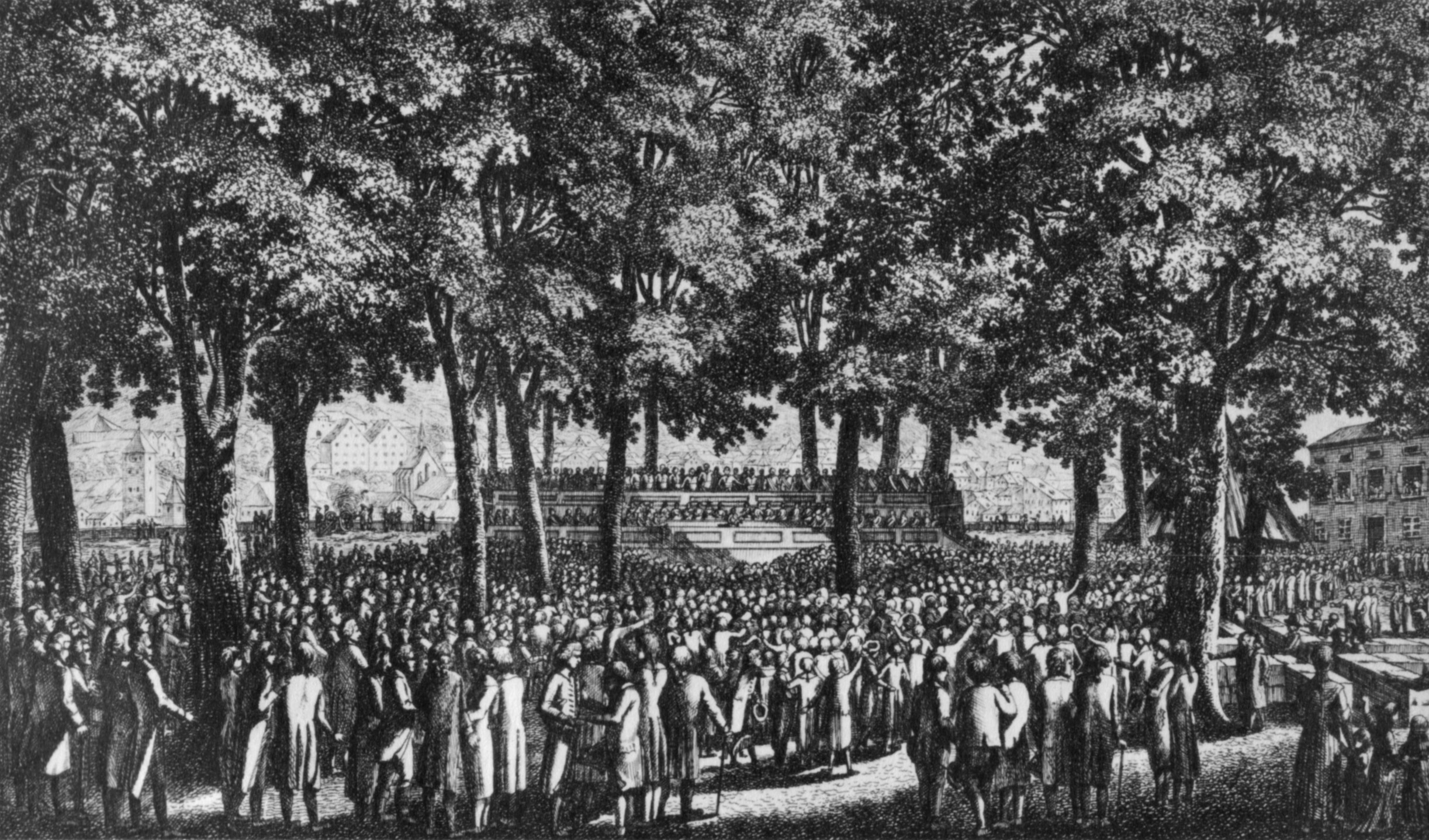
Die Zürcher Bevölkerung schwört den Bürgereid auf die Helvetische Verfassung, 1798

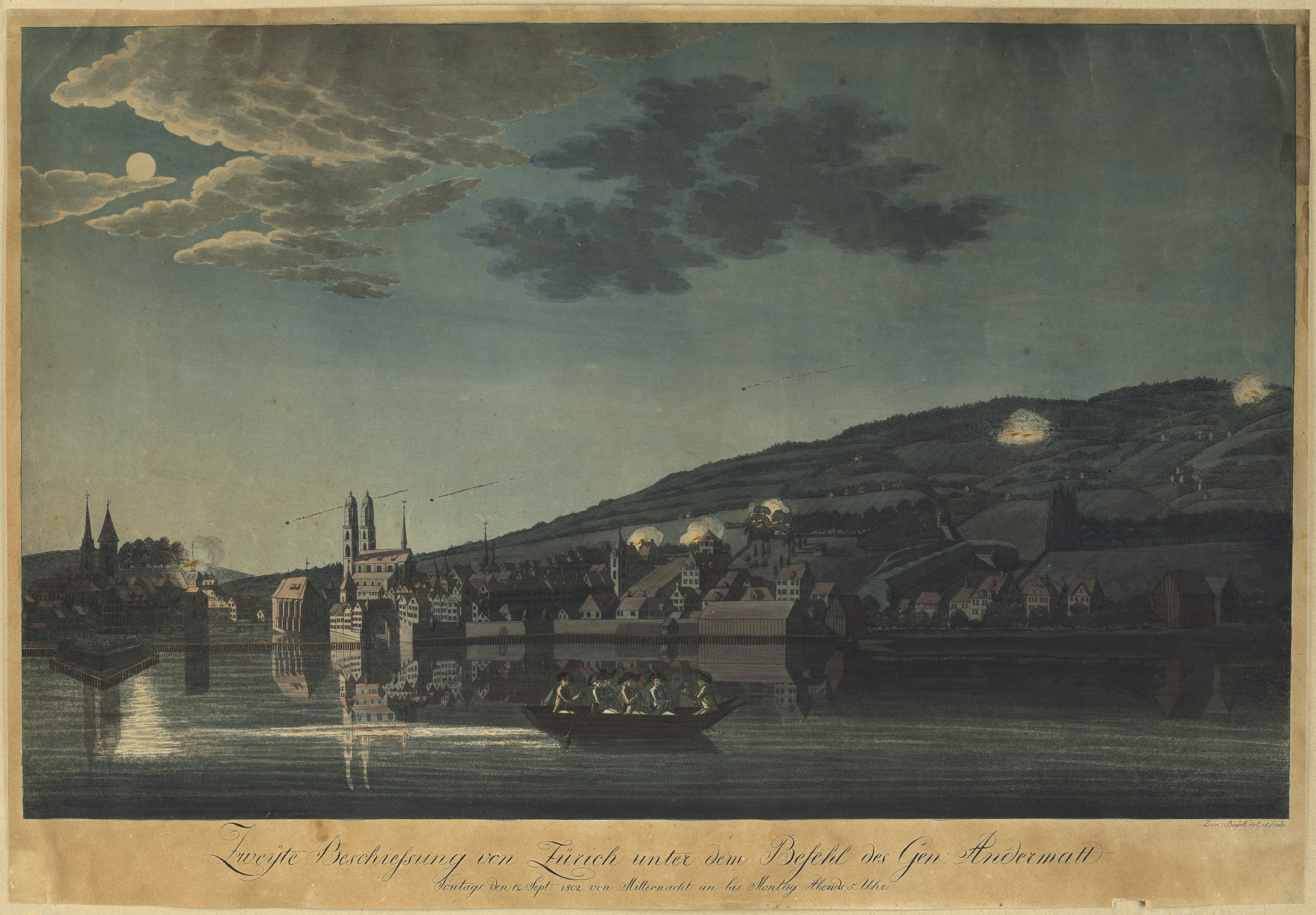
Die zweite Beschiessung der Stadt Zürich in der Nacht vom 12. auf den 13. September 1802 während des Stecklikriegs, Ansicht vom Zürichsee auf die Innenstadt und das rechtsseitige Seeufer, rechts der Zürichberg

Die Helvetische Revolution beendete die Verwaltungseinheit von Stadt und Kanton Zürich. Mit der Annahme der Helvetischen Verfassung am 29. März 1798 unterzog sich Zürich der neuen Rechtsordnung und wählte am 26. April die Munizipalität (Stadtbehörde) von Zürich, einen Tag später wurde die Stadt kampflos von französischen Truppen besetzt.
Während der Koalitionskriege kam es 1799 zwischen französischen und österreichisch-russischen Armeen zweimal zu Kämpfen in der Umgebung Zürichs. In der Ersten Schlacht bei Zürich am 4. Juni 1799 wurde die Stadt von österreichischen Truppen besetzt. Die Zweite Schlacht bei Zürich am 25./26. September 1799 brachte den Franzosen den Sieg. Die wohlhabenden Familien Zürichs mussten zur «Befreiung» durch Frankreich erhebliche Summen beitragen und verloren durch die Aufhebung der Feudallasten lukrative Einkommensquellen. Die einfache Bevölkerung war durch die Einquartierungen und Requirierungen der durchziehenden Armeen betroffen. Da auch Handel und Wirtschaft unter den Wirren erheblich litten, war die helvetische Behörde in Zürich fast nur damit beschäftigt, den finanziellen Ruin des neuen Kantons abzuwenden und neues Geld aufzutreiben. Bei einem allfälligen Sieg der anti-französischen Koalition drohte zudem die Rückkehr der alten aristokratischen Regierung. Eine erste Volkszählung in der Helvetischen Republik ergibt für Zürich im Jahr 1800 eine Zahl von rund 10'000 Einwohnern.
Die Wirren in der Regierung der Helvetischen Republik wirkten sich zudem auf die Kantone aus: Zwischen 1800 und 1802 kam es zu einer Reihe von Staatsstreichen innerhalb des helvetischen Direktoriums, bei denen jeweils eine radikal-revolutionär und unitarisch gesinnte Regierung eine konservative, föderale ablöste und umgekehrt. Nach dem Abzug der französischen Truppen im Juli 1802 siegte in Zürich die konservative Partei. Die helvetische Regierung versuchte während des Stecklikrieges vergeblich, durch eine Belagerung und Beschiessung Zürichs im September 1802 die Stadt wieder zum Gehorsam zu zwingen – erst ein neuerlicher Einmarsch der Franzosen in die Stadt beendete die Wirren.
Durch die Mediationsverfassung wurde der Kanton Zürich als politische Einheit wiederhergestellt. Die Kantonsverfassung von 1803 gewährte der Stadt politische Vorrechte (Grosser Rat: 11'000 Stadtbewohner bestimmten 75 Grossräte, 182'000 Landbewohner 120 Grossräte; Kleiner Rat: 15 Vertreter von Zürich, 2 Vertreter von Winterthur, 8 Vertreter der Landschaft). Mit der neuen Verfassung wurde auch die Stadtgemeinde Zürich gegründet. Am 25. Juni 1803 konstituierte sich erstmals der 15-köpfige Stadtrat. Bei der Ausscheidung der Vermögen von Stadt und Kanton erhielt die Stadt mit der Aussteuerungsurkunde vom 1. September 1803 vom Kanton die Güter des Fraumünsteramtes, den Sihlwald, den Adlisberg und die Hard sowie Vermögenswerte. In der Landbevölkerung erregte die teilweise Wiedereinführung der alten Ordnung, besonders der Grundzinsen und Zehnten Unmut, der sich im Bockenkrieg Luft machte. Dieser Aufstand konnte nur dank einer eidgenössischen Militärintervention niedergeschlagen werden. Die konservative Wende wurde auch durch die Wiedereinführung des Zunftzwangs besiegelt. Gleichzeitig beginnt die Industrialisierung Zürichs mit der Gründung der ersten mechanischen Baumwollspinnerei mit angegliederter Maschinenfabrik in der Neumühle vor der Niederdorfporte durch Hans Kaspar Escher.
Innerhalb der Schweiz war Zürich durch die Mediationsverfassung ein Vorort der Schweiz geworden, wodurch der Zürcher Bürgermeister der Mediationszeit, Hans von Reinhart, zweimal den Titel «Landammann der Schweiz» führte und die Eidgenossenschaft und Zürich bei wichtigen Ereignissen der Zeit, so der Kaiserkrönung Napoleons oder dem Wiener Kongress vertreten durfte.
1807 gestattete der kleine Rat erstmals seit der Reformation wieder eine katholische Gemeinde in Zürich.

## Restauration und Regeneration 1815–1839: Das Ende der städtischen Vorherrschaft im Kanton

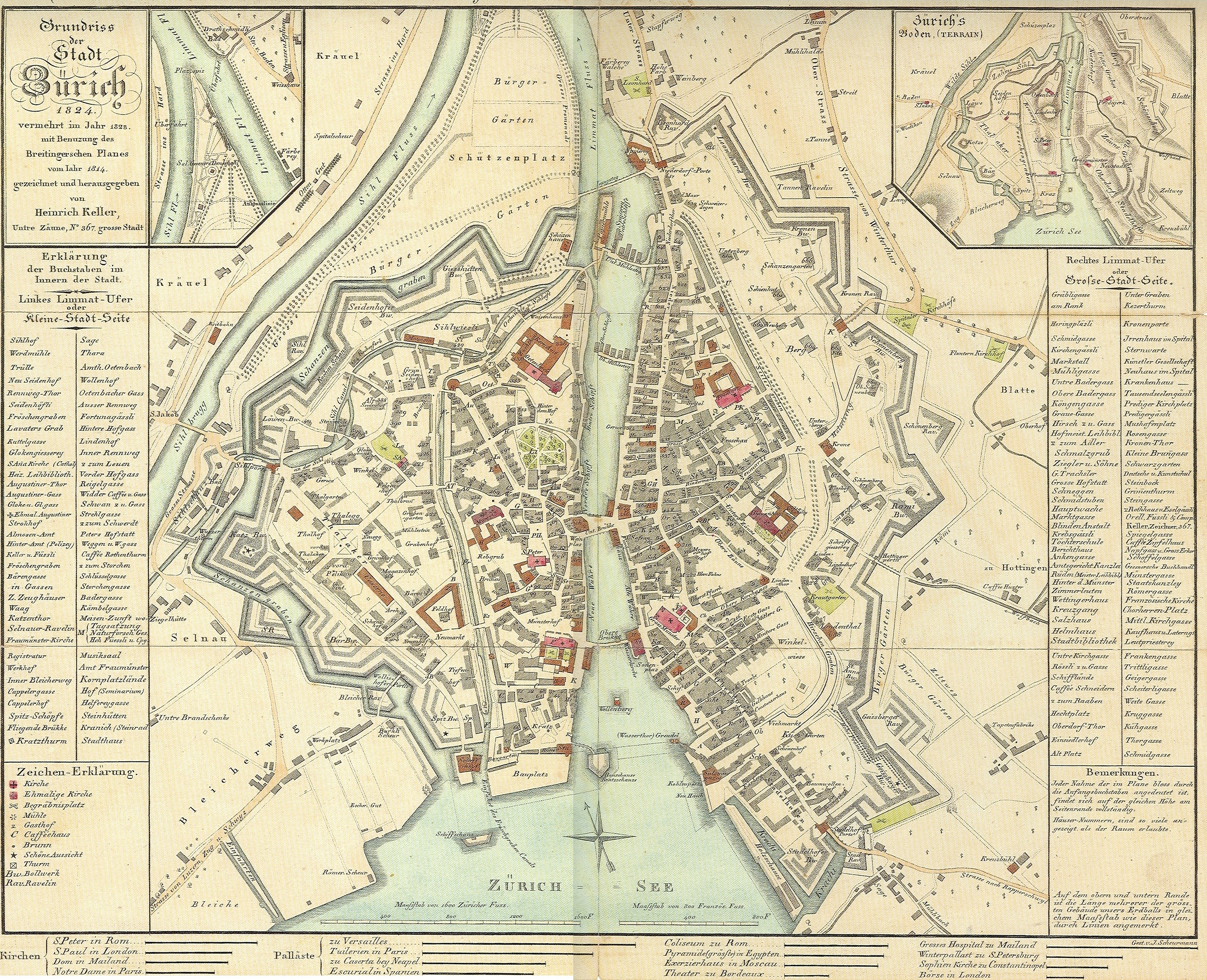
Plan der Stadt Zürich 1824 von Heinrich Keller

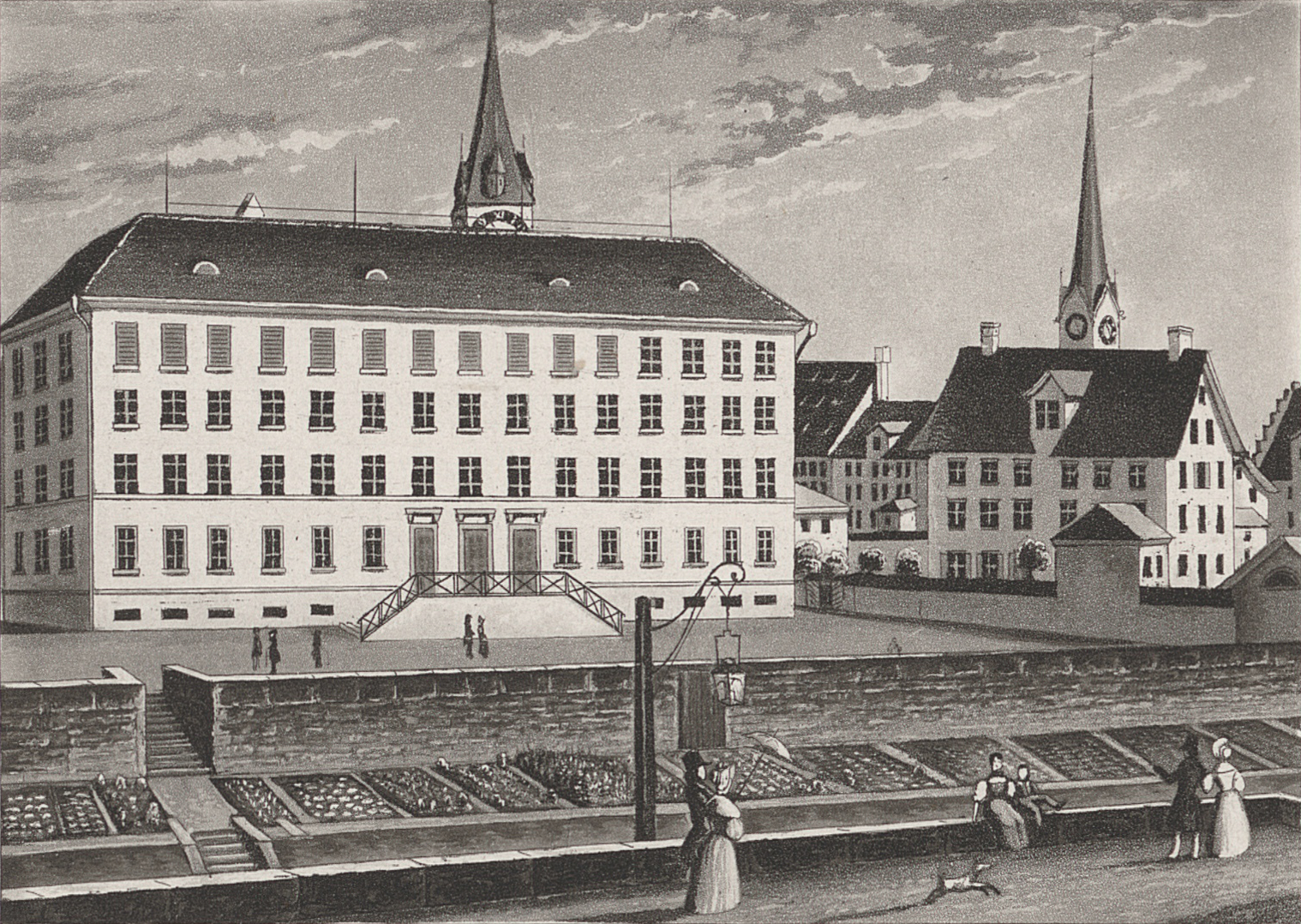
Das erste Gebäude der Universität Zürich am Fröschengraben 1838

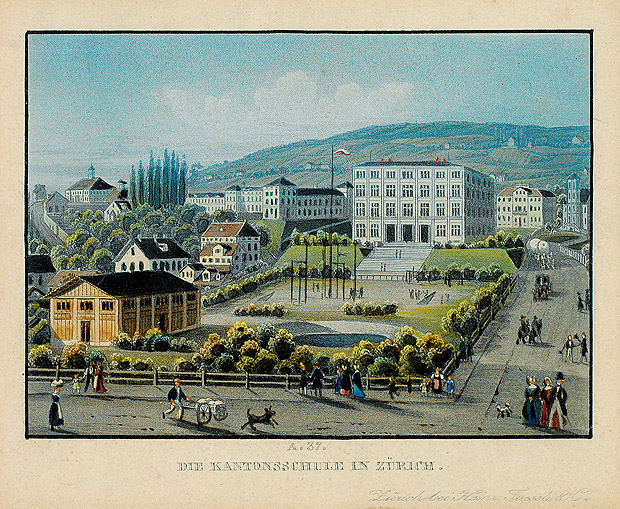
Die «Alte» Kantonsschule an der Rämistrasse

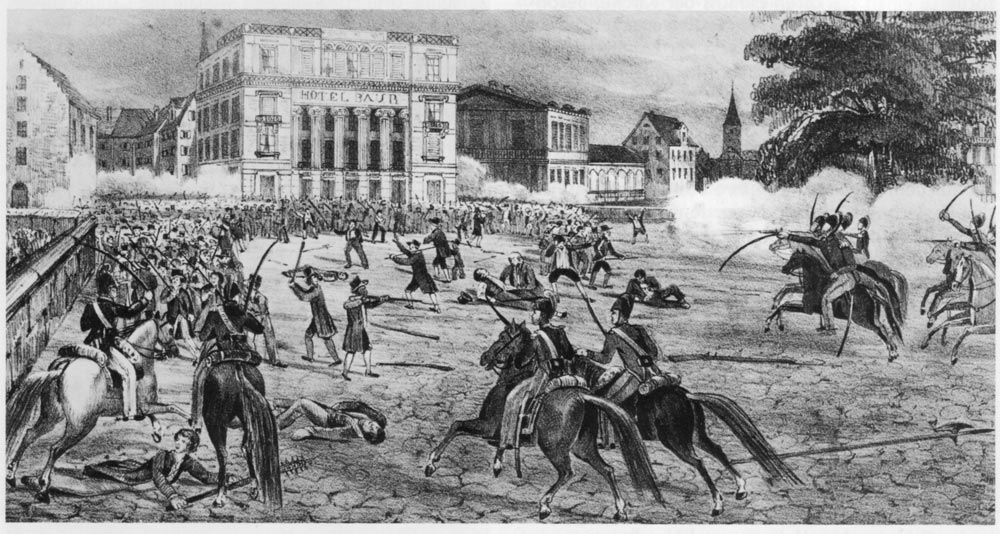
Kämpfe auf dem Paradeplatz während des Züriputschs 1839

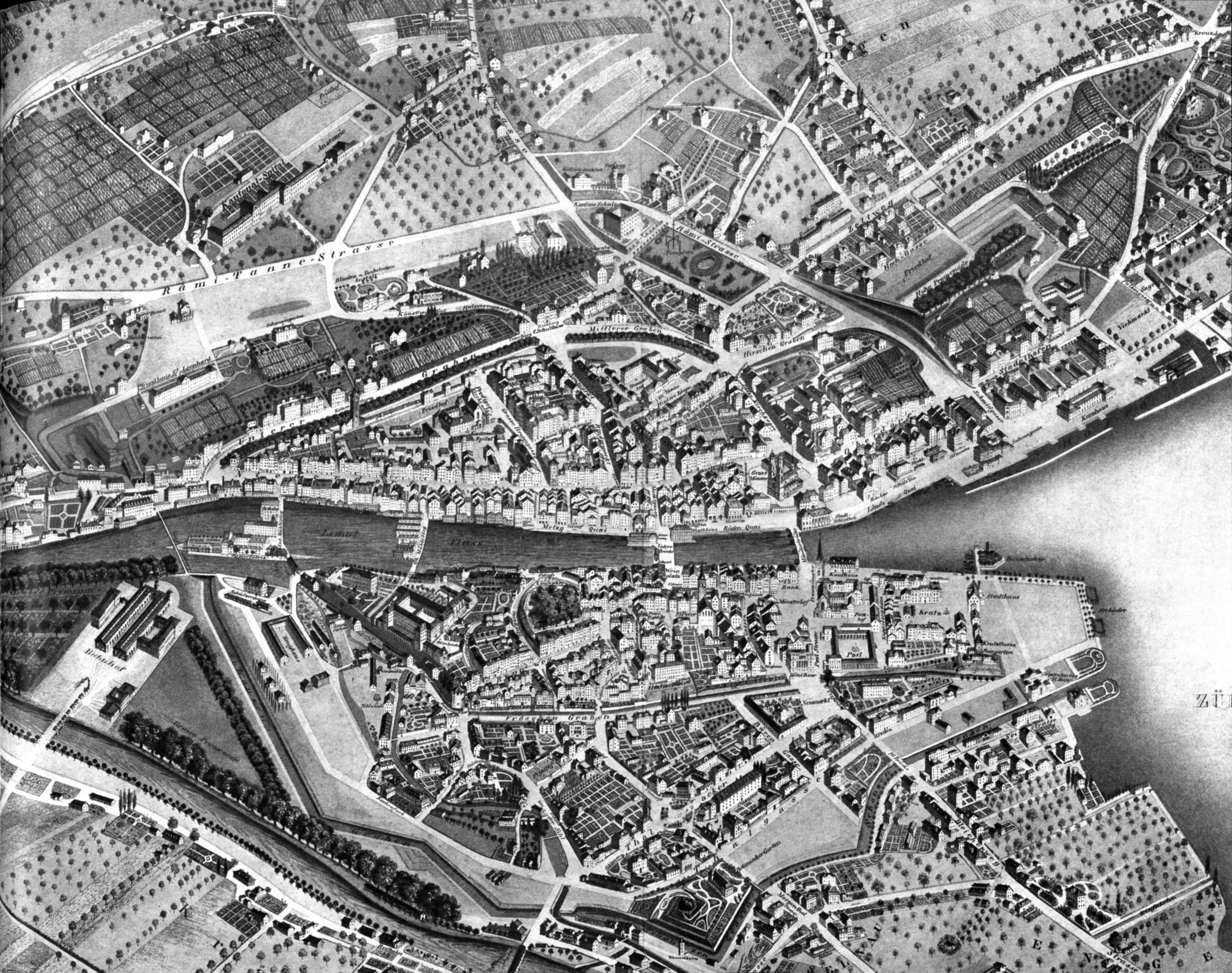
Zürich nach der Schleifung der Schanzen mit dem ersten Bahnhof, Auszug aus dem «Malerischen Plan der Stadt Zürich und ihrer Umgebung», 1850

Nach dem Sturz Napoleons gab sich Zürich, dessen Regierung immer noch auch diejenige des Kantons war, eine neue Verfassung. Die politische Gleichheit der Landschaft mit der Stadt blieb zwar theoretisch erhalten, praktisch waren jedoch zwei Drittel des Grossen Rates mit Stadtbürgern besetzt. In leitenden Funktionen fand sich nun eine neue Schicht von vermögenden, aristokratischen städtischen Grossbürgern, die eine unangefochtene Vorrangstellung in Regierung, Justiz und Verwaltung innehielt und auch die Kirchenhierarchie über das Wahlrecht kontrollierte. Die Landschaft erreichte nun zwar endgültig die wirtschaftliche Gleichberechtigung mit der Stadt, die Zunftverfassung blieb aber bestehen und wurde einfach auf die Handwerker in den Landstädten und Dörfern ausgedehnt. Es erfolgte eine Einteilung der Landschaft in Bezirke, die von Oberamtmännern verwaltet wurden, die wie ehemals die Landvögte richterliche und ausführende Gewalt in einer Hand vereinten und auch ihren Amtssitz in den Schlössern der Landvögte hatten.
Die Bauern der Landschaft waren mit der neuen Verfassung am wenigsten zufrieden, da die Abgaben auf ihren Gütern bestehen blieben und nun zu einer Haupteinnahmequelle des Staates wurden. Die städtisch beherrschte Regierung bedeutete für die Landschaft weitere Nachteile. Die Regierung verschleppte zum Beispiel den dringenden Ausbau der Infrastruktur der sich stark industrialisierenden Landschaft, weil dadurch der Konkurrenzdruck auf die städtischen Betriebe abgeschwächt werden konnte. Überhaupt war der Mangel an Innovation und Initiative die grösste Schwäche der konservativen Regierung, die sich nach Karl Dändliker eines «an Stagnation schleifenden Schlendrians» befleissigt habe. Die bäuerliche Opposition wurde somit noch mit den ländlichen Fabrikanten verstärkt, die eine zeitgemässere Wirtschaftsordnung wünschten. Zusammen mit liberalen Stadtzürcher Politikern wie Paul Usteri und Ludwig Meyer von Knonau forderte die bäuerliche Opposition eine moderne Regierung mit Gewaltenteilung, Wirtschaftsfreiheit, Volkssouveränität und Abschaffung der Zehnten und Grundzinsen. Zentrum der liberalen Opposition war das Politische Institut in Zürich, das 1807 von Meyer und Usteri als erste juristische Hochschule der Stadt gegründet worden war, ihre Sprachrohre waren die Neue Zürcher Zeitung und der Schweizerische Beobachter. Beide Blätter feierten den Unabhängigkeitskampf der Griechen, berichteten über den Vormarsch liberaler Ideen im Ausland und kommentierten die konservative Politik in Deutschland kritisch. 1829 erzwang die Opposition in einem günstigen Moment die Pressefreiheit, als nach dem Skandal um den Zusammenbruch der Bank Finsler der konservative Staatsrat Hans Konrad Finsler zurücktreten musste. Die gesetzgeberische Initiative ging nun wieder vom Staatsrat an den Grossen Rat über.
Die Berichterstattung der von der Zensur befreiten Zeitungen über die Julirevolution in Paris 1830 förderte die revolutionäre Stimmung in Zürichs Landschaft wieder kräftig. Die Initiative zur Reform ging von den Seegemeinden aus, die den aus Deutschland geflüchteten liberalen Juristen Ludwig Snell veranlassten in der «Küsnachter Denkschrift» einen liberalen Verfassungsentwurf vorzulegen. Nach der Volksversammlung in Uster am 22. September 1830 (Ustertag) beschloss die Regierung, einer Revolution zuvorzukommen und eine neue Verfassung ausarbeiten zu lassen. Die verfassungsgebende Versammlung lehnte sich eng an Snells Entwurf an und legte 1831 eine Verfassung vor, die liberale Kernforderungen verwirklichte. Zürich wurde zum «Freystaat mit repräsentativer Verfassung» und war als liberaler Musterstaat Vorbild für die liberalen in ganz Westeuropa. Das Prinzip der Volkssouveränität wurde festgesetzt, wenn auch nur indirekt, indem der Grosse Rat als Stellvertreter des Volkes die Regierung ausübte. Weiter wurde Gewaltenteilung und die Abschaffung der Zehnten, indirekte Steuern und die politische Gleichheit aller Kantonsbürger festgeschrieben und der Zunftzwang abgeschafft. Die politische Vorherrschaft der Stadt wurde gebrochen, indem nun zwei Drittel der Sitze im Grossen Rat der Landschaft zustanden.
Das Bildungswesen wurde durch das liberale Bildungsgesetz von 1832 ebenfalls gründlich umgestaltet: Zur Säkularisierung der Volksschule wurde ein Lehrerseminar in Küsnacht gegründet und als Krönung der Reform 1833 auf Initiative von Johann Caspar von Orelli und Friedrich Ludwig Keller die Universität Zürich ins Leben gerufen. Sie nahm ihren ersten Sitz in den Gebäuden des ehemaligen Augustinerklosters am Fröschengraben. Als Mittelstufe zwischen Volksschule und Universität wurde 1832 die Kantonsschule gegründet, die für Knaben zwei Ausbildungsgänge anbot, das Gymnasium und die Industrieschule. Die Ausbildung der Mädchen blieb den Gemeinden überlassen. Die Stadt Zürich baute deshalb die Töchterschule, die sie 1803 übernommen und 1832 in eine Mädchensekundarschule umgestaltet hatte, immer weiter aus, so dass sie ab 1875 als «Höhere Töchterschule» eine städtisch finanzierte Parallelausbildung zur Kantonsschule für Männer darstellte. Die als «Töchti» bekannte städtische Institution nahm grosszügigerweise immer mehr Mädchen aus Gemeinden ausserhalb der Stadtgrenzen auf, so dass diese schliesslich mehr als die Hälfte der Schülerinnen stellten. Gustav Albert Wegmann baute 1839–1842 bzw. 1850–1853 für die Kantonsschule und für die Höhere Töchterschule an der Rämistrasse bzw. beim Grossmünster zwei Schulhäuser, die bis heute erhalten sind. Während die Universität Zürich 1864 europaweit relativ früh ihre Pforten für Frauen öffnete, blieb die Kantonsschule mit der Ausnahme des Jahres 1920 bis zur Übernahme der Töchterschule durch den Kanton Zürich 1976 eine reine Männerschule.
Das sichtbare Ende der städtischen Vorherrschaft war die am 30. Januar 1833 von der neuen Regierung beschlossene Schleifung der Zürcher Stadtbefestigung. Damit sollte die Scheidung von Stadt und Land für alle sichtbar beendet werden. Die Stadt verlor aber auch die Möglichkeit, sich gegen eine Erhebung der Landschaft zu wehren. Natürlich wurde dadurch auch der Verkehr zwischen dem wirtschaftlichen Zentrum des Kantons und der Landschaft bedeutend erleichtert. Die Schleifung der Schanzen begann am 16. Juli 1833 und endete 1903 mit dem Abbruch des Ötenbachbollwerkes in der Nähe des heutigen Hauptbahnhofs. Im Unterschied zu vielen anderen Schweizer Städten hat sich in Zürich kein Turm der mittelalterlichen Stadtbefestigung erhalten. Einzig unbedeutende Reste der Befestigungen können noch besichtigt werden. Die neue Kantonsregierung bestand darauf, dass der Kantonsrat weiter im alten Rathaus der Stadt seinen Sitz haben sollte. Dessen Inbesitznahme durch eine von der Landschaft dominierte Regierung galt wie die Schleifung der Stadtmauern als wichtiges Symbol des Endes der städtischen Vormachtstellung. Der Vorsitzende der Zürcher Regierung führte noch bis zur Verfassungsänderung von 1869 den Titel «Amtsbürgermeister von Zürich», während die Stadtverwaltung seit 1803 von einem Stadtpräsidenten geleitet wird. Die Stadtverwaltung zog vom Rathaus in das ehemalige städtische Bauhaus und in den Kappelerhof um, die beide die Bezeichnung «Stadthaus» erhielten.
Die rasche Modernisierung des Kantons Zürich erregte schnell Widerstände im ganzen Kanton: Das städtische Kleingewerbe sah sich nach der Einführung der Handels- und Gewerbefreiheit durch die wirtschaftliche Gleichberechtigung der Landschaft bedroht; die Heimarbeiter und Handwerker der Landschaft sahen die radikale Regierung als verantwortlich für die Bedrohung der Hand- und Heimarbeit durch Fabriken und Maschinen; die Pfarrer und religiöse Kreise sahen den Bestand des reformierten Glauben durch die Säkularisierung der Volksschule untergraben, denn bisher unterstand das Unterrichtswesen der reformierten Kirche. Über die Berufung des Reformtheologen David Friedrich Strauss an die theologische Fakultät der Universität Zürich (Straussenhandel) kam es im Frühjahr 1839 zu einer Sammlung der konservativen Opposition. Obschon die Regierung die Berufung von Strauss widerrief, hielt die Erregung an. Angespornt durch das Gerücht, es seien bereits Hilfstruppen aus dem ebenfalls radikal-liberalen Bern im Anzug, um die Landschaft zu unterwerfen, wurde die Stadt am 5./6. September 1839 durch einen bewaffneten Haufen aus der Landschaft gestürmt. Nach chaotischen Strassengefechten im Fraumünsterquartier ging die Macht an eine konservative Regierung über. Friedrich Ludwig Keller, der Führer der radikal-liberalen Partei (Züriputsch) ging ins Exil nach Preussen.

## Das liberale Zürich im 19. Jahrhundert

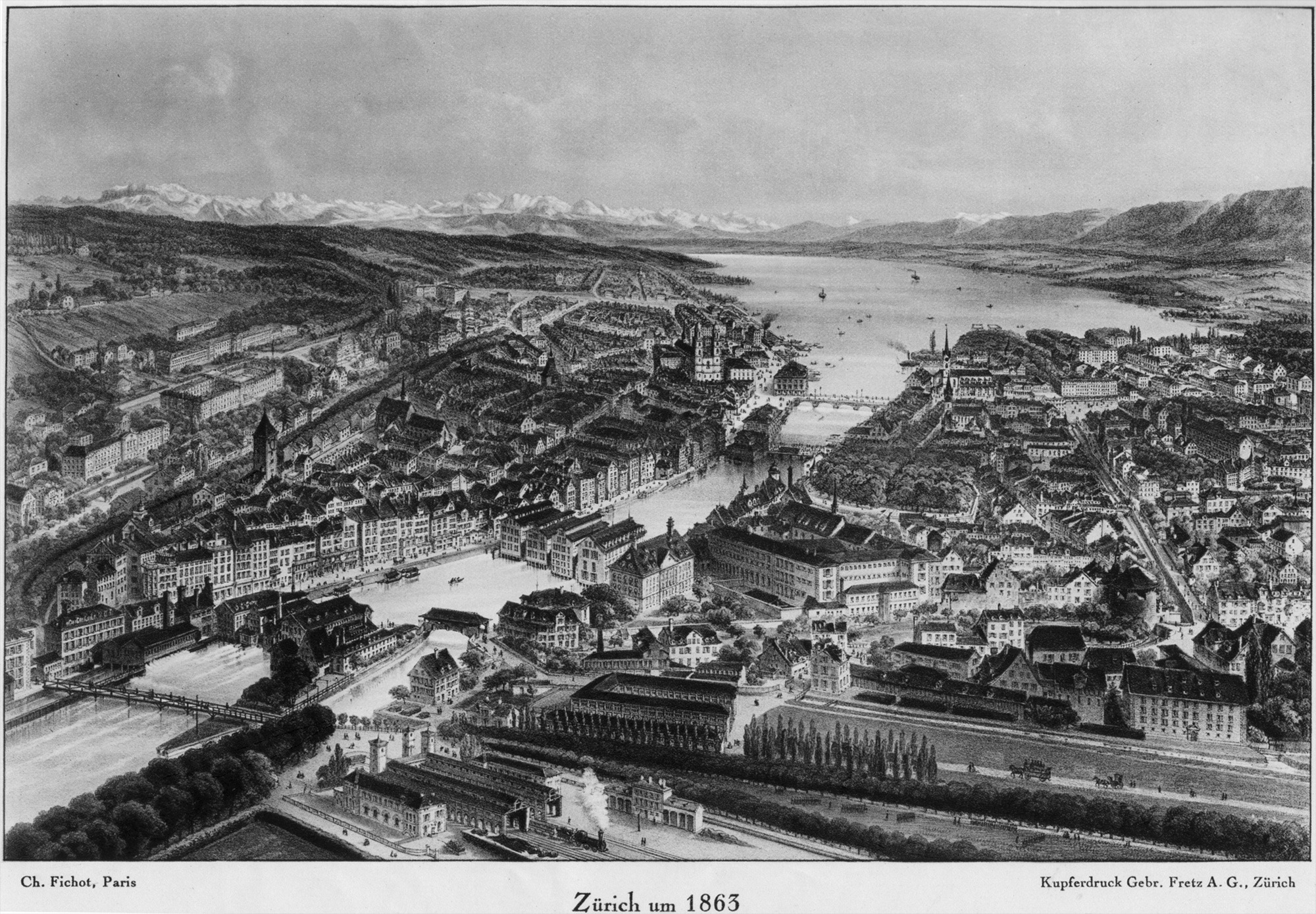
Ansicht von Zürich um 1863 auf einem Kupferstich von Charles Fichot

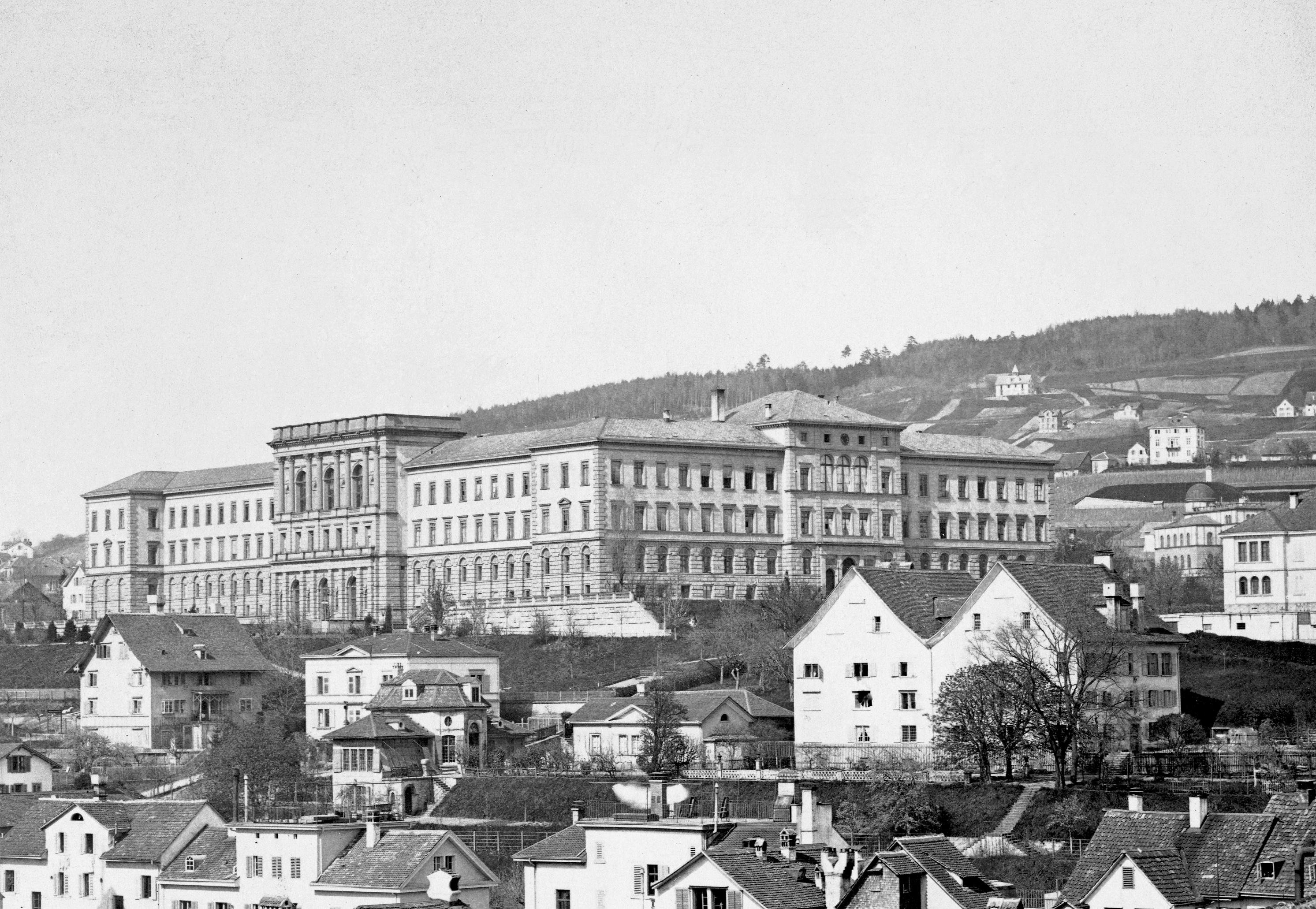
Hauptgebäude der ETH von Gottfried Semper 1880, vor dem Umbau durch Gustav Gull 1915

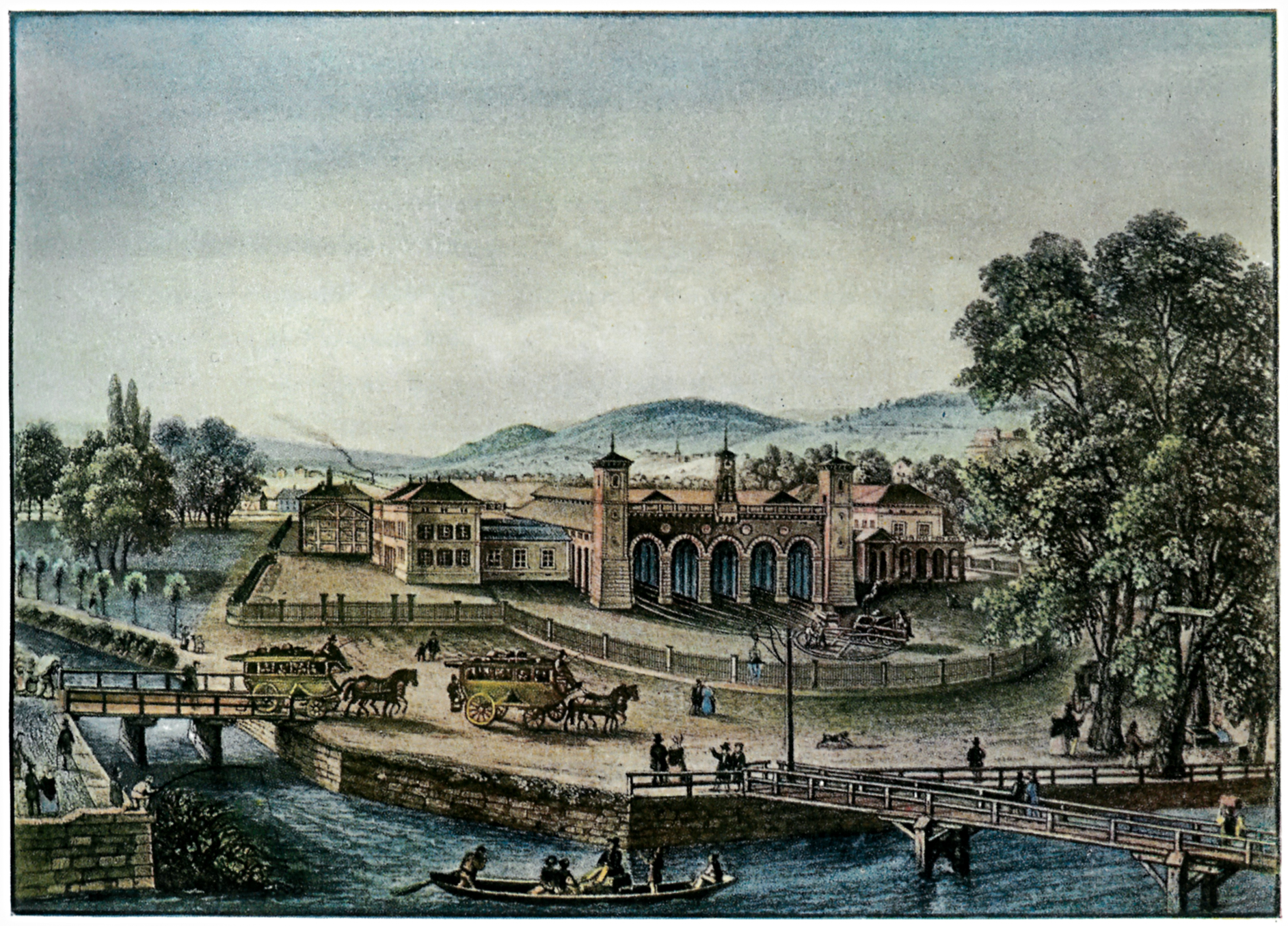
Der erste Bahnhof von Zürich 1847

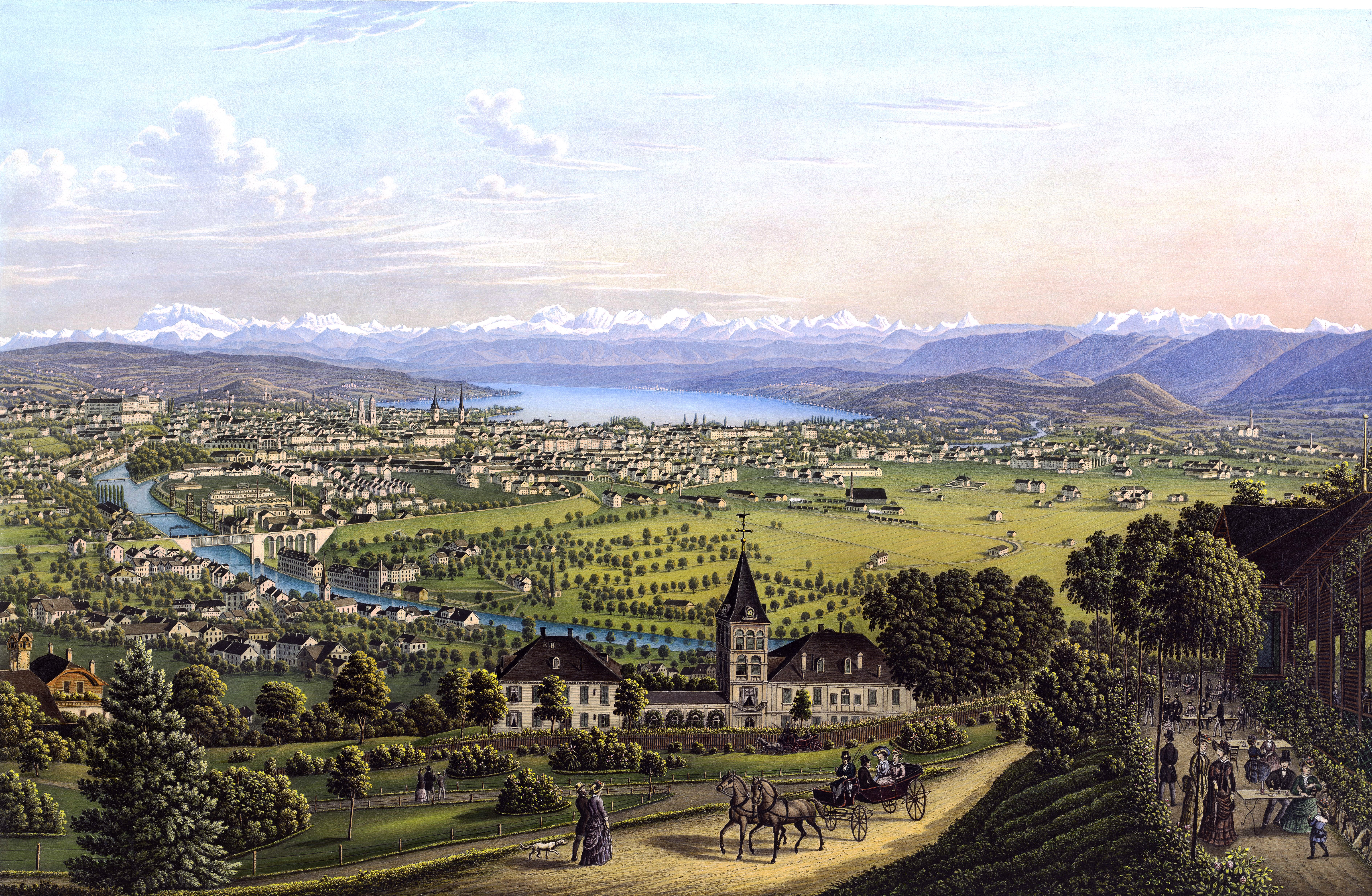
Zürich von der Waid um 1884

Die neue konservative Regierung verlor rasch an Popularität, so dass bereits 1845 die radikal-liberale Partei wieder im Grossen Rat die Mehrheit übernahm. Eine konservative Wende und ein Stopp der Reformen gelangen nicht. Der energische liberale Winterthurer Politiker Jonas Furrer übernahm den Vorsitz der Regierung und Zürich wurde zu einem Zentrum der modernen, sich immer rascher industrialisierenden liberalen Schweiz. Es war bezeichnend, dass die erste ganz in der Schweiz liegende Bahnlinie, die am 7. August 1847 eröffnete (Spanischbrötlibahn), von Zürich nach Baden führte. Nach dem Sonderbundskrieg stieg der liberale Zürcher Politiker Alfred Escher zu einem der bedeutendsten Politiker der Schweiz auf. Der «Eisenbahnkönig» gründete mehrere Privatbahnen, darunter die Gotthardbahn sowie die Schweizerische Kreditanstalt. Dank Escher wurde Zürich zum Mittelpunkt von Handel und Verkehr in der Ostschweiz und verdrängte Basel und Genf von ihrer dominierenden Stellung in der schweizerischen Banken- und Versicherungsbranche. Zürich unterlag jedoch bei der Auswahl des schweizerischen Regierungssitzes der Stadt Bern, da diese der französischsprachigen Schweiz näher gelegen war, und blieb nur die wirtschaftliche Hauptstadt der Schweiz. Als Entschädigung sollte Zürich dafür die neu einzurichtende schweizerische Bundesuniversität erhalten; da die französischsprachige Schweiz, die eine Germanisierung ihrer Intelligentsia befürchtete, dagegen opponierte, wurde dieses Projekt nicht verwirklicht. Als Kompromiss und auf Drängen Eschers erhielt Zürich immerhin den Sitz der «Eidgenössischen Polytechnischen Schule» (heute Eidgenössische Technische Hochschule Zürich, ETH) zugesprochen. Zwischen 1858 und 1864 erbaute Gottfried Semper an prominenter Lage über der Altstadt das Hauptgebäude der ETH, das weithin sichtbar an der Stelle der einstigen Schanzen den Beginn einer neuen Epoche symbolisierte. Das Gebäude beherbergte anfangs in einem Seitenflügel auch noch die Universität Zürich, bis diese 1914 ihren ebenfalls prominenten Bau direkt neben der ETH beziehen konnte.
Im Jahr 1871 führte der Tonhallekrawall zu einer militärischen Bundesintervention.
Nach der Schleifung der Stadtmauern begann sich die Stadt Zürich über den alten Stadtkern hinaus in die Aussengemeinden auszudehnen. Die Bevölkerungsentwicklung war dank der starken Entwicklung der Industrie, des Banken- und des Versicherungssektors durch ein starkes Wachstum gekennzeichnet. 1871 zählte Zürich mit den heute zur Stadt gehörenden Gemeinden 56'700, im Jahre 1930 251'000 Einwohner. Zur Vereinfachung der Verwaltung wurden 1893 eine Reihe von Vororten eingemeindet. Durch die sogenannte Erste Stadterweiterung wuchs Zürich über seine mittelalterliche Kernstadt hinaus ins Umland. Wollishofen, Enge, Leimbach, Wiedikon, Aussersihl, Wipkingen, Oberstrass, Unterstrass, Fluntern, Hottingen, Riesbach und Hirslanden wurden zu Quartieren von «Gross-Zürich». Dies brachte Verschiebungen im traditionellen Parteiengefüge mit sich, da die Stadt nicht mehr länger durch Bürger und Handwerker, sondern durch Arbeiter und Angestellte geprägt war. 1899 spaltete sich die Sozialistische Partei der Schweiz (SPS) von der liberalen Bewegung ab, wodurch auf der anderen Seite die bürgerlichen liberalen und demokratischen Parteien zusammenfanden. Die Stadt Zürich war vor allem zur Jahrhundertwende durch den Antagonismus zwischen den bürgerlichen und der sozialistischen Partei geprägt. Wiederholt kam es zu Streiks und Unruhen, die jeweils durch den Einsatz von Militär und Polizei niedergeschlagen wurden. Die Kaserne der schweizerischen Armee wurde unter anderem aus diesem Grund 1873 im sich entwickelnden Arbeiterquartier Aussersihl neu angelegt.
Zürich als Stadtgemeinde entstand eigentlich erst 1803, als durch die Mediationsverfassung das Untertanenverhältnis der Landgemeinden aufgehoben wurde und die Stadt die Stellung einer Munizipalgemeinde erhielt. Zürich erhielt einen Stadtpräsidenten und einen Stadtrat mit 15 Mitgliedern, zu denen 1814 noch ein Wahlkollegium und eine Generalversammlung der Bürger stiessen. 1830 wurde die Gemeindestruktur durch eine Gemeindeversammlung der Bürgerschaft ergänzt. Durch das kantonale Gemeindegesetz von 1866 entstand die Einwohnergemeinde, deren Organe der engere Stadtrat (7 Mitglieder) und die Gemeindeversammlung waren.
Die Stadterweiterung von 1893 hatte eine Erweiterung des Stadtrates auf neun Mitglieder zur Folge, die Gemeindeversammlung wurde durch das Gemeindereferendum und den grossen Stadtrat ersetzt, der seit 1913 nach dem Proporzverfahren gewählt wird. Auch kennt Zürich neben der politischen Gemeinde nur noch die Kirchgemeinden. Mit der demokratischen Verfassung von 1869 übernahm der Präsident des Regierungsrates den Vorsitz über die Regierung des Kantons Zürich, womit der Titel «Amtsbürgermeister von Zürich» für den Vorsitzenden der Kantonalzürcher Regierung verschwand. Das letzte Überbleibsel der alten Verbindung von Stadt und Kanton ist der Tagungsort des kantonalzürcherischen Parlaments im ehemaligen Rathaus der Stadtrepublik. Als Sitz der Gemeindebehörden dient heute das Stadthaus, das 1900 in einem Neubau an der Stelle der Abteigebäude des Fraumünsters erbaut wurde. Das Gemeindeparlament tagt jedoch bis heute im ehemaligen Rathaus.
Siehe auch: Schweizerische Nordbahn, Alfred Escher

## Der Ausbau Zürichs zur Grossstadt um die Jahrhundertwende

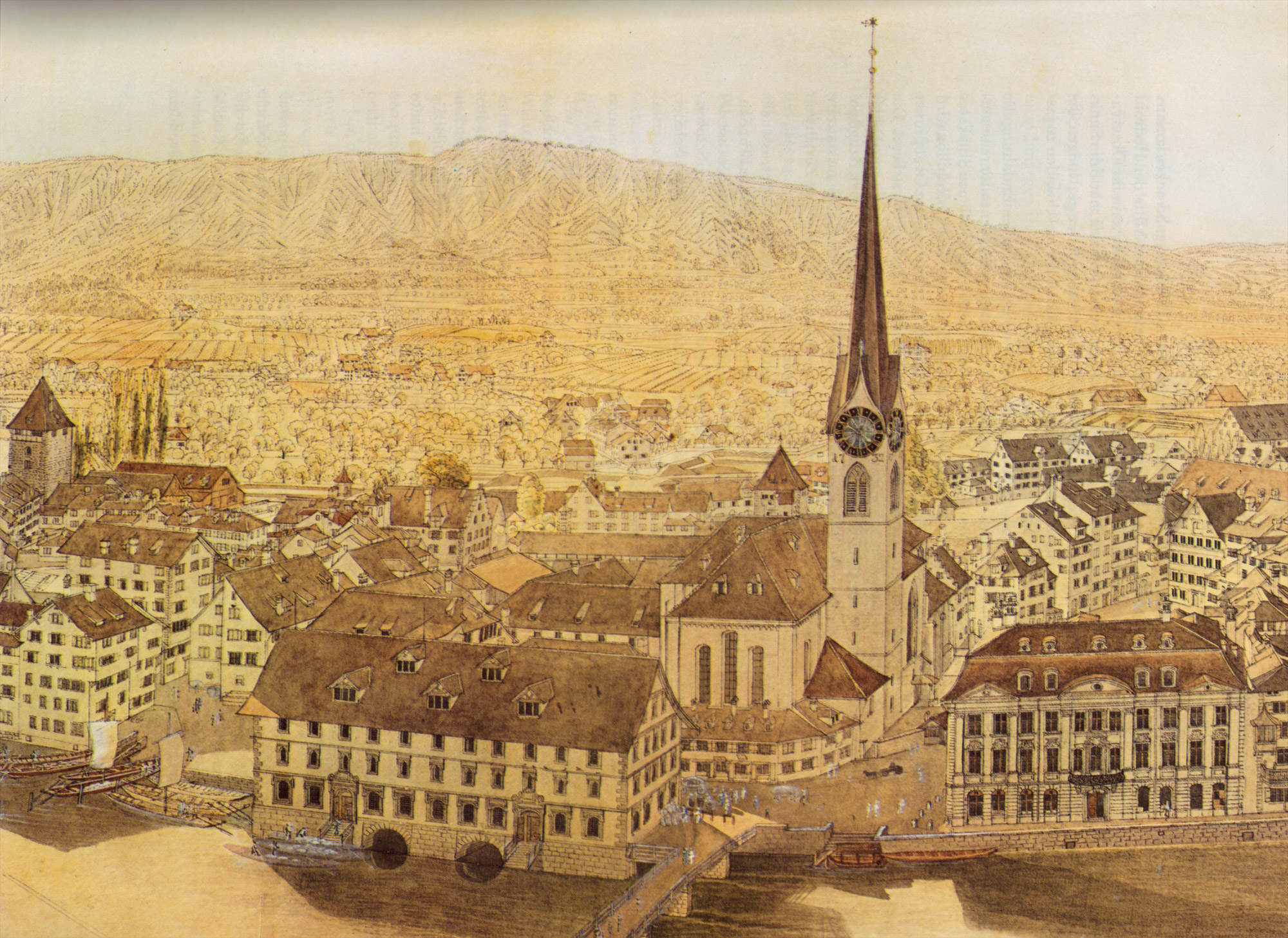
Fraumünster und altes Kornhaus im 18. Jahrhundert auf einem Aquarell von Franz Schmid. Die Neugestaltung des Quartiers überlebt haben nur die Kirche und das Zunfthaus zur Meisen auf der rechten Seite sowie einige Häuser am Münsterplatz

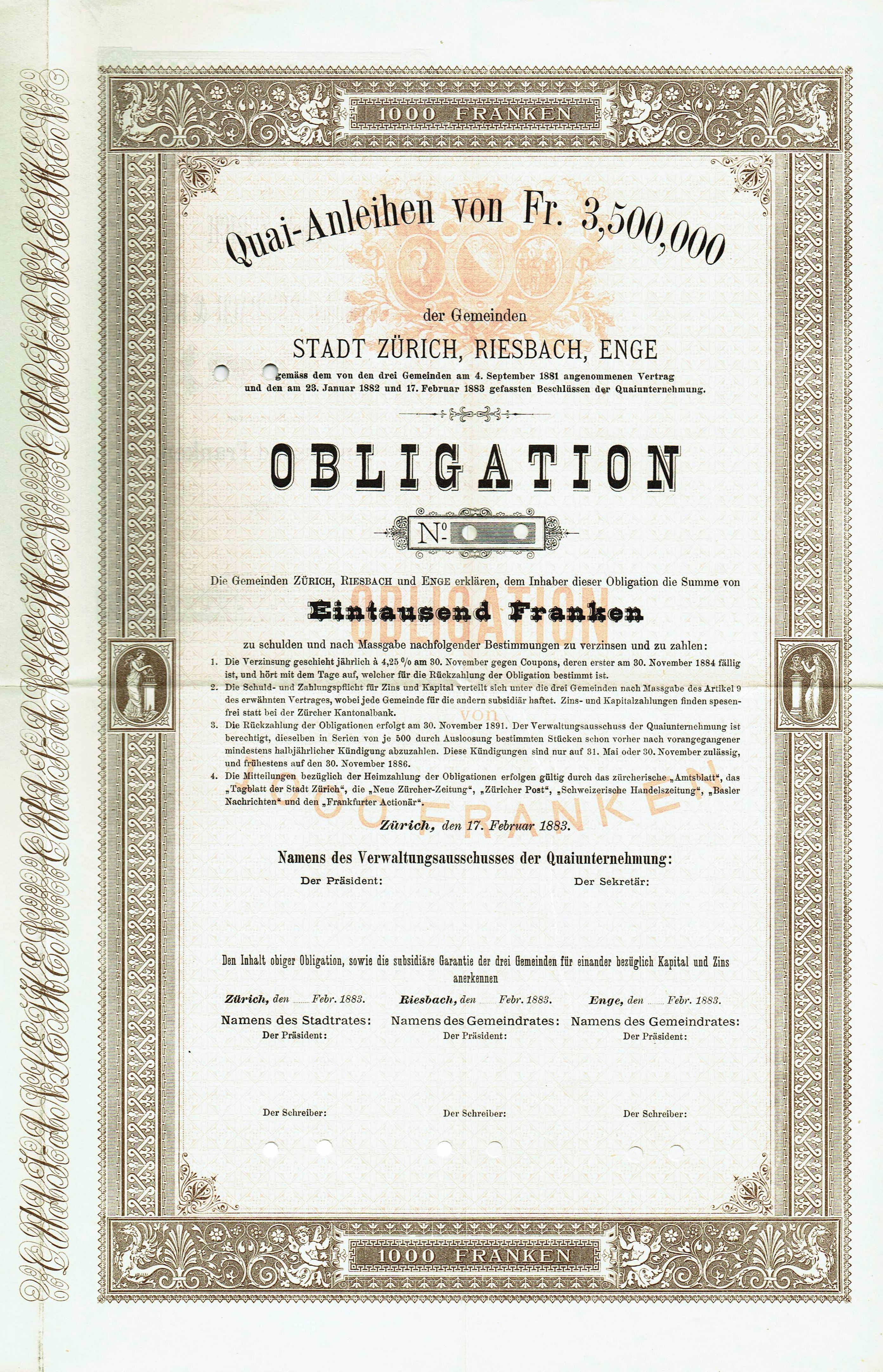
Quai-Anleihe der Gemeinden Stadt Zürich, Riesbach und Enge vom 17. Februar 1883 zur Finanzierung der Quaianlagen

Trotz des Abrisses der Stadtbefestigungen (1830) wuchs Zürich zunächst nur langsam über die Altstadt hinaus und bis in die 1860er Jahre veränderte sich nicht viel. Dann begann mit dem Aufstieg des «Systems Escher» für Zürich die «grosse Bauperiode», die das Gesicht der Innenstadt bis heute prägt. Seit 1864 wandelte sich der frühere Fröschengraben zur Bahnhofstrasse, die nach dem Vorbild eines französischen Boulevards zur Pulsader der neuen Stadt werden sollte. Sie begann am Bahnhof, der seit 1847 bestand. Jakob Friedrich Wanner baute dieses erste Bahnhofsgebäude bis 1871 in das heute noch bestehende monumentale Gebäude um. Wanner errichtete zwei Jahre später auch ein ähnlich monumentales Gebäude für die Kreditanstalt am Paradeplatz. Am Seeufer plante und verwirklichte Arnold Bürkli, Stadtbaumeister von 1860 bis 1882, grosszügige Seeuferpromenaden, den nach ihm benannten Bürkliplatz und die Quaibrücke beim heutigen Bellevue, die am Silvester 1884 eingeweiht wurde. Bürkli sanierte auch das Zürcher Abwassersystem – ein grosses Werk angesichts des Typhus und der Cholera, die damals auch Zürich heimsuchten.
Das bürgerliche Zürich schickte sich an, die gesamte Altstadt zu «sanieren», d. h. abzureissen und nach dem Geschmack des Historismus wieder aufzubauen. Das Kratzquartier am See musste als erstes weichen, mit ihm auch die Gebäude des Fraumünsterklosters und des alten Kornhauses an der Limmat. An ihrer Stelle errichtete man die ehemalige Fraumünsterpost (1895–1898) und das neue Stadthaus (1898–1900). Letzteres sollte aber eigentlich nur als Provisorium dienen, bis eine grosszügige neue Anlage bei der Urania fertiggestellt würde. Typisch für Zürich hat das Provisorium bis heute Bestand. Im Nordwesten der Stadt wurde zum Bau eines neuen Rathauses, zugehöriger Amtshäuser und Geschäftsbauten das Kloster Oetenbach mitsamt dem Hügel, auf dem es stand, abgerissen. Das projektierte Rathaus wurde jedoch nie fertiggestellt. Im Zuge der Stadterweiterung wurde um 1865 die Stampfenbachstrasse quer durch die Gartenanlage des Beckenhofs gebaut und der untere Teil parzelliert, nur das Südparterre des Gartens blieb unverändert.
Aus der Modernisierung Zürichs entstand parallel die Sehnsucht nach der «guten alten Zeit», der die bürgerlichen Familien der Stadt mit der Einrichtung des Sechseläutens ein Denkmal setzten. Seit dem endgültigen Ende der politischen Funktion der Zünfte 1866 ziehen an diesem Fest alljährlich die Mitglieder der folkloristischen gegenwärtigen Zünfte in alten Kostümen durch die Stadt. Gleichzeitig war Zürich die erste Stadt im deutschsprachigen Raum, die Frauen ein vollwertiges Studium (mit Abschluss) ermöglichte. Die erste Absolventin war 1867 die Russin Nadezda Suslova.
1881 hatten die Gemeinden Zürich, Riesbach und Enge den Bau der Quaianlagen als Gemeinschaftswerk beschlossen. Die Ausführung wurde einer besonderen «Quaiunternehmung» übertragen und Arnold Bürkli zum leitenden Ingenieur berufen. In fünfjähriger Bauzeit wurden 216‘256 m² Land angeschüttet (Auffüllmaterial war der Abraum aus dem Tunnel der SBB Stadelhofen – Letten), Brücken über Limmat und Schanzengraben geschlagen und ein Arboretum angelegt. An der von Bürkli neu gestalteten Seepromenade wurden zahlreiche repräsentative Bauten errichtet. 1893–1895 wurde die Tonhalle im Stil des Pariser Trocadéro gebaut (teilweise abgebrochen 1938); daneben entstanden luxuriöse Apartmenthäuser, das Rote und das Weisse Schloss (1890–1894). Als Abschluss für die Bahnhofstrasse wurde 1880 ein repräsentatives Börsengebäude anstelle des letzten Turmes der Stadtbefestigung errichtet. Die rechte Seite der Stadt war vom Bauboom weniger betroffen. Hier konzentrierten sich die Neubauten auf die Rämistrasse, wo ab 1865 die «Zürcher Akropolis» das Hauptgebäude der ETH, die Kantonsschule und schliesslich noch die Universität (1914) platziert wurden. Am Heimplatz und am Bellevue siedelte sich mit dem Schauspielhaus und dem Opernhaus die Kultur an.
Während also unmittelbar um die Altstadt prunkvolle Neubauten entstanden und am See wie am Zürichberg sich das Grossbürgertum in Appartementhäusern und Villen niederliess, wurden für die Arbeiterklasse im Sihlfeld, in Affoltern, Aussersihl, Wipkingen, Unterstrass und Riesbach grosse Mietskasernen-Quartiere errichtet. Limmatabwärts hatte sich zu Beginn des 19. Jahrhunderts die Industrie niedergelassen. Die Wohnbevölkerung Zürichs und der umliegenden Gemeinden wuchs sprunghaft. Die Altstadt beherbergte etwa um 1800 rund 10'000 Einwohner – 1900 waren es 25'920. Aussersihl hatte um 1800 nur 702 Einwohner, 1900 waren es bereits 52'089. Im Ganzen wuchs die Stadt von 17'243 Einwohnern (1800, inkl. später eingemeindete Vororte) bis auf 150'703 Einwohner (1900).
Im Verlauf der zweiten Hälfte des 19. Jahrhunderts wurde auch die Verkehrsinfrastruktur der Stadt im Wesentlichen erstellt. Es entstanden zahlreiche Tramlinien sowie Eisenbahnverbindungen an beiden Seeufern und nach Oerlikon. Das Strassennetz der Stadt Zürich ist ebenfalls bis heute annähernd dasjenige des 19. Jahrhunderts geblieben – mit den bekannten Problemen. Mit dem Ausbruch des Ersten Weltkrieges fand der Bauboom ein abruptes Ende. Viele Projekte wurden nicht mehr ausgeführt, beispielsweise das Rathaus an der Urania, die Überbauung der Sechseläutenwiese oder die Anlage eines neuen Kantonsparlaments beim Neumarkt.

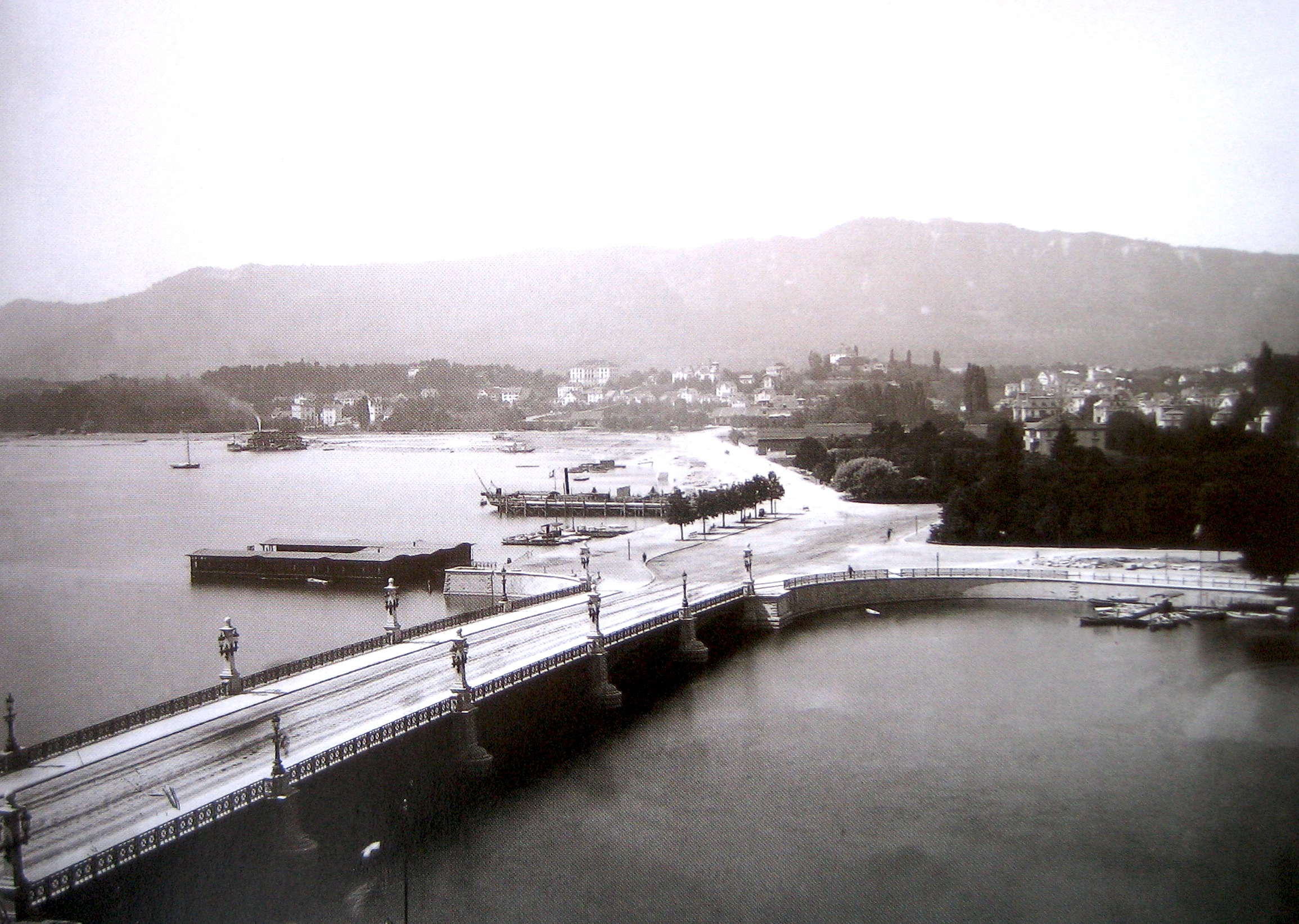
Quaibrücke 1884 nach ihrer Fertigstellung
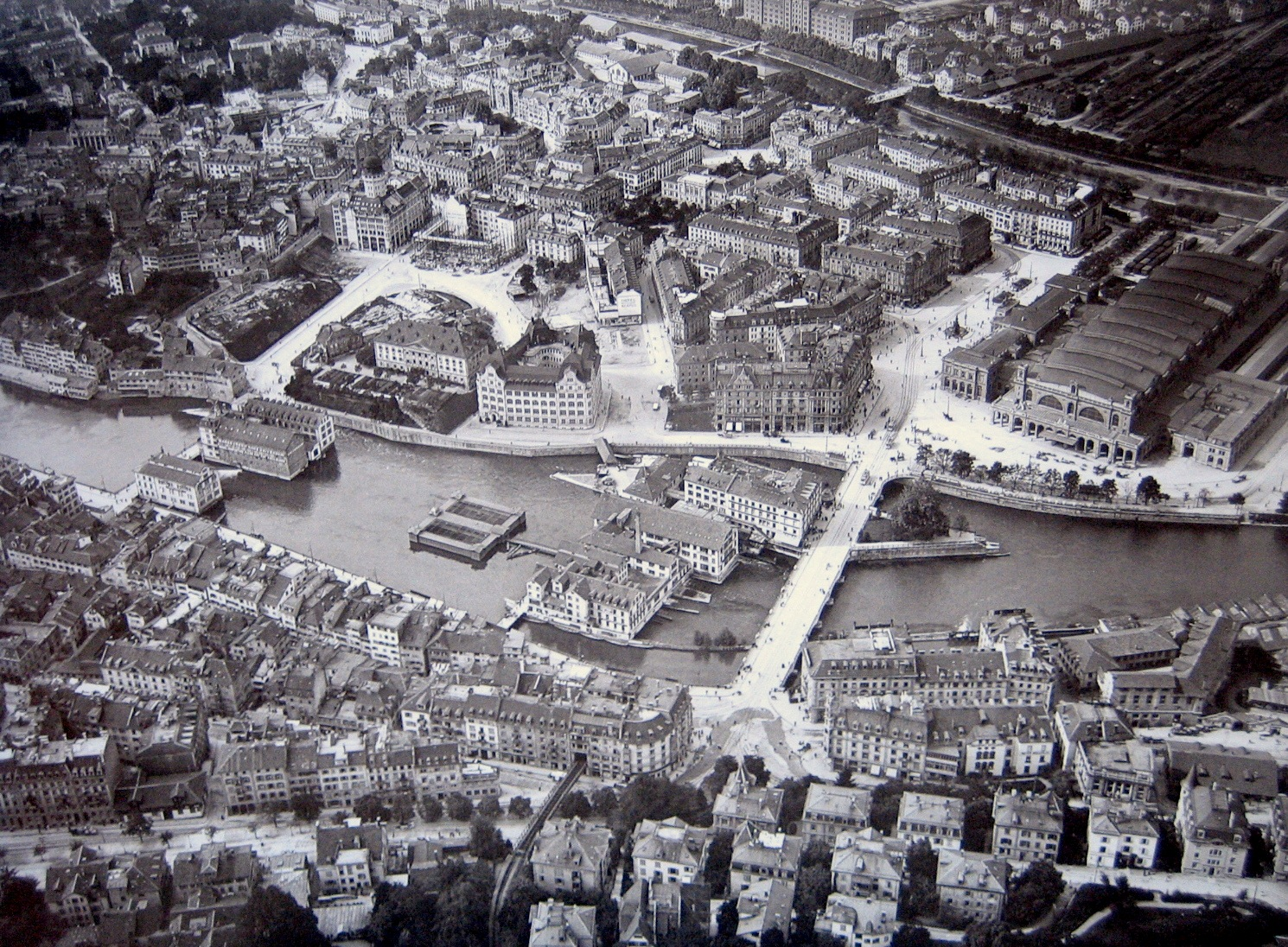
Limmatraum zwischen Urania, Bahnhof und Central um 1910
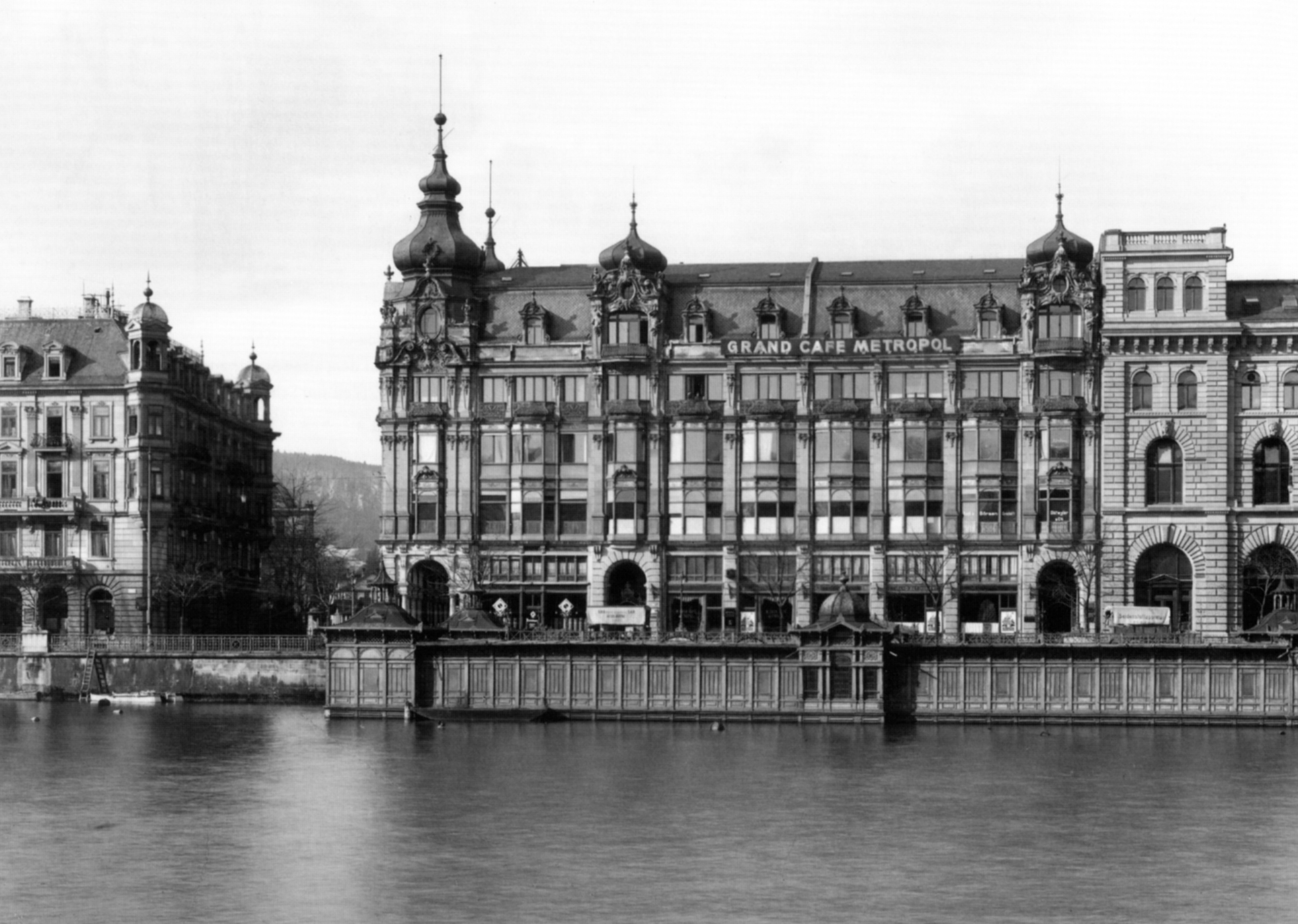
Das Haus «Metropol» am Stadthausquai um 1914
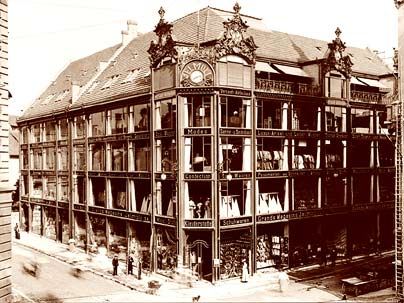
Der Glaspalast des Kaufhauses Jelmoli um 1900
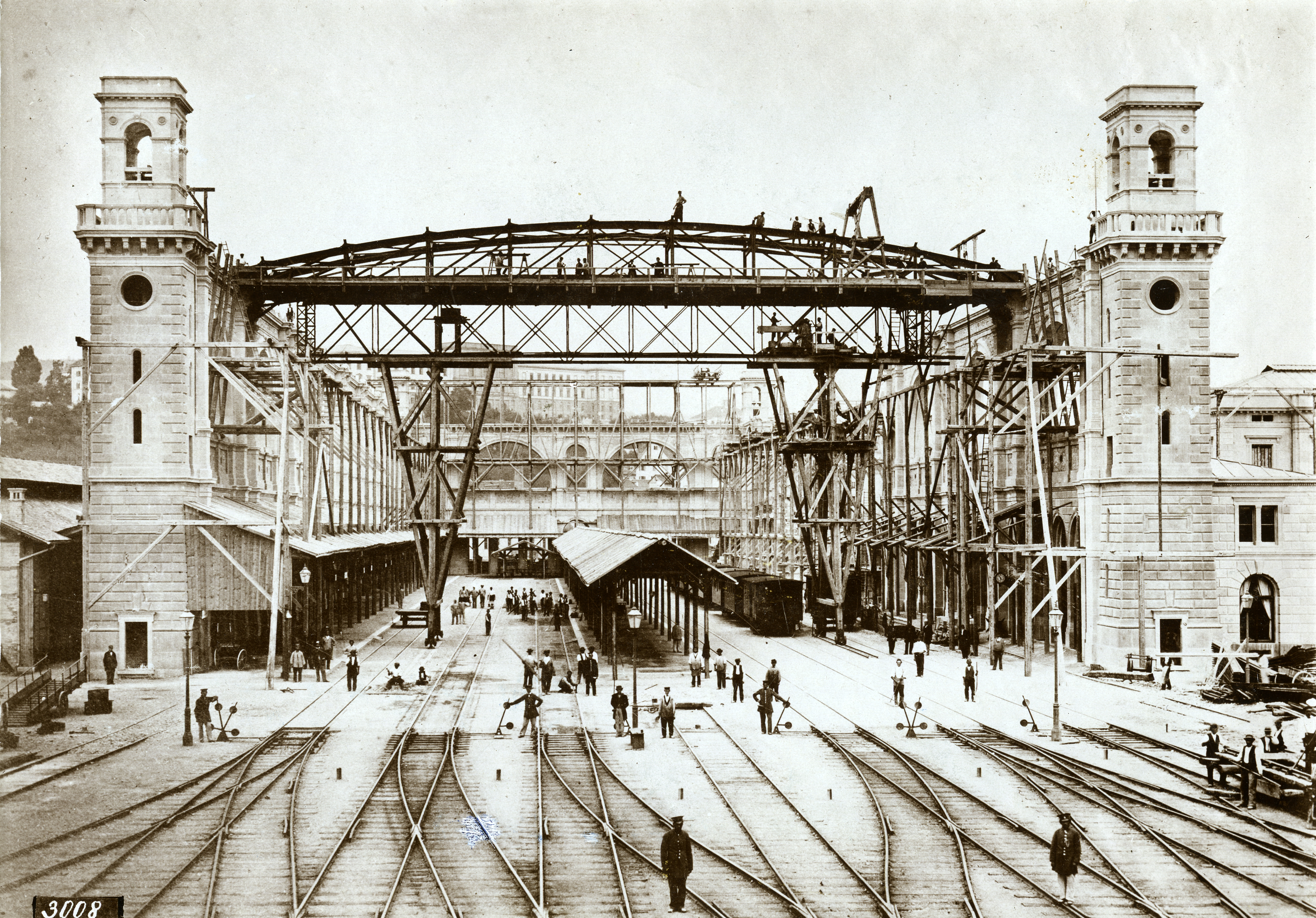
Der Hauptbahnhof Zürich im Bau um 1870
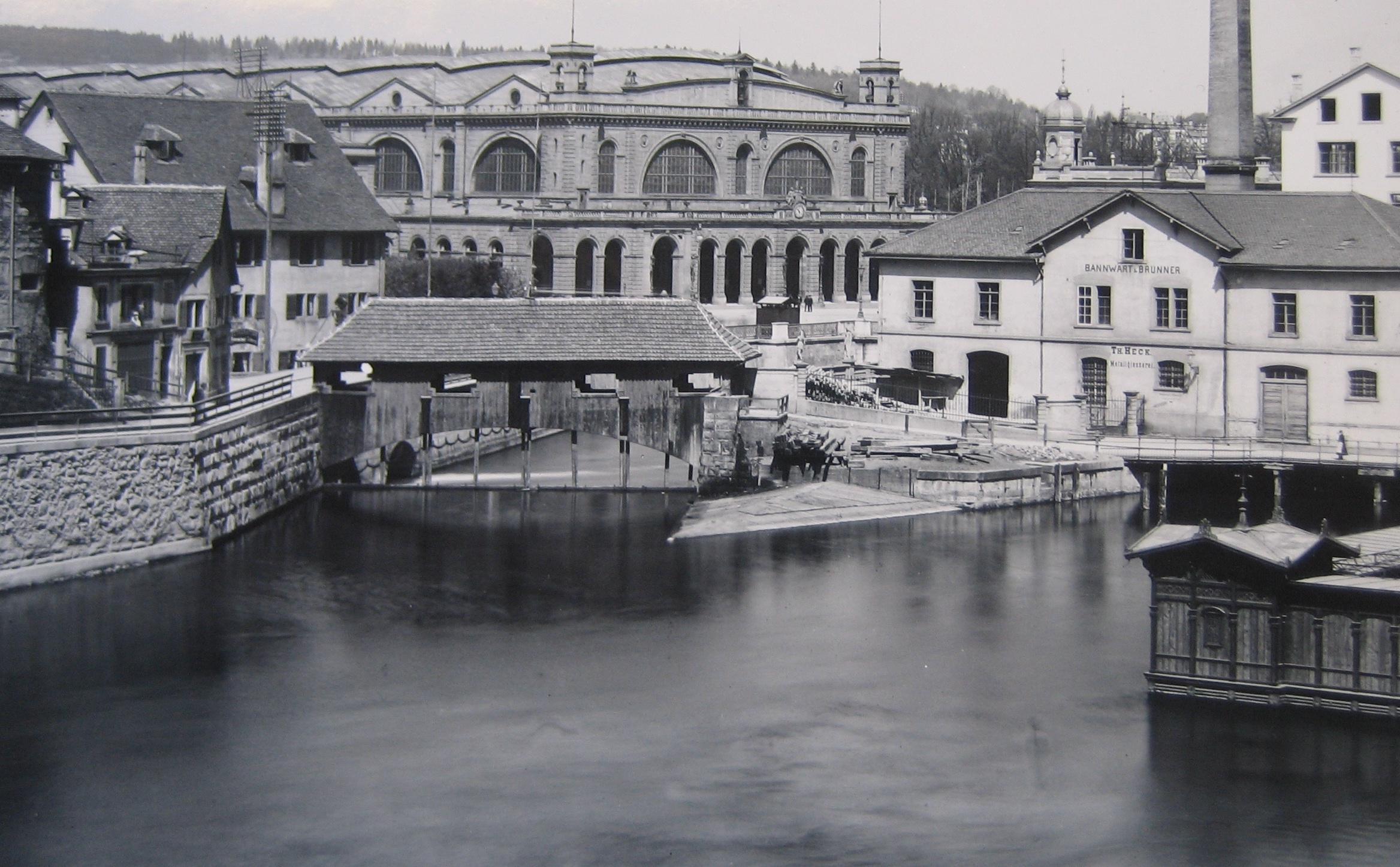
Das «Gedeckte Brüggli» von Süden, im Hintergrund der Hauptbahnhof 1893
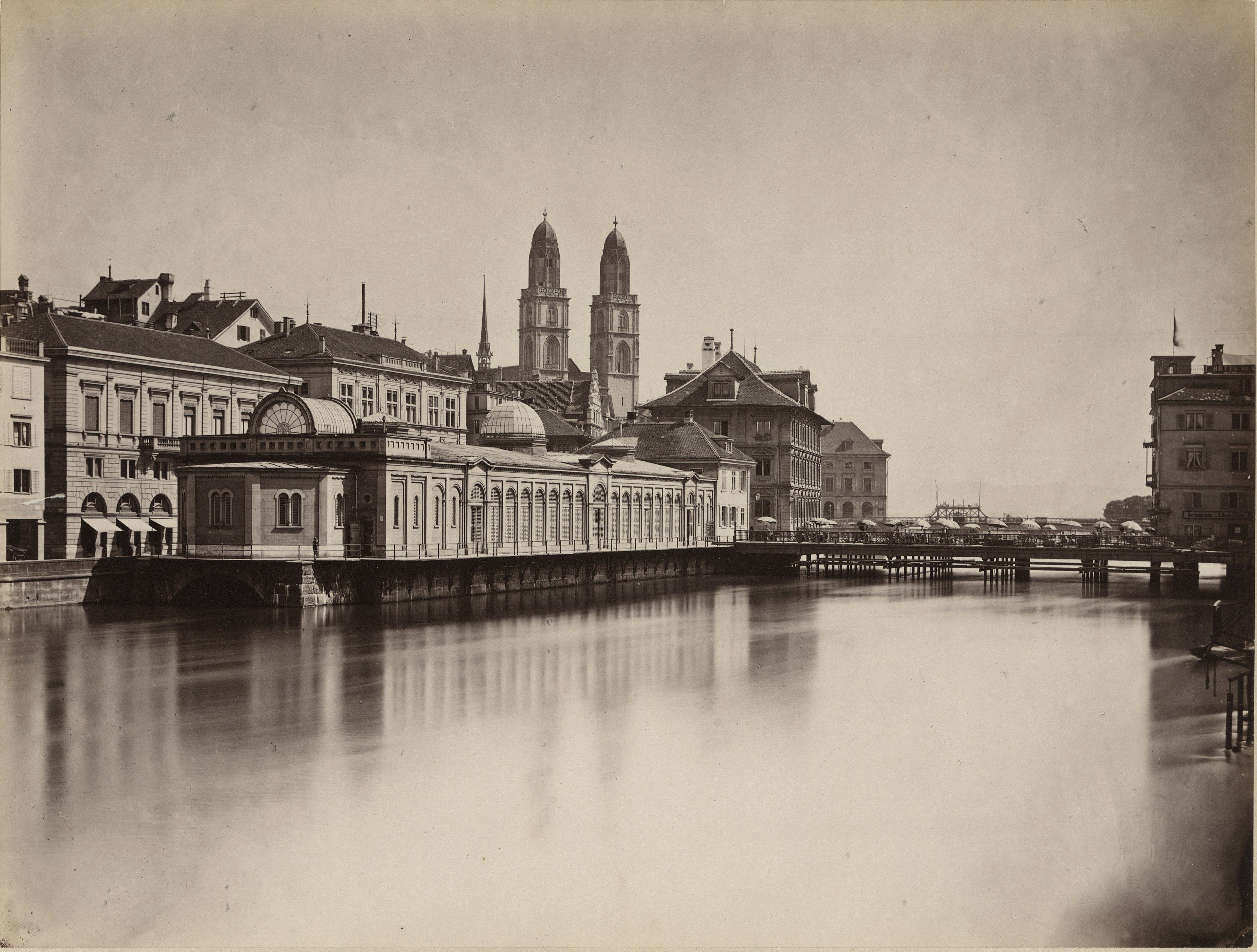
Fleischhalle beim Rathaus (1883)

Siehe auch: Arnold Bürkli, Gottfried Semper, Gustav Gull

## Zürich während des Ersten Weltkrieges und der Zwischenkriegszeit

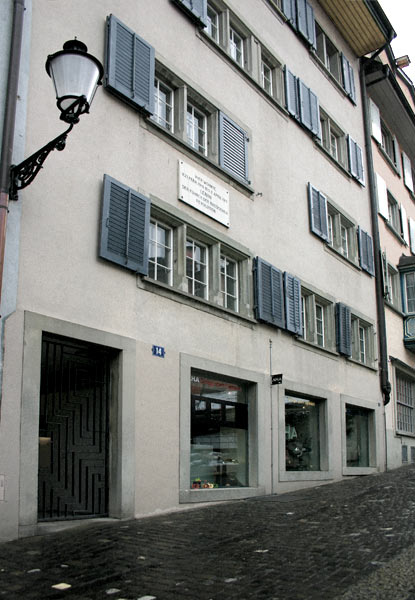
Lenins zeitweiliges Domizil an der Spiegelgasse 14

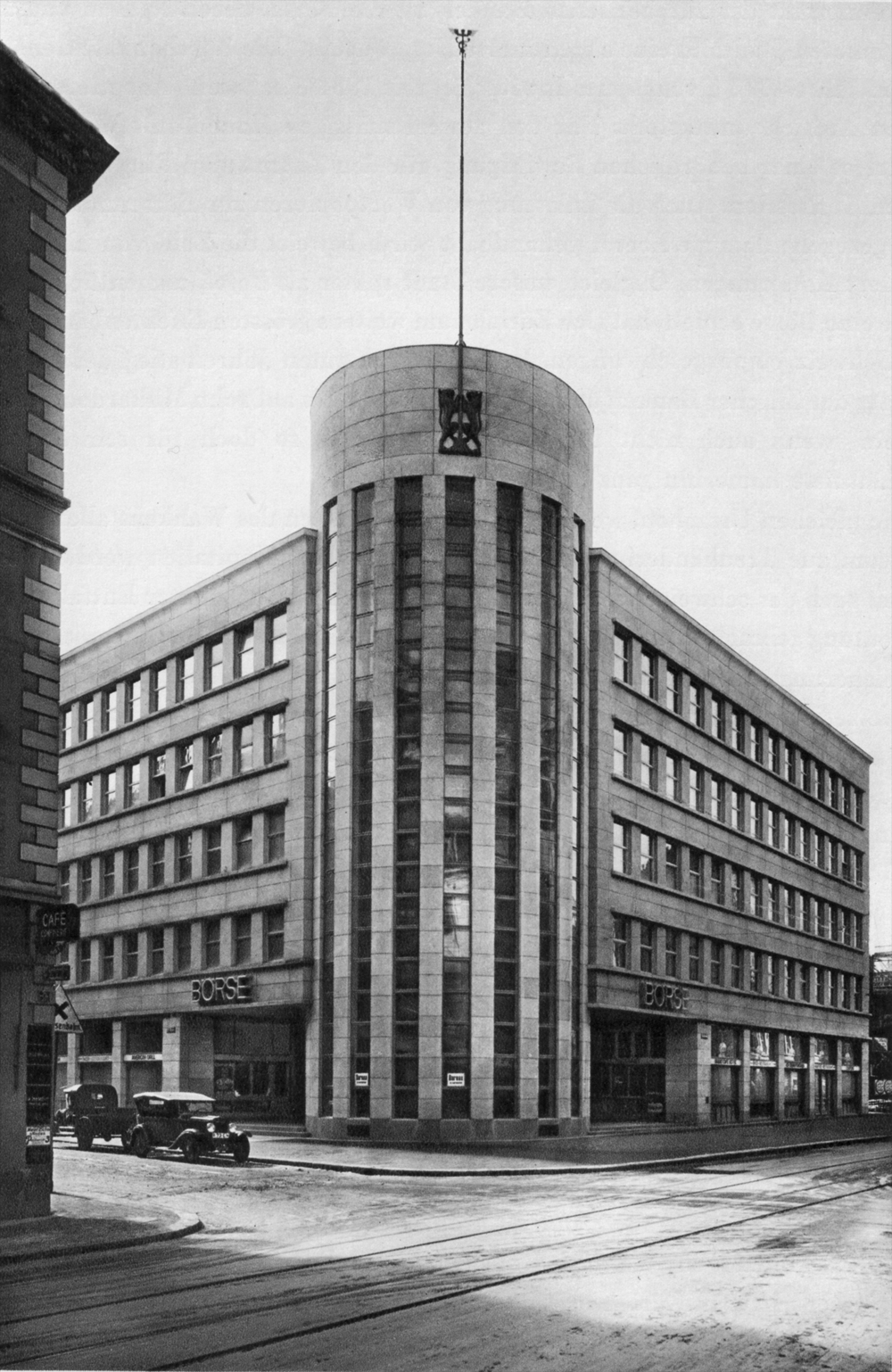
Die damalige «Neue Börse» um 1930 (heute «Alte Börse»), ein Beispiel für das moderne Bauen in Zürich während der Zwischenkriegszeit

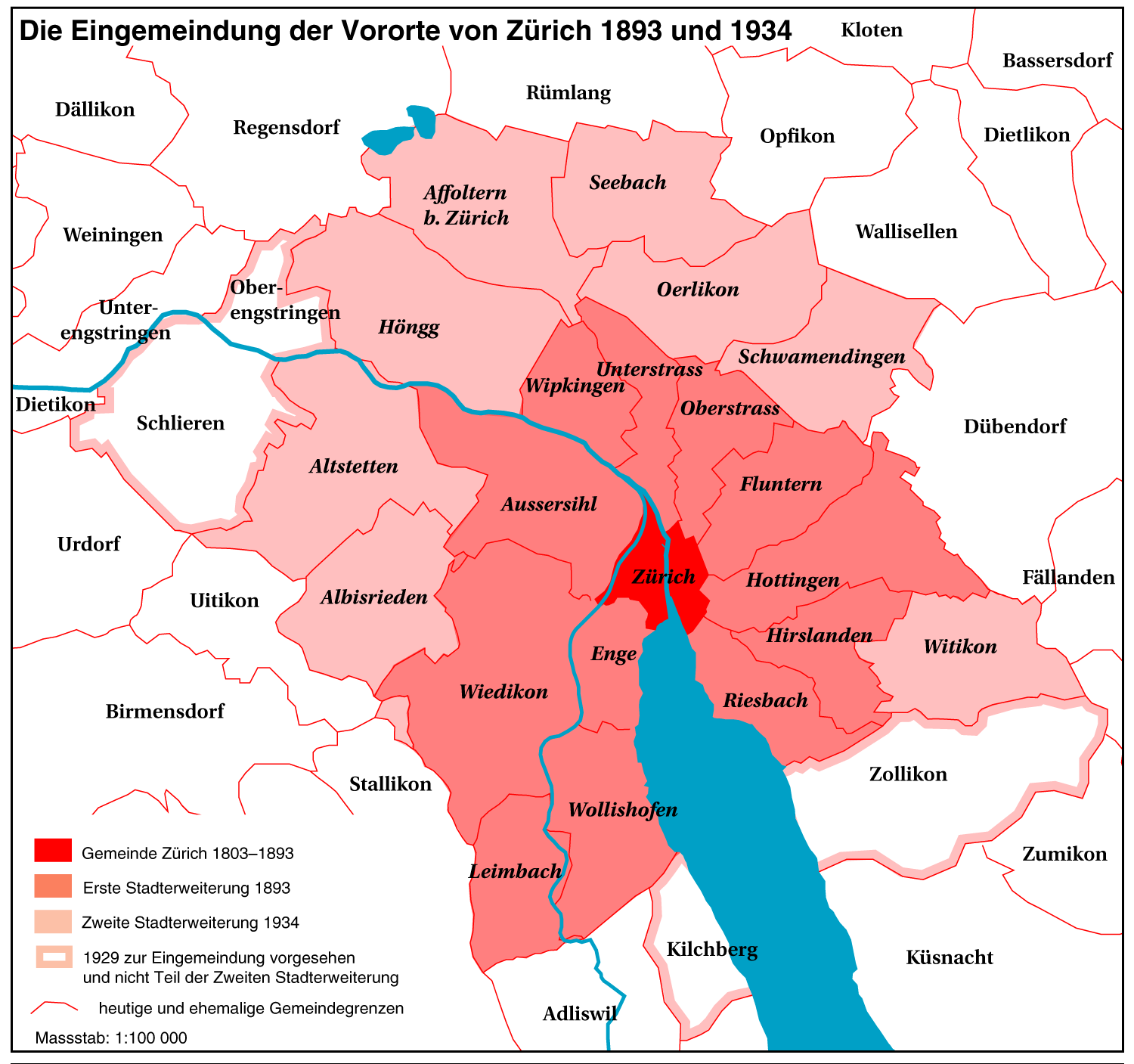
Karte zu den Eingemeindungen der Zürcher Vororte 1894 und 1934

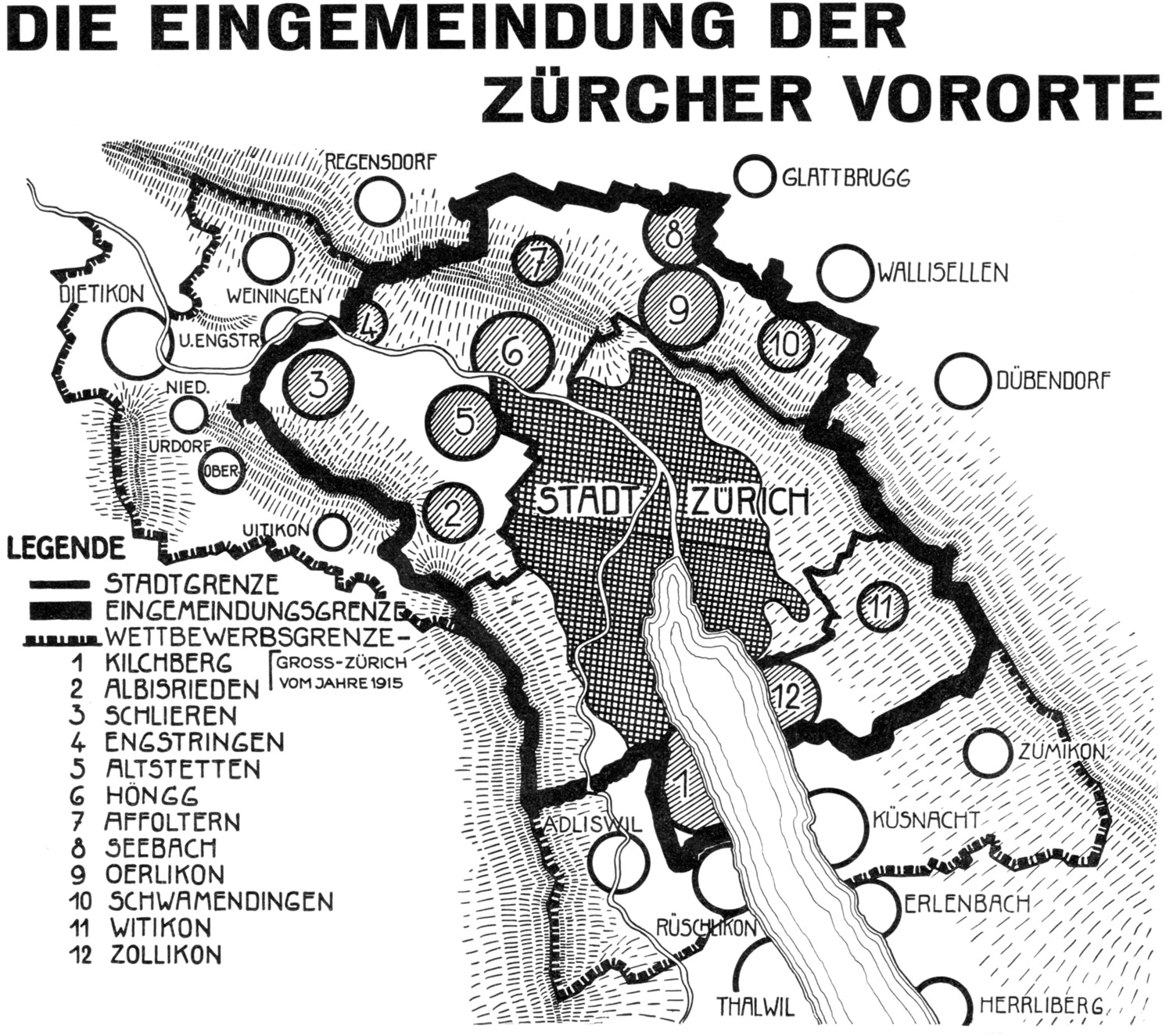
Zeitgenössische Karte zur Eingemeindungsinitiative 1929

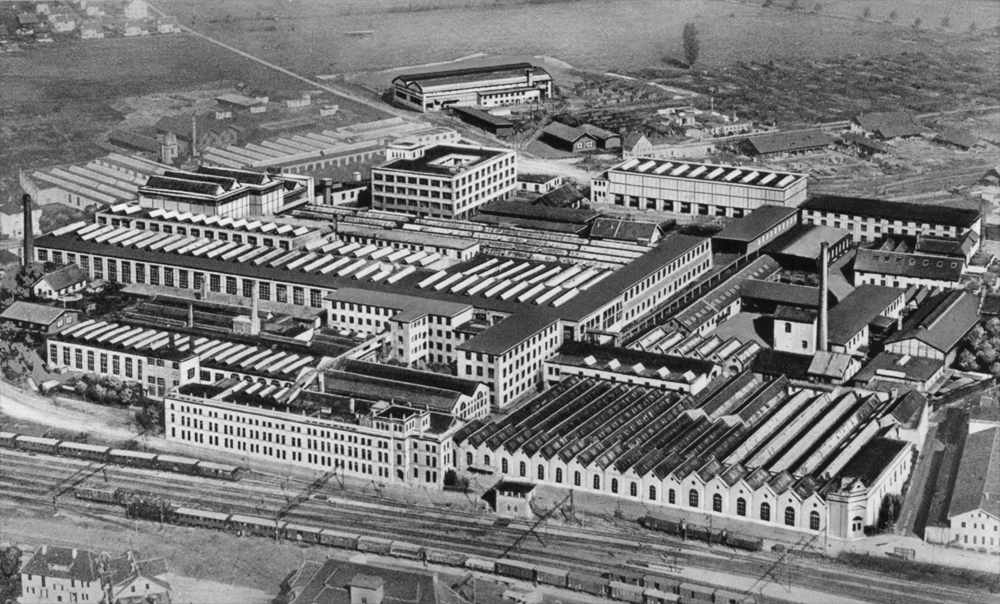
Die Maschinenfabrik Oerlikon 1930, lange Zeit einer der grössten Arbeitgeber in Zürich

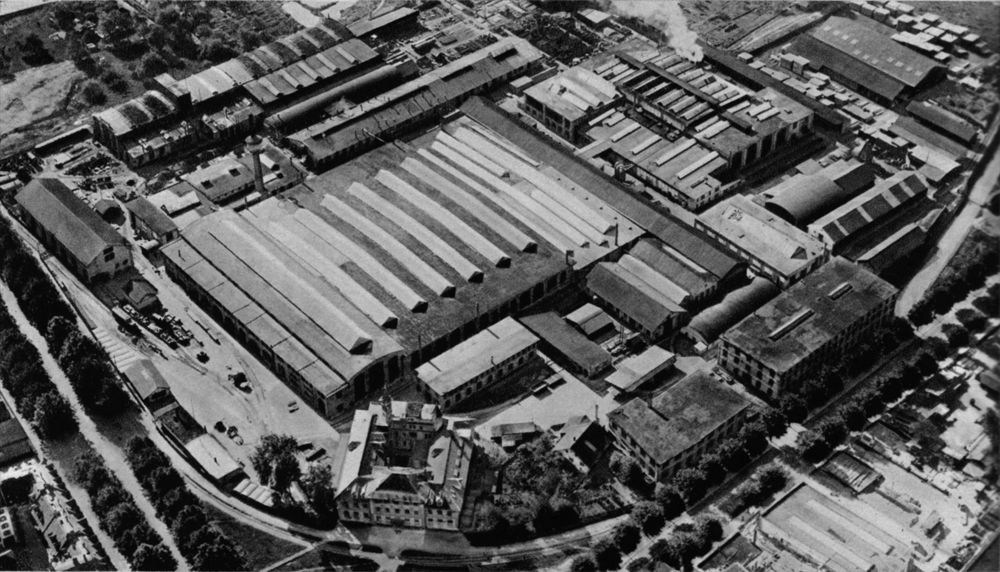
Die Escher Wyss Maschinenfabrik im Industriequartier (1930)

Während des Ersten Weltkrieges war die Situation in Zürich angespannt. Insbesondere seit der Ankunft von Lenin im Februar 1916 entwickelte sich die Limmatstadt zum Zentrum der linksradikalen Agitation der deutschsprachigen Schweiz. Im April 1917 reiste Lenin schliesslich zurück nach Russland, um dort die Oktoberrevolution anzuführen. Die zurückgebliebenen radikalen Sozialisten wollten nun auch in der Schweiz baldmöglichst einen revolutionären Umsturz herbeiführen. Gleichzeitig galt aber auch der Führer des bürgerlichen Gegenpols jener Zeit, General Ulrich Wille als Zürcher, weshalb gerade in Zürich der «Klassenkampf» am heftigsten geführt wurde. Im Herbst 1918 entsandte der Bundesrat wegen der unruhigen Lage im Umfeld des Landesstreiks ein grösseres Truppenaufgebot nach Zürich, wodurch sich die momentane Krise aber eher noch verschärfte. Im Gegensatz zu anderen Städten kam es jedoch gerade in Zürich während des Landesstreiks zu keinen blutigen Zusammenstössen zwischen Militär und Streikenden.
Die Anwesenheit von zahlreichen ausländischen Intellektuellen in Zürich führte während des Ersten Weltkrieges zu einer starken Befruchtung des lokalen Kulturlebens. James Joyce verfasste den grössten Teil seines Romans «Ulysses» in Zürich und ein kleiner Kreis von Intellektuellen begründete den Dadaismus. Es ist umstritten, inwiefern Schweizer Künstler die Einflüsse von aussen aufgenommen haben – immerhin veröffentlichte der Zürcher Eduard Korrodi 1918 in seinen «Schweizerischen Literaturbriefen» einen Aufruf zu einer Erneuerung der Schweizer Literatur. Der sogenannte Zürcher Expressionismus konzentrierte sich aber auf wenige Werke z. B. «Aufbruch des Herzens» von Karl Stamm, «Ein Rufer in der Wüste» von Jakob Bosshart oder «Die neue Schweiz» von Leonhard Ragaz.
In den «goldenen» Zwanziger Jahren beschleunigte sich das rasante Wachstum der Stadt in ihren Aussenbezirken. In der Innenstadt, insbesondere im Talacker, entstanden moderne Geschäftsviertel mit Gebäuden im Stil des Bauhauses und der klassischen Moderne. Als Aushängeschilder galten insbesondere die Sihlporte und das neue Börsengebäude (1930). In den Aussenquartieren entstanden gleichzeitig ausgedehnte Wohnsiedlungen des genossenschaftlichen Wohnungsbaus.
Das weitere Wachstum der Stadt und die finanziellen Probleme einiger Vorortsgemeinden führte 1929 zum Versuch, eine weitere Eingemeindung durch eine kantonale Volksinitiative herbeizuführen. 22 Vororte sollten in die Stadt Zürich einbezogen werden. Die Initiative wurde jedoch verworfen, weil einerseits die reichen Seegemeinden Kilchberg und Zollikon diese nicht wollten und andererseits in den Landgemeinden die Furcht vor einem weiter erstarkten Roten Zürich zu gross war. Als Kompromiss wurde 1931 eine kleine Eingemeindung angenommen, die mit einem innerkantonalen Finanzausgleich gekoppelt war. Am 1. Januar 1934 gingen Albisrieden, Altstetten, Höngg, Affoltern, Seebach, Oerlikon, Schwamendingen und Witikon in der Gemeinde Zürich auf. Durch die neue Gemeindeordnung wurde die Legislative der Gemeinde, der bisherige Grosse Stadtrat in Gemeinderat umbenannt. Da die bürgerlich geprägten Vororte die Dominanz des «Roten Zürich» und Steuererhöhungen fürchteten, blieb bis heute eine weitere politische Erweiterung der Stadt unmöglich, obschon die unkontrollierte «Wucherung» der Stadtagglomeration ungebremst anhielt.
1928 erreichte die Sozialdemokratische Partei erstmals eine absolute Mehrheit in Stadtrat (Exekutive) und Gemeinderat (Legislative). Die Stadt Zürich wurde so zum «Roten Zürich», zum sozialdemokratischen Aushängeschild der Schweiz. Dem Sozialdemokraten Emil Klöti gelang es, den amtierenden demokratischen Stadtpräsidenten Hans Nägeli, der seit 1917 im Amt war, in einer Kampfwahl zu verdrängen. Die sozialdemokratische Dominanz hielt bis 1949 an.
Die sozialdemokratische Regierung wurde während der Weltwirtschaftskrise mehrfach schwer geprüft. Einerseits war Zürich als Industriestadt von der Arbeitslosigkeit besonders schwer betroffen, andererseits befand sich die sozialdemokratische Regierung in einer heiklen politischen Lage, wenn Streikaktionen und Arbeitskämpfe ein Eingreifen der staatlichen Ordnungsmacht nötig machten. Weit über Zürich hinaus für Aufmerksamkeit sorgte etwa die blutige Eskalation des Streiks der Heizungsmonteure 1932, bei dem die Polizei beim Helvetiaplatz von den Schusswaffen Gebrauch machte. Die Folge war ein toter, und viele schwerverletzte Arbeiter, was zu lautstarken Klagen über die «Blutnacht» gegen die sozialdemokratische Zürcher Regierung führte.
Mit dem Aufkommen des Faschismus in Italien und des Nationalsozialismus im Deutschen Reich strömten wieder Emigranten nach Zürich. Zu den berühmtesten gehörten Ignazio Silone, Wolfgang Langhoff oder Thomas Mann. Das Schauspielhaus und der Europa-Verlag von Emil Oprecht wurden zu einem Treffpunkt der Emigranten und damit auch zur Zielscheibe der Kritik der Frontisten, der schweizerischen Nationalsozialisten. Das Schauspielhaus entwickelte sich durch die ausländische Prominenz zur weltweit bedeutendsten deutschsprachigen Bühne und zehrte noch lange nach dem Zweiten Weltkrieg von diesem Ruf.
Kurz vor dem Ausbruch des Zweiten Weltkrieges fand in Zürich eine Landesausstellung statt, die als «Landi» 1939 zu einem wichtigen Element der geistigen Landesverteidigung umgedeutet wurde. Die Landesausstellung war ursprünglich als Schau der modernen Schweiz geplant, wurde jedoch zu einer «Manifestation nationalen Selbstbehauptungswillens der Schweiz». Tausende von Schweizerinnen und Schweizern besuchten in Zivil oder als Militärangehörige diese Ausstellung, wodurch sie zu einem Teil des kollektiven Gedächtnisses der sogenannte «Aktivdienst-Generation» wurde.
In Zürich trafen aber auch die ideologischen Gegensätze der Zwischenkriegszeit hart aufeinander. Im Herbst 1938 eskalierte die Lage nach einem Fackelzug der Nationalen Front in einer Massenschlägerei. Die Stadt verbot darauf Kundgebungen der Nationalen Front wie auch der kommunistischen Partei KPS. Auch den Priestern und Pfarrern wurde nahegelegt, dass sie «ihre Wortverkündungen freihalten sollen von jeder Vermischung mit politischen Anschauungen». Erlaubt waren nur noch Kundgebungen gegen «unschweizerische Umtriebe», die ganz im Sinne der geistigen Landesverteidigung standen. Einer der meistzitierten Anlässe dieser Art war der Vortrag «Das Gebot der Stunde», den Karl Meyer am 22. September 1938 vor 3000 Zuschauern hielt. Erst der Ausbruch des Krieges 1939 beendete Aufruhr und Streiks für längere Zeit.
Siehe auch: Landesstreik, Rotes Zürich

## Der Zweite Weltkrieg und Nachkriegszeit 1939–1968

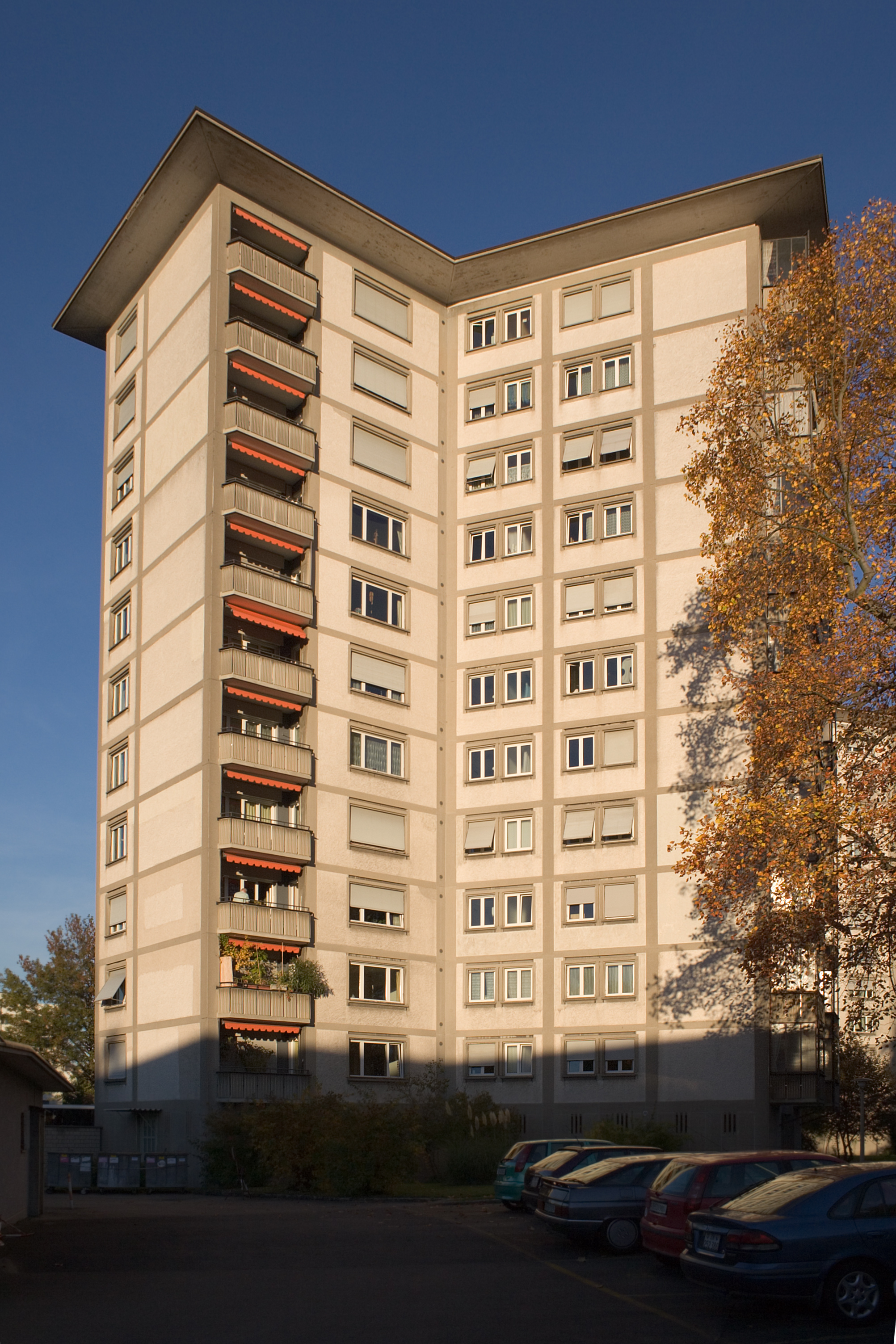
Eines der ersten Hochhäuser in Zürich, von Albert H. Steiner 1951/52 am Letzigraben erbaut

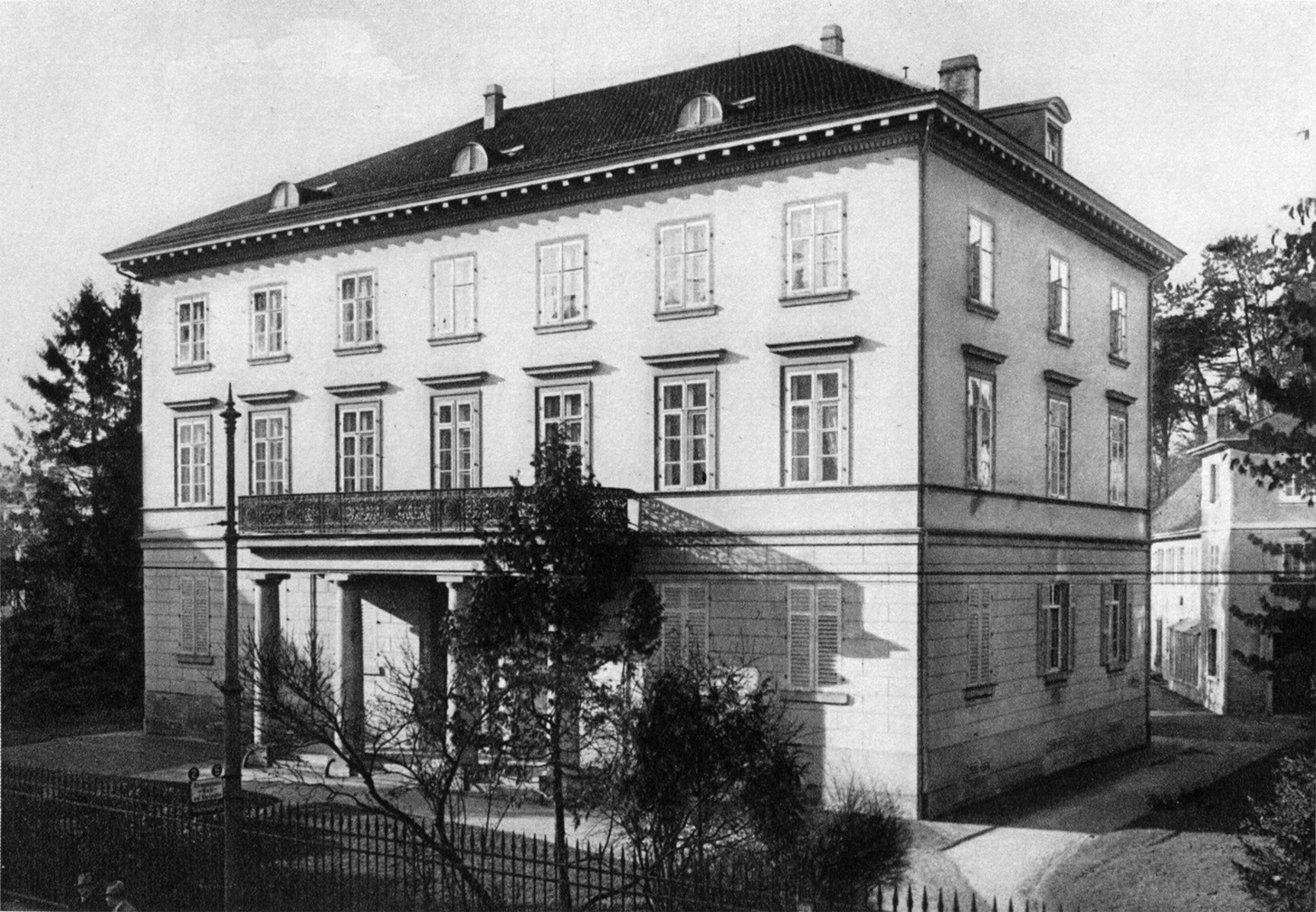
«Haus Sihlgarten», von Hans Conrad Stadler 1816/19 erbaut, Fotografie 1932

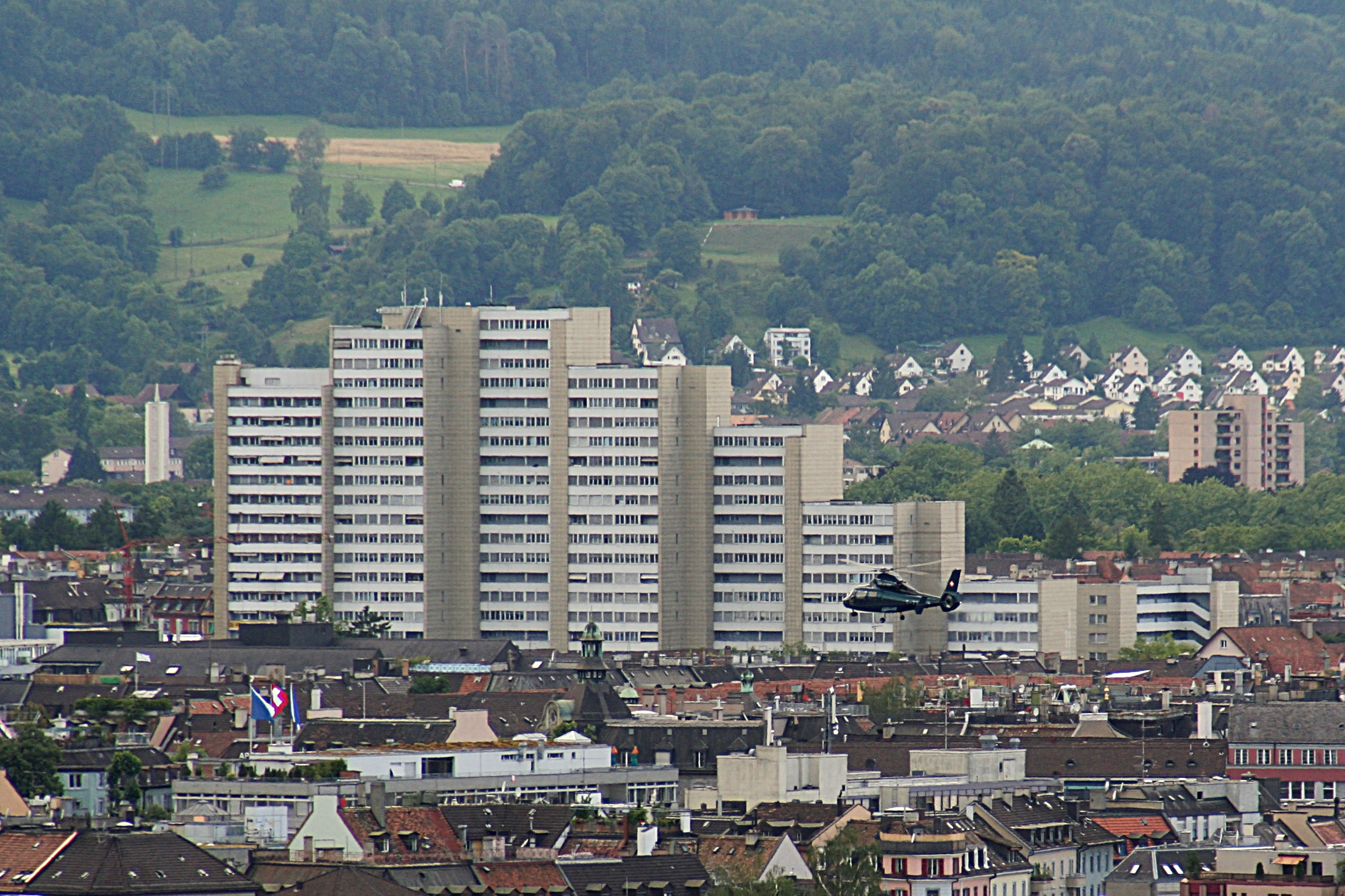
Die «Wohnmaschine» von Karl Flaz am Lochergut (1965/1966)

Die Stimmung blieb bei Kriegsausbruch zuerst relativ ruhig. Erst als am 10. Mai 1940 bekannt wurde, dass die deutsche Wehrmachtstruppen die Grenzen zu Holland und Belgien überschritten hatten, kam es zu einer regelrechten Massenpanik. Vor allem die oberen Schichten verliessen die Stadt in Richtung Innerschweiz. Aber auch viele Emigranten und Juden versuchten sich vor einem befürchteten Einmarsch aus dem Hitlerreich in Sicherheit zu bringen.
Mit fortschreitender Dauer des Krieges wuchs die Sorge vor dem Bombenkrieg. Zürich verfügte praktisch über keine öffentlichen Schutzräume und die Keller der meisten Häuser boten nur bedingt Schutz. Glücklicherweise wurde die Stadt nur Opfer versehentlicher Bombenabwürfe, so am 27. Dezember 1940 und am 4. März 1945. Bis heute wird aber weiter spekuliert, die Bomben seien ein «Warnschuss» wegen der Waffenlieferungen gewesen, die von der Werkzeugmaschinenfabrik Oerlikon, im Volksmund «Oerlikon-Bührle», an das Dritte Reich gingen. Der «Plan Wahlen», der eine Steigerung der Selbstversorgung der Schweiz mit Nahrungsmitteln zu erreichen suchte, hatte zur Folge, dass auf allen grösseren freien Flächen in Zürich Äcker angelegt sowie über 1000 Hektaren Wald gerodet und in Landwirtschaftsfläche umgewandelt wurden. Weitere Probleme waren die Kohleknappheit und die vom Deutschen Reich aufgezwungene Verdunkelung. Sinnbild des Burgfriedens der Parteien in der Schweiz war 1943 die Wahl des sozialdemokratischen Zürcher Stadtpräsidenten Ernst Nobs in den Bundesrat. Damit entstand die Konkordanz der schweizerischen Bundesratsparteien, die schliesslich in der sogenannten Zauberformel mündete.
Da die sozialdemokratische Stadtregierung für die unmittelbare Nachkriegszeit mit einer hohen Arbeitslosigkeit rechnete und die Stadtkasse gut gefüllt war, erhöhte man die Sozialausgaben grosszügig und förderte den Wohnungsbau massiv. Die ersten Gemeinderatswahlen nach dem Krieg brachten denn auch einen neuerlichen Grosserfolg der Sozialdemokratie. Nachfolger von Ernst Nobs als Stadtpräsident wurde Adolf Lüchinger. Die Zeit unmittelbar nach dem Krieg brachte Zürich viel Neues, aber auch Ängste. Neu waren die zahlreichen amerikanischen GI's, welche in ihren Ferien Zürich besuchten. In einer vielbeachteten Rede verkündete Winston Churchill am 19. September 1946 in der Aula der Universität seine Vision von einem vereinigten Europa. Auf der anderen Seite figurierten viele Zürcher Industriebetriebe auf schwarzen Listen der Alliierten und befürchteten Sanktionen. Die hohe Nachfrage nach Arbeitskräften brachte seit den 1950er Jahren zunehmend ausländische Arbeitskräfte und damit fremde Kulturen nach Zürich.
Das Kriegsende brachte Zürich nicht die befürchtete Arbeitslosigkeit, sondern einen Boom sondergleichen: Vollbeschäftigung und explosives Wachstum von Bebauung, Verkehr und Wohlstand. Erstes sichtbares Zeichen der neuen Zeit war die Bewilligung von 37 Millionen Franken durch das Stimmvolk für die Errichtung des interkontinentalen Flughafens Zürich-Kloten am 5. Mai 1946. Seit 1949 führte die nationale Fluggesellschaft Swissair regelmässige Flüge zwischen Zürich und New York durch. Ganze Stadtquartiere wie der Kreis 4 verwandelten sich durch die starke Zuwanderung von bisher schweizerisch geprägten Arbeiterquartieren in multikulturelle Schmelztiegel. Dieser Wandel weckte bei vielen eingesessenen Schweizern Ängste und schürte soziale Spannungen. Dazu kam die Wohnungsnot und die rasche Veränderung und Modernisierung der Jugend. Zahlreiche zeitgenössische Filme wie «Bäckerei Zürrer» oder «Hinter den sieben Gleisen» zeigen das damalige Zürich mit all seinen Problemen. Das Wachstum der Bevölkerung hielt bis 1962 an und brachte der Stadt mehrere «Jahrringe» von Wohnüberbauungen, vor allem in Richtung Albisrieden/Altstetten und im Norden in Oerlikon und Schwamendingen. Bahnbrechend für den Wohnungsbau waren damals die Wohnhochhäuser der Architekten Karl Flaz und Albert H. Steiner im Lochergut und am Letzigraben.
Auch die Innenstadt erfuhr weitere Veränderungen. Im Talacker mussten praktisch alle Patrizierhäuser neuen Geschäftsbauten weichen. Besonders tragisch war der Abriss des 1816/19 von Hans Conrad Stadler erbauten «Haus Sihlgarten», dessen Erhaltung in einer Volksabstimmung scheiterte. Prägend war weiter die «Aktion Freie Limmat». Alle störenden Einbauten in die Limmat sollten beseitigt werden und beiderseits eine moderne, breite Strasse den zunehmenden Autoverkehr aufnehmen. Aus diesem Grund wurden 1949 und 1950 alle Gebäude am unteren und oberen Mühlesteg abgerissen; die alte Fleischhalle beim Rathaus musste ebenfalls weichen. Die Werdinsel, auf der das alte Kaufhaus Globus stand, die mit der Bahnhofsbrücke und einer kleineren Brücke, dem «gedeckten Brüggli», mit dem Rest der Stadt verbunden war, wurde grundlegend umgestaltet. Heute fliesst anstelle der Limmat der Verkehr unter dem erweiterten Bahnhofplatz hindurch, die Insellage ist verloren. Anstelle des einstigen Kaufhauses Globus steht heute noch das sogenannte «Globus-Provisorium», das ursprünglich eigentlich nach dem Umzug des Globus an den Löwenplatz hätte abgerissen werden sollen.
Die heute international wieder salonfähigen Trams waren in Zürich während der Nachkriegszeit mehrfach bedroht. 1962 lehnte das Stimmvolk die sogenannte Tiefbahn-Vorlage ab, die vorsah, in der Innenstadt alle Trams unter die Erde zu verlegen. Danach konzentrierte sich der Stadtrat auf den Bau einer U-Bahn, die jedoch 1973 in einer Volksabstimmung ebenfalls scheiterte. Vom damaligen Verkehrskonzept konnte bis heute einzig die S-Bahn verwirklicht werden. Überhaupt ist die Verkehrspolitik in Zürich von nicht umgesetzten Projekten geprägt. Die Verknüpfung der Autobahnen A1 und A3 in der Innenstadt im sogenannten Ypsilon am Zusammenfluss von Sihl und Limmat wurde 1960 in die Nationalstrassenplanung aufgenommen. Dazu sollten die Autobahnen als «Stadtautobahnen» ins Zentrum geführt werden, die A3 auf Stelzen über dem Fluss Sihl von der Brunau bis zum Hauptbahnhof. Zweimal verloren die Gegner dieser Pläne 1974 und 1977 Volksabstimmungen, trotzdem wurden die Pläne nie vollständig verwirklicht. Der Südast des Ypsilon, die Sihlhochstrasse, endet bis heute im Sihlhölzli, der Nordast mit dem Milchbucktunnel bei der Limmat, der Westast an der Hardbrücke. Die Autobahnen wurden stattdessen mit Umfahrungen verknüpft, 1985 die A1 von Bern nach St. Gallen mit der Nordumfahrung, 2009 die A3 von Chur und die A4 von Luzern mit der A1 durch die Westumfahrung bzw. den Üetlibergtunnel.
Nach dem Burgfrieden der Kriegszeit brachen die politischen Konflikte 1945 erneut aus. Arbeitskonflikte und Streiks drohten das soziale Klima erneut zu vergiften. Besonders anlässlich des kommunistischen Umsturzes in Prag 1948 oder des Ausbruchs des Koreakrieges kam es zu Protesten und Konflikten zwischen Anhängern der kommunistisch-orientierten Partei der Arbeit und bürgerlichen Antikommunisten. Der Stimmungsumschwung in der Bevölkerung angesichts der kommunistischen Bedrohung Westeuropas brachte 1949 auch das Ende des «Roten Zürich».
Nach dem Tod Adolf Lüchingers wurde der bürgerliche Emil Landolt zum Stadtpräsidenten gewählt. Im folgenden Jahr büsste die SP auch ihre Mehrheit im Stadtrat ein, blieb aber stärkste Partei. Aus diesem Grund bedeutete auch die folgende «Ära Landolt» bis 1966 keinen grundlegenden Wechsel in der Kommunalpolitik. Neu war allenfalls die nötige Kompromissbereitschaft in den politischen Lagern, wenn es galt, wichtige Fragen zu entscheiden. Der aufkommende Antikommunismus erlebte seinen Höhepunkt anlässlich des Ungarnaufstandes im Jahr 1956. In Zürich fanden mehrere grosse Solidaritätskundgebungen für die Ungarn statt. Politisch bedeutete der Ungarnaufstand das Ende der Partei der Arbeit als starke politische Kraft in Zürich. Die neue Wehrbereitschaft und eine neue geistige Landesverteidigung, nun gegen Links, fanden ihren Ausdruck in einer breit verankerten Armeebegeisterung. Zu einem der vielen Armeedefilees der damaligen Zeit in Dübendorf im Herbst 1963 fanden sich 300'000 Zuschauer ein.
Siehe auch: Geistige Landesverteidigung, Flughafen Zürich, Oerlikon-Bührle, Hochhäuser in Zürich

## Globus- und Opernhauskrawalle, Jugendprobleme und Drogenszene

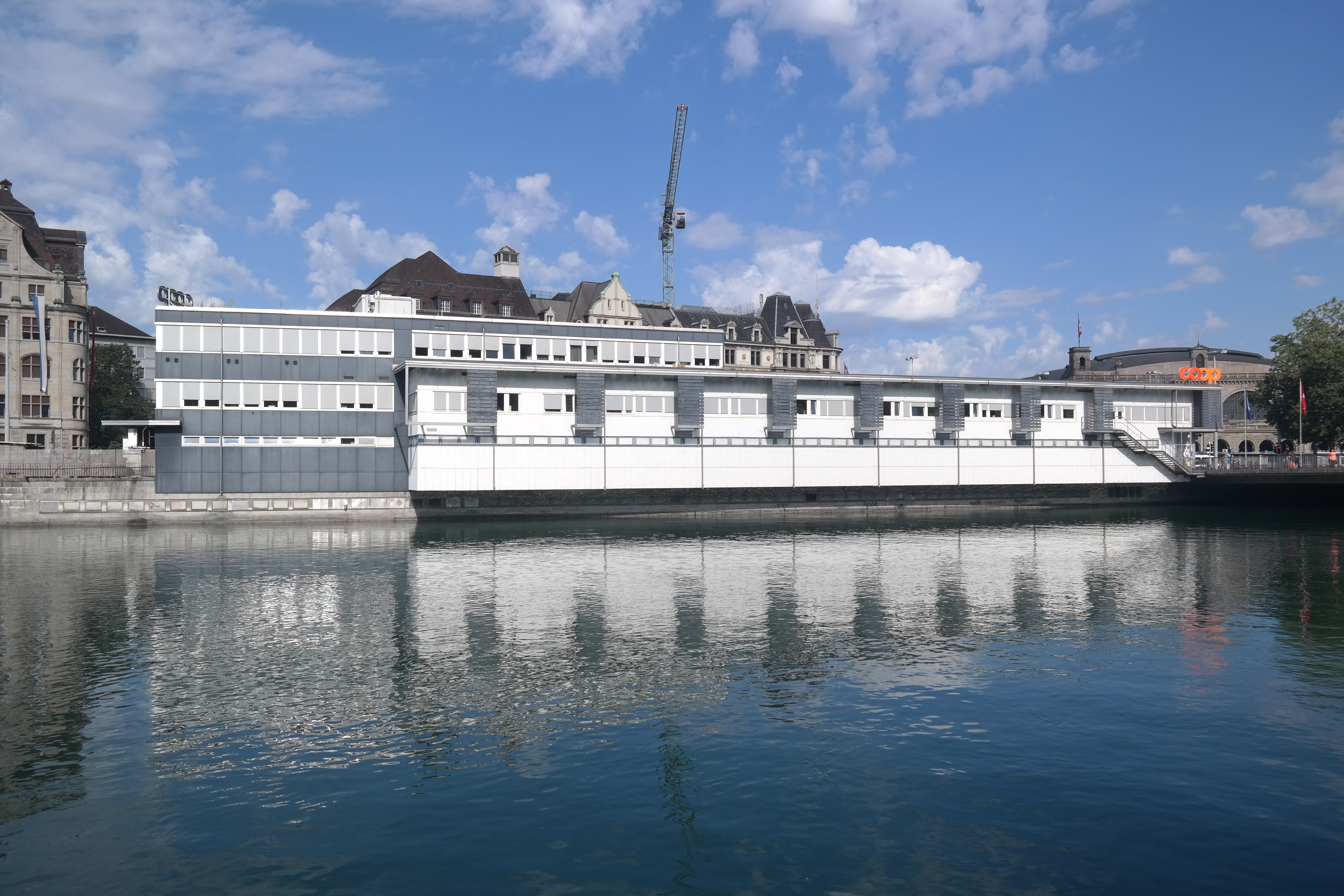
Das «Globus-Provisorium» – heute eine Filiale von Coop – am Bahnhof-Quai

Die Phase der Hochkonjunktur der unmittelbaren Nachkriegszeit begann sich in der zweiten Hälfte der 1960er Jahre abzuschwächen. Vielerorts kam Unbehagen auf. So kritisierte Karl Schmid in seiner Schrift «Unbehagen im Kleinstaat» die Stimmung des Kalten Krieges und die Jugend verlangte nach einer kritischeren Hinterfragung von Autorität. Unter dem Begriff «Die Unwirtlichkeit unserer Städte» (Alexander Mitscherlich) wurden die negativen Folgen der Suburbanisierung und die immer weitergehende Zerstörung der alten Bausubstanz in der Innenstadt thematisiert. Gleichzeitig bewahrte die Stadt politisch mit dem langjährigen Stadtpräsidenten Sigmund Widmer 1966–1982 erstaunliche Kontinuität. Als Signal für die 68er-Bewegung in Zürich gelten die politische Affäre um den Polizisten «Meier 19» und das Rolling-Stones-Konzert im Hallenstadion von 1967 (1. Monsterkonzert), das in wüsten Krawallen endete.
Im Sommer 1968 kam es auch an der Zürcher Universität zu Demonstrationen nach französischem und deutschem Vorbild. Seit 1963 waren auch in Zürich kritische Studierende organisiert; im Frühling 1968 erfolgte dann die Gründung der Fortschrittliche Arbeiter und Studentenschaft (FASS). In der Nacht vom 31. Mai auf den 1. Juni 1968 kam es im Anschluss an ein Konzert von Jimi Hendrix (2. Monsterkonzert) im und vor dem Hallenstadion zu massiven Ausschreitungen zwischen Konzertbesuchern und der Polizei, die in Erinnerung an das Rolling-Stones-Konzert im Vorjahr mit einem Grossaufgebot angerückt war. Die FASS kritisierte den harten Polizeieinsatz heftig. Im leerstehenden Globus-Provisorium organisierte die FASS darauf ein zweitägiges Fest, das mit einer illegalen Besetzung der Liegenschaft endete. Sie sollte als «Autonomes Jugendzentrum» der Jugend der Stadt den nötigen Raum für eine alternative Kulturentwicklung bieten und solange besetzt bleiben, bis die Stadtbehörden ein geeigneteres Lokal für Grossveranstaltungen bereitstellen würden. In den bürgerlichen Kreisen der Stadt kam es darauf zu empörten Reaktionen, insbesondere die NZZ setzte sich für eine harte Linie ein. Der Stadtrat leitete solcherart unter Druck gesetzt Gegenmassnahmen ein, die ab dem 26. Juni 1968 in mehrtägigen Strassenschlachten zwischen Polizei und Demonstranten endeten, den sogenannten Globuskrawallen, in denen die Polizei mit massivem Gewalteinsatz die Jugendbewegung zu zerschlagen suchte.

Die zweite Krawall-Welle erlebte Zürich zu Beginn der 1980er Jahre. Sie werden als «Achtziger-Jahre-Unruhen», «Opernhauskrawalle» oder «Jugendunruhen» bezeichnet. Im Zentrum dieser Auseinandersetzungen zwischen der Stadtregierung, der Polizei und der sogenannten Jugendbewegung stand die Verfügbarkeit von Räumlichkeiten für die alternative Jugendkultur. Die Jugendlichen forderten, dass die Stadtbehörden das Kulturzentrum Rote Fabrik in Wollishofen oder ein anderes Gebäude für ein Autonomes Jugendzentrum zur Verfügung stellen müssten. 

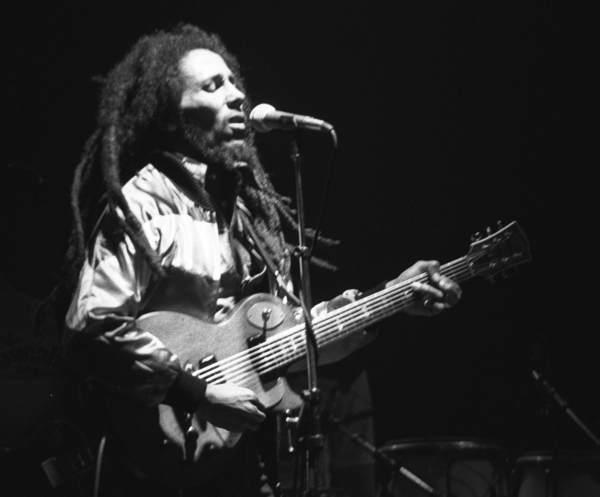
An den Opernhauskrawallen beteiligten sich Besucher des Bob-Marley-Konzerts im Hallenstadion

 Zu ersten Krawallen kam es anlässlich eines Volksfestes am 30. Mai 1980, an dem für eine Zustimmung zu einer 61 Millionen-Franken-Subvention für die Renovation des Zürcher Opernhauses geworben werden sollte. Die Proteste richteten sich dagegen, dass Millionen für «etablierte», aber nichts für die «alternative» Kunst ausgegeben werde. Das Bob-Marley-Konzert am selben Tag heizte die Stimmung zusätzlich an. Im Unterschied zu den 68er-Unruhen waren nicht Akademiker die Träger des Protests, sondern eine «Jugendbewegung», wie sie sich selbst nannte. Nach mehreren Wochen anhaltender Strassenschlachten (dokumentiert im Film «Züri brännt» des Videoladen Zürich) gab der Stadtrat am 28. Juni 1980 nach und übergab eine leerstehende Fabrik an der Limmatstrasse (beim heutigen Carparkplatz) als Autonomes Jugendzentrum (AJZ) an die Jugendbewegung. Das Zentrum wurde von der Stadtzürcher SPS, den beiden Landeskirchen und der Pro Juventute geleitet. Als am 4. September 1980 die Polizei mit massivem Aufgebot in der Nacht das AJZ stürmte, durchsuchte und 140 dort übernachtende Jugendliche festnahm, kam es am 5. September 1980 zu den bis dahin schwersten Unruhen in der Geschichte der Stadt Zürich.
Wegen der anhaltenden Probleme mit Drogen, den ständigen Auseinandersetzungen zwischen Jugendlichen und der Polizei und den Protesten aus der Bevölkerung beschloss der Zürcher Stadtrat am 23. März 1982, das AJZ, den «Schandfleck von Zürich», zu schliessen und abzureissen. Hauptproblem des AJZ war der unkontrollierbare Konsum harter Drogen, die Geburtsstunde der offenen Drogenszene in Zürich. Die Schliessung war aber auch Ausdruck einer politischen Trendwende. Bei den Gemeinderatswahlen im Frühjahr 1982 ergab sich zum ersten Mal seit 53 Jahren wieder eine bürgerliche Mehrheit. Stadtpräsident Sigmund Widmer musste nach 16 Amtsjahren den Hut nehmen und wurde von Thomas Wagner abgelöst. In seinem Lied Auf der Flucht (aus dem Album «Einzelhaft» von 1982) nimmt Falco auf die Situation in der Stadt Bezug: «Zürich, Limmatquai / Neunzehnhundertachtzig zwei / Alles ist in Ordnung / Nichts an Platz / Ein Ende hat's mit dem Rabatz […] Und am Seeufer kein Feuer, aha». Die «Endlösung der Zürcher Jugendfrage» (so der Titel einer behördenkritischen Publikation von 1983) löste neue Unruhen aus. Noch bis in die 1990er Jahre bleiben in Zürich die offene Drogenszene, zuerst am Platzspitz, dann am Bahnhof Letten und die Verwahrlosung des ganzen Kreis 5 ein grosses Problem. Zum neuen Sammelpunkt der alternativen Jugendszene entwickelten sich zwischen 1991 und 1993 die seit 1989 leerstehenden Gebäude der Fabrik Wohlgroth beim Bahnhof Zürich. Deren riesenhaftes Graffiti «Zureich» als Parodie auf das Bahnhofsschild «Zürich» der SBB wurde zeitweise fast schon zu einem alternativen Wahrzeichen von Zürich.
Siehe auch: 68er-Bewegung, Jugendbewegung, Globuskrawall, Jugendunruhen in der Schweiz

## Zürich wird gebaut! – Die 1990er Jahre und die Jahrtausendwende

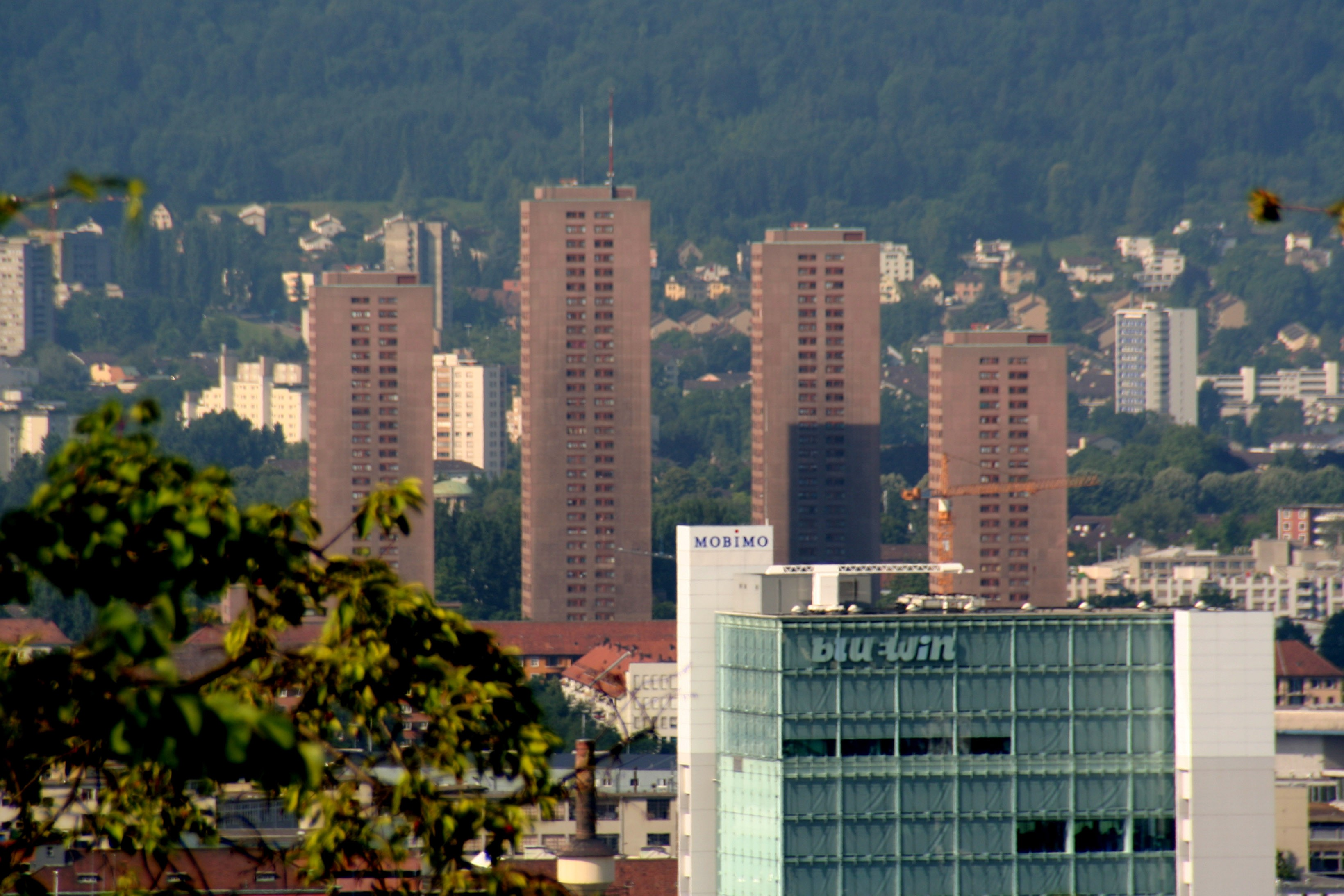
Hochhäuser in der Hardau aus den 1970er Jahren; im Vordergrund der Bluewin-Tower in Zürich West

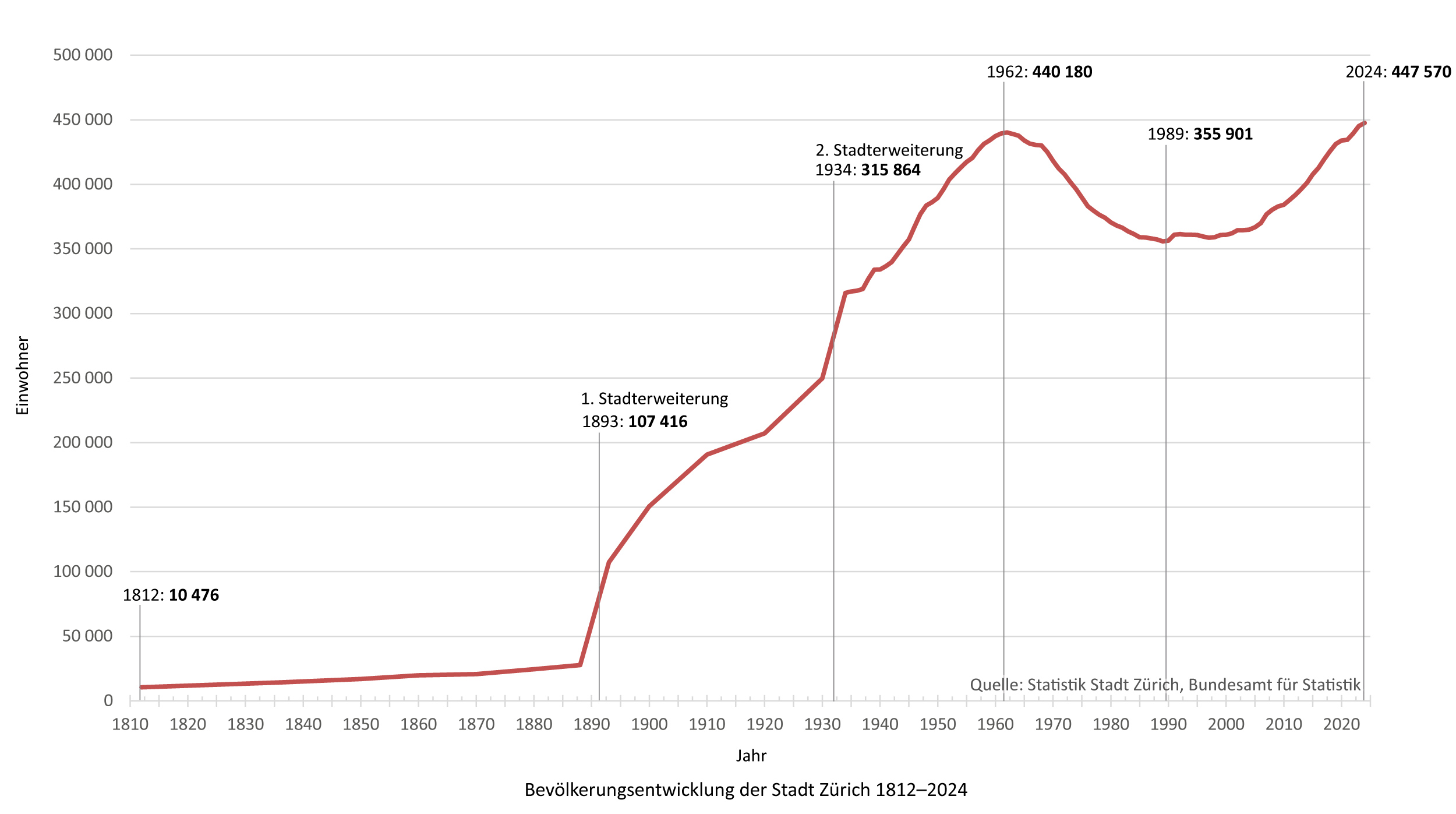
Bevölkerungsentwicklung in Zürich seit 1836

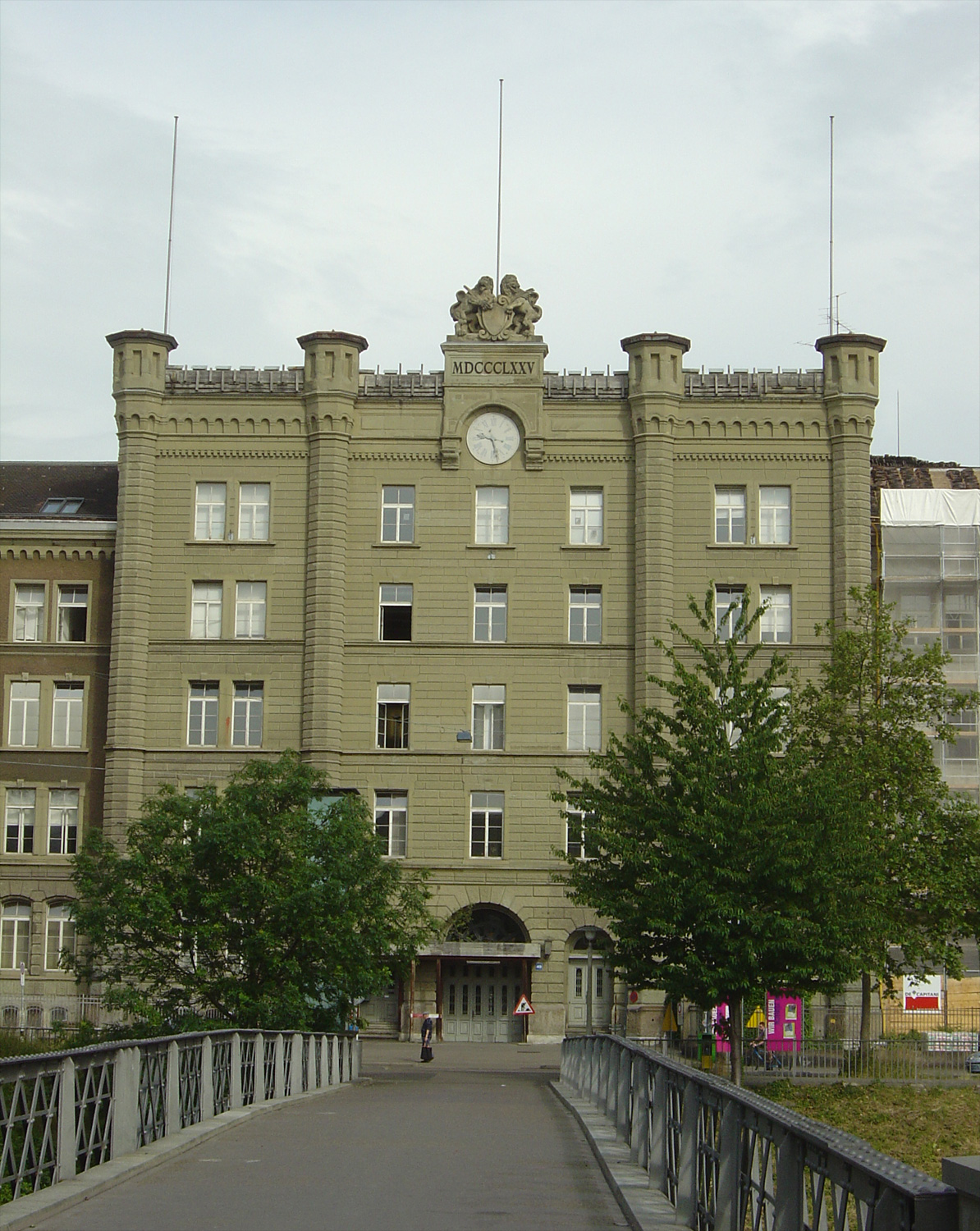
Die ehemalige Infanteriekaserne Zürich

Logo des Zürcher Verkehrsverbunds

Nach der konservativen Wende 1982 sah sich der Stadtrat politisch zunehmend blockiert, was insbesondere angesichts der dringenden Probleme der Stadtentwicklung problematisch war. In der Innenstadt verdrängten Büros und Einkaufszentren zunehmend die Einwohner und die alten Kleinbetriebe, in den Kreisen 4 und 5 drohte die völlige Verslumung, weil einerseits die grossen Industriebetriebe die Stadt verliessen oder verschwanden und andererseits die Drogenszene und die sie begleitende Kriminalität ganze Quartiere unbewohnbar machten. Grosse Neubauprojekte wie die Neugestaltung des Areals der alten Infanterie-Kaserne (Volksabstimmung vom 12. Dezember 1973) oder HB-Südwest wie auch die Neugestaltung der Industriebrachen zögerten sich hinaus oder waren blockiert. Problematisch war auch weiterhin die Verkehrssituation. Vereinzelt gelang es zwar, einzelne Quartiere ganz oder teilweise vom Durchgangsverkehr zu befreien, wie das Niederdorf, Gesamtlösungen oder Perspektiven gab es jedoch keine. Die langjährige Baudirektorin der Stadt Zürich, Ursula Koch, fasste die Situation im berühmt gewordenen Satz «Zürich ist gebaut» zusammen.
Erst durch die Wahl von Josef Estermann (SP) zum Stadtpräsidenten 1990 änderte sich die Lage wieder. Unter seiner Regierung gelang es, die politische Blockade zu überwinden und pragmatische Lösungen durchzusetzen. Im Februar 1992 wurde die offene Drogenszene auf dem Platzspitz («Needlepark») geräumt. Dies führte kurzfristig zu einer Verlagerung der Drogenszene in den Kreis 5 und den stillgelegten Bahnhof Letten, der jedoch nach der Einführung der sogenannten «Heroingestützten Behandlung», d. h. der Abgabe von Heroin an Schwerstsüchtige, 1995 ebenfalls geräumt wurde. Seither konnte eine Neubildung der offenen Drogenszene erfolgreich verhindert werden. Den Ruf Zürichs als Ausgehmetropole und Partystadt begründete die Liberalisierung des Gastgewerbegesetzes 1998, wodurch die sogenannte Bedürfnisklausel aufgehoben wurde. Seither ist die Zahl der Gastro-Betriebe nicht mehr beschränkt, was innerhalb kürzester Zeit zu einer starken Belebung des Nacht- und Partylebens führte. Gleichzeitig endete damit die Hochzeit der illegalen Partys und Bars.
Der faktische Baustopp in Zürich endete 1992 mit der ersten neuen Bau- und Zonenordnung (BZO) seit 1893 (Kernzone) bzw. 1963 (restliches Stadtgebiet). Die Neubebauung der Industriebrachen in «Zürich West» kam zwar bereits unter Ursula Koch in Gang (Technopark 1991–1993, Steinfels-Areal 1993), als eigentlicher Auslöser des bis heute andauernden Baubooms muss aber die Initiative des «Stadtforums» durch Stadtpräsident Estermann 1996 angesehen werden. Damit wurde ein runder Tisch etabliert, der die verhärteten Fronten im Kampf um die Bau- und Zonenordnung aufweichte und Gespräche zwischen den städtischen Behörden und den privaten Bauherrschaften erlaubten. Mit dem neuen Baudirektor Elmar Ledergerber begannen 1998 dann die grossflächigen Umgestaltungen auf den weitläufigen Arealen der ehemaligen Industriebetriebe in Zürich West, in der Enge (Sihlcity) und in Oerlikon. Zürich wurde durch die rasante Modernisierung seit Mitte der 1990er Jahre zu einer pulsierenden Metropole, der die städtische Tourismusorganisation den Slogan «Downtown Switzerland» verpasste. Seit der Jahrtausendwende werden in Zürich auch wieder Hochhäuser gebaut, der 2011 fertiggestellte Prime Tower beim Bahnhof Hardbrücke ist mit 126 m das zweithöchste Gebäude der Schweiz. Mit dem Getreidesilo von Swissmill (118 m) ist ein weiteres Gebäude über 100 m in der Stadt entstanden.
Der langfristige Verlust von zahlreichen Arbeitsplätzen in Zürich durch das Verschwinden der Industrie und den Niedergang der Swissair wurde grösstenteils durch das Wachstum des Dienstleistungsbereichs, insbesondere des Bankensektors kompensiert. Die Abhängigkeit der Stadt Zürich vom Geschäftsgang der Banken und Versicherungen hat sich dadurch noch einmal dramatisch verschärft. Bis zu 50 % der Steuereinkünfte der Stadt Zürich stammen mittlerweile aus dem Bankensektor.
Seit den 1950er Jahren wurde der motorisierte Individualverkehr zu einem immer grösseren Problem für Zürich. Zur Befreiung der Stadt vom Durchgangsverkehr war seit 1960 eine Kreuzung von drei Autobahnen Richtung Winterthur/St. Gallen, Bern/Basel und Chur über dem Platzspitz vorgesehen. Teile der Autobahn sollten auf Stelzen über der Sihl von der Enge ins Zentrum geführt werden. Das Projekt mit der Bezeichnung «Ypsilon» kam jedoch nur teilweise zur Ausführung. 1974 wurde die unvollendete Sihlhochstrasse eröffnet, die den Verkehr der Autobahn A3 in das Quartier Wiedikon führt. 1985 folgte die Fertigstellung des Nordrings, so dass der Durchgangsverkehr zwischen St. Gallen und Bern um die Stadt herumgeführt werden konnte. Bis zur Eröffnung des Westrings 2009 wurde aber weiter der Verkehr zwischen Bern/Basel und Chur durch die Stadt geführt. Nach dem momentan geltenden «Zürcher Modell» soll vorläufig auf die Verbindung der Autobahnenden durch einen «Stadttunnel» (zwischen Schwamendingen und Sihlhölzli) und einen «Westast» (zwischen Hard und Milchbucktunnel) verzichtet werden.
Die Verkehrssituation in Zürich in den 1980er und 1990er Jahren war nicht zuletzt deshalb dramatisch, weil 1973 die geplante U-Bahn für Zürich vom Stimmvolk abgelehnt worden war (mit dem Tramtunnel Milchbuck–Schwamendingen wurde nur ein kurzer Abschnitt verwirklicht) und die etwa 1960 einsetzende Stadtflucht die Problematik verschärften. Die Eröffnung der Zürcher S-Bahn 1990 brachte zwar eine gewisse Entlastung, verstärkte jedoch den Pendlerstrom via Bahn aus dem Zürcher Oberland und dem Sihltal in die Stadt und bewirkte im Endeffekt nicht die gewünschte Umlagerung vom Individualverkehr auf die Schiene.
Die chaotischen Verkehrsverhältnisse bremsten ab etwa 1980 die Landflucht zwar, bis 1989 sank aber die Bevölkerung bis auf 355 901, bevor die Revitalisierung der Innenstadt um die Jahrtausendwende eine Trendwende bewirkte. Das seither anhaltende markante Wachstum wird bis ca. 2020 dazu führen, dass die Stadtbevölkerung die bisherige Rekordmarke von 1962 von 440 180 Personen erreichen wird.
Die steigende Nachfrage nach Wohnraum und die anhaltende gute wirtschaftliche Entwicklung bewirkte in den 2000er Jahren den Zuzug verhältnismässig wohlhabender Bevölkerungsgruppen in die Innenstadt, wo es deshalb teilweise zu einer Verdrängung der bisherigen Wohnbevölkerung kam. Für diesen Prozess wurde 2009 der Begriff «Seefeldisierung» geprägt, obwohl auch andere Stadtquartiere betroffen waren. Gerade wegen der konstant hohen Steuereinnahmen der natürlichen Personen und den hohen Erträgen aus Grundstückgewinnsteuern befindet sich die Stadt jedoch trotz der weltweiten Finanzkrise 2009 und sinkenden Erträgen aus dem Bankensektor finanziell in einer vergleichsweise guten Lage und es konnten sogar moderate Überschüsse erwirtschaftet werden. Die von bürgerlichen Parteien Ende 2018 geforderte Senkung des Steuerfusses fand jedoch keine Mehrheit im Gemeinderat.